# Legionowo
Legionowo – miasto w Polsce w województwie mazowieckim, siedziba powiatu legionowskiego, położone w Kotlinie Warszawskiej, w odległości ok. 22 km na północ od centrum stolicy. Miasto należy do aglomeracji warszawskiej.
W latach 1975–1998 należało administracyjnie do województwa stołecznego warszawskiego.

## Położenie
Legionowo leży na szlakach komunikacyjnych łączących Warszawę z Gdańskiem (Linia kolejowa nr 9) i Pojezierzem Mazurskim (droga krajowa nr 61). 7 km dzieli miasto od Jeziora Zegrzyńskiego – m.in. miejsca wypoczynku mieszkańców Warszawy i okolic. Znajduje się w centrum województwa mazowieckiego.
Sąsiednie gminy: 
Jabłonna, Nieporęt, Wieliszew

### Podział administracyjny
Osiedla:
- Gucin
- Ludwisin
- Batorego
- Generała Roi
- Jagiellońska

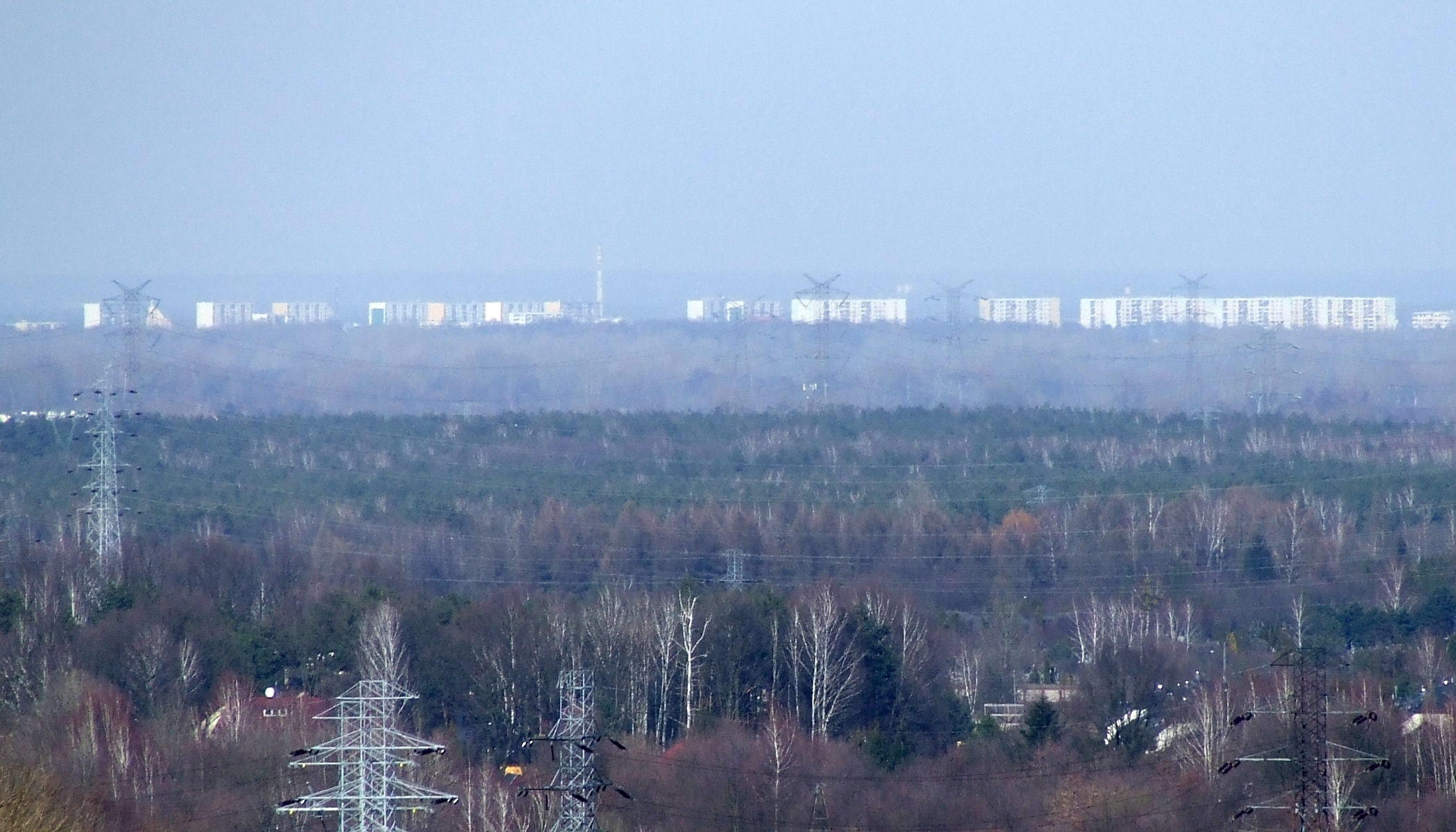
Osiedle Jagiellońska widziane z Góry Śmieciowej na Radiowie

- Kozłówka (Osiedle Polskiej Organizacji Wojskowej)
- Młodych
- Piaski
- Sobieskiego
- III Parcela
- Bukowiec

## Środowisko naturalne
Legionowo niemalże ze wszystkich stron okalają lasy. Lesistość w granicach miasta wynosi 10,3%, zaś w powiecie legionowskim 30,6%. W pobliżu znajduje się sztuczny akwen – Jezioro Zegrzyńskie, zaś cały powiat oprócz gminy Serock leży między Wisłą a Narwią.

## Historia

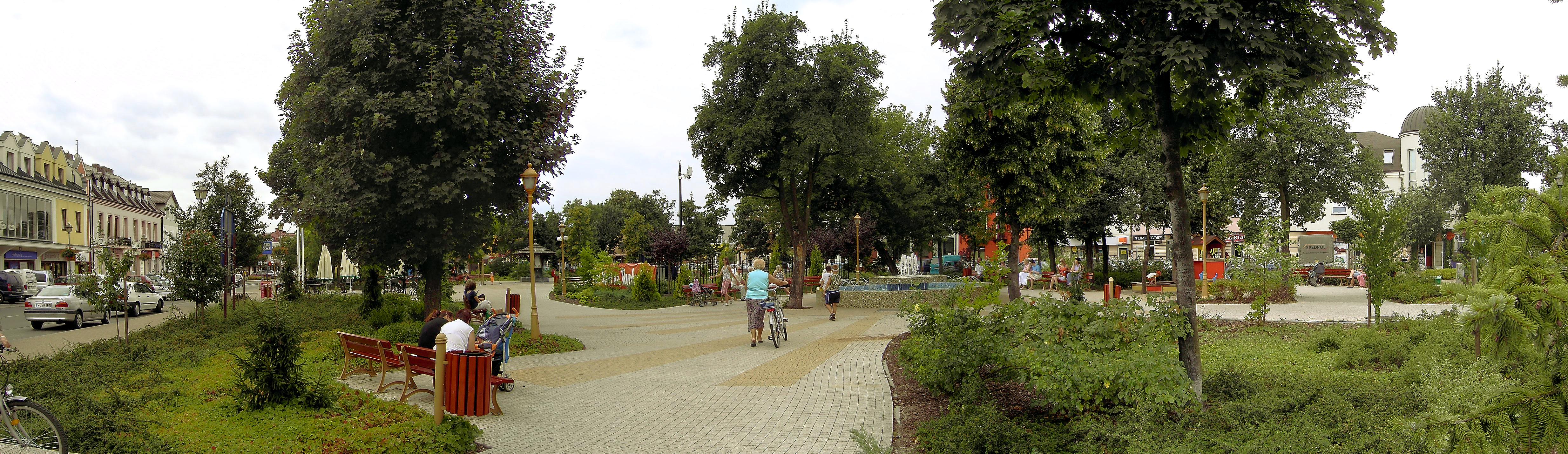
Rynek miejski w formie parku

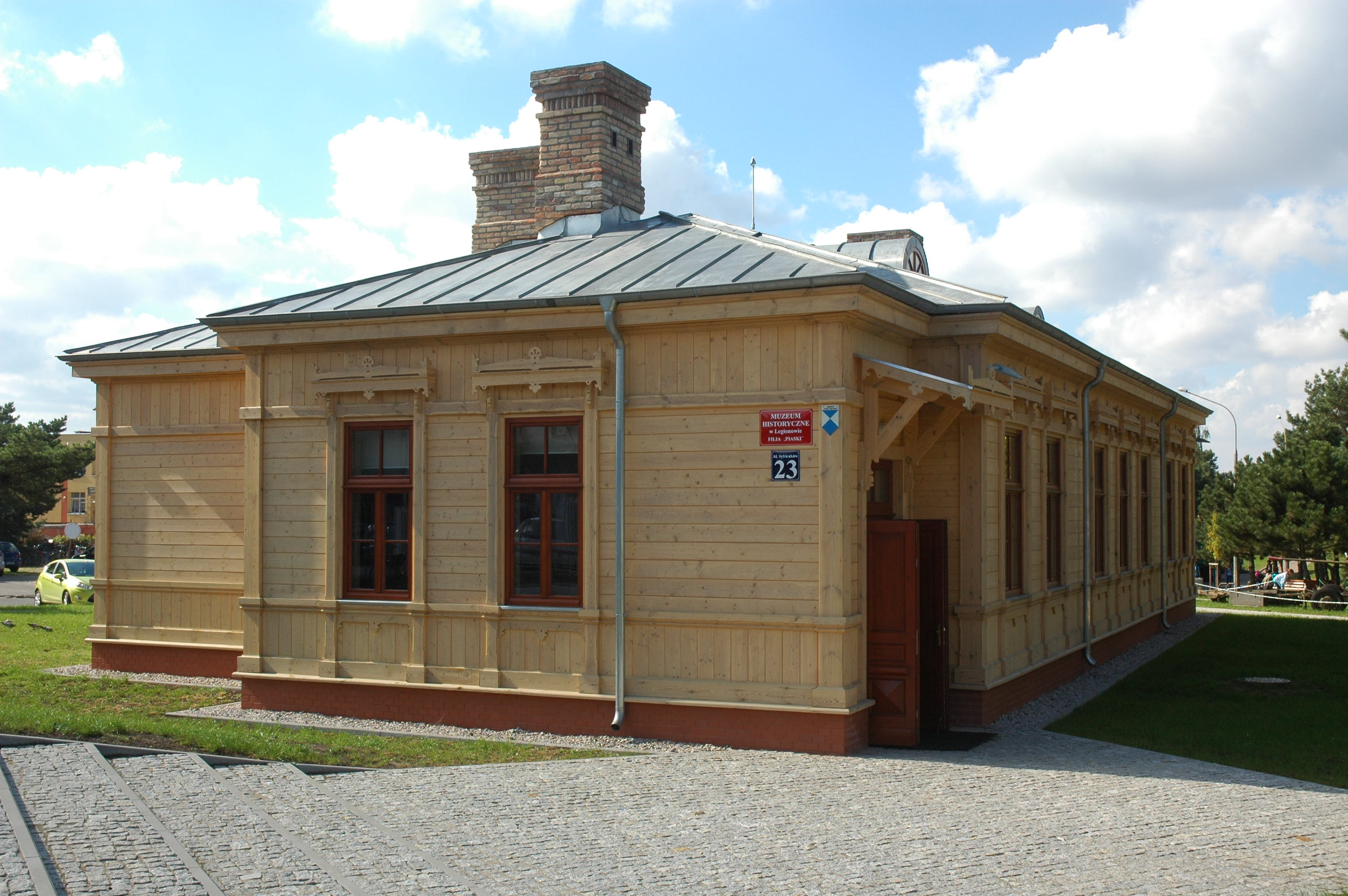
Muzeum Historyczne, filia Piaski. Do budowy obiektu wykorzystano częściowo odzyskane fragmenty kasyna oficerskiego z 1892 roku.

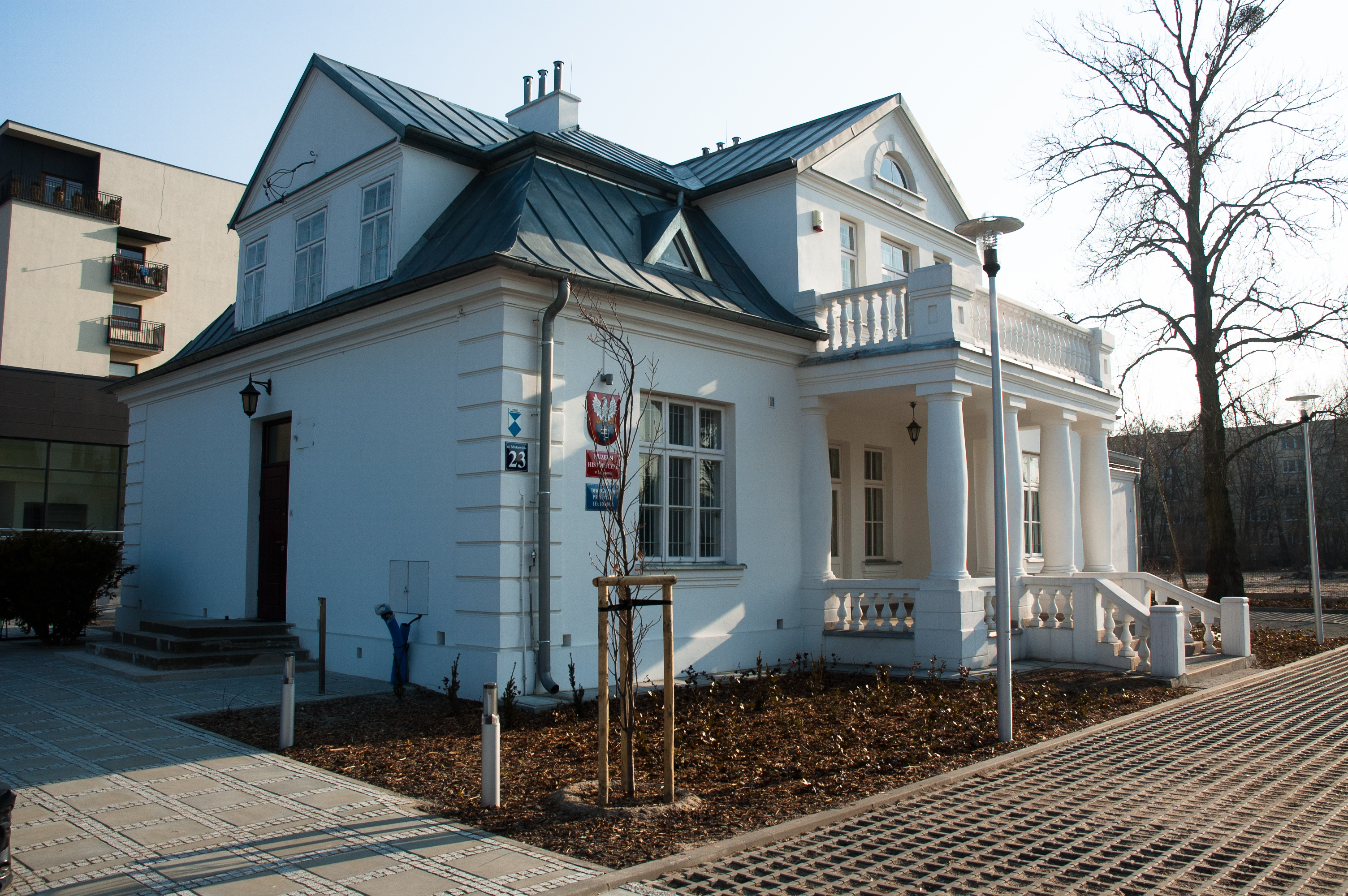
Willa Bratki przed wojną była siedzibą wójta gminy Jabłonna, w okresie okupacji funkcjonował tu szpital, a do 1991 roku porodówka. Od 2001 roku znajduje się tu Muzeum Historyczne

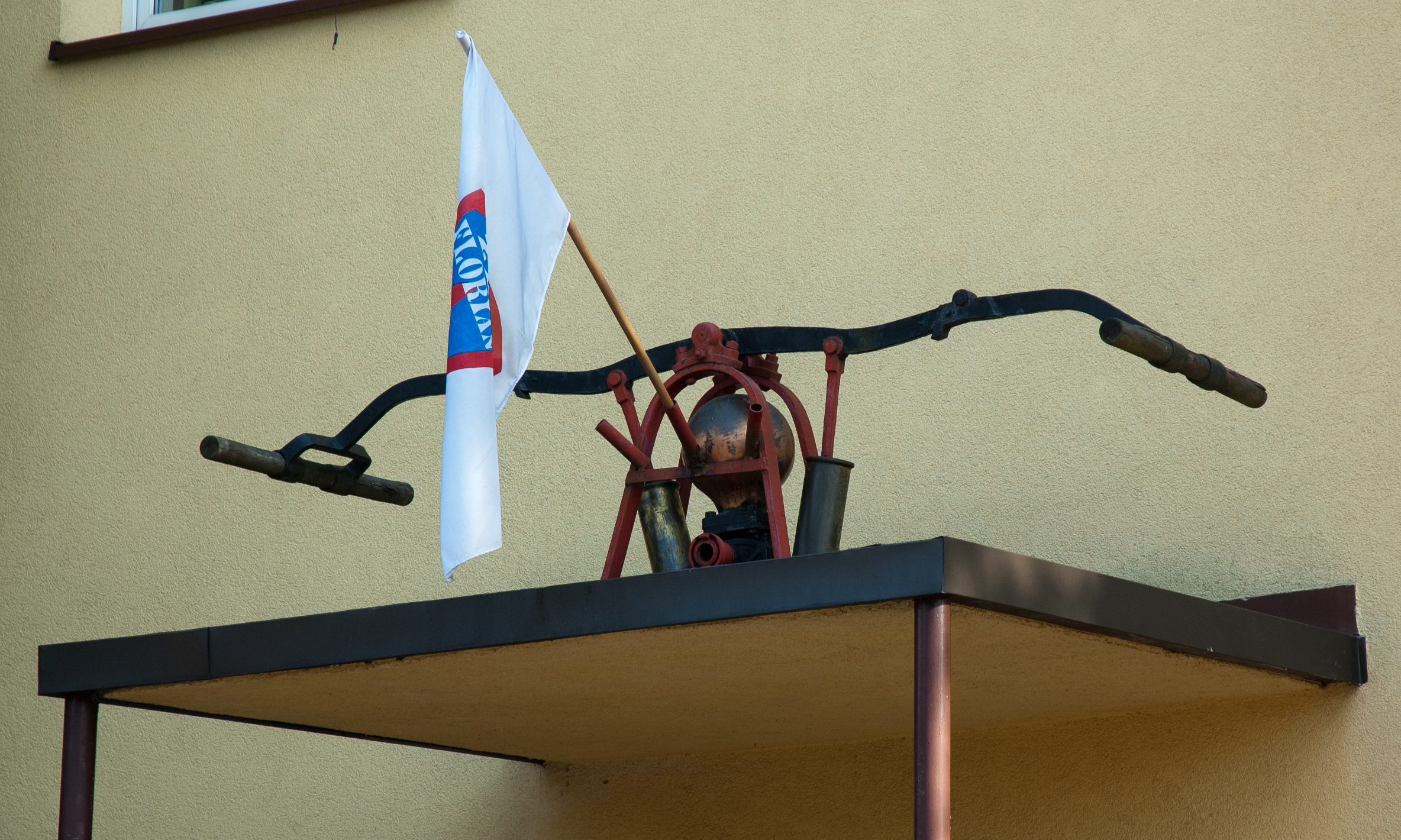
Zabytkowa pompa strażacka znajdująca się nad wejściem do KPPSP

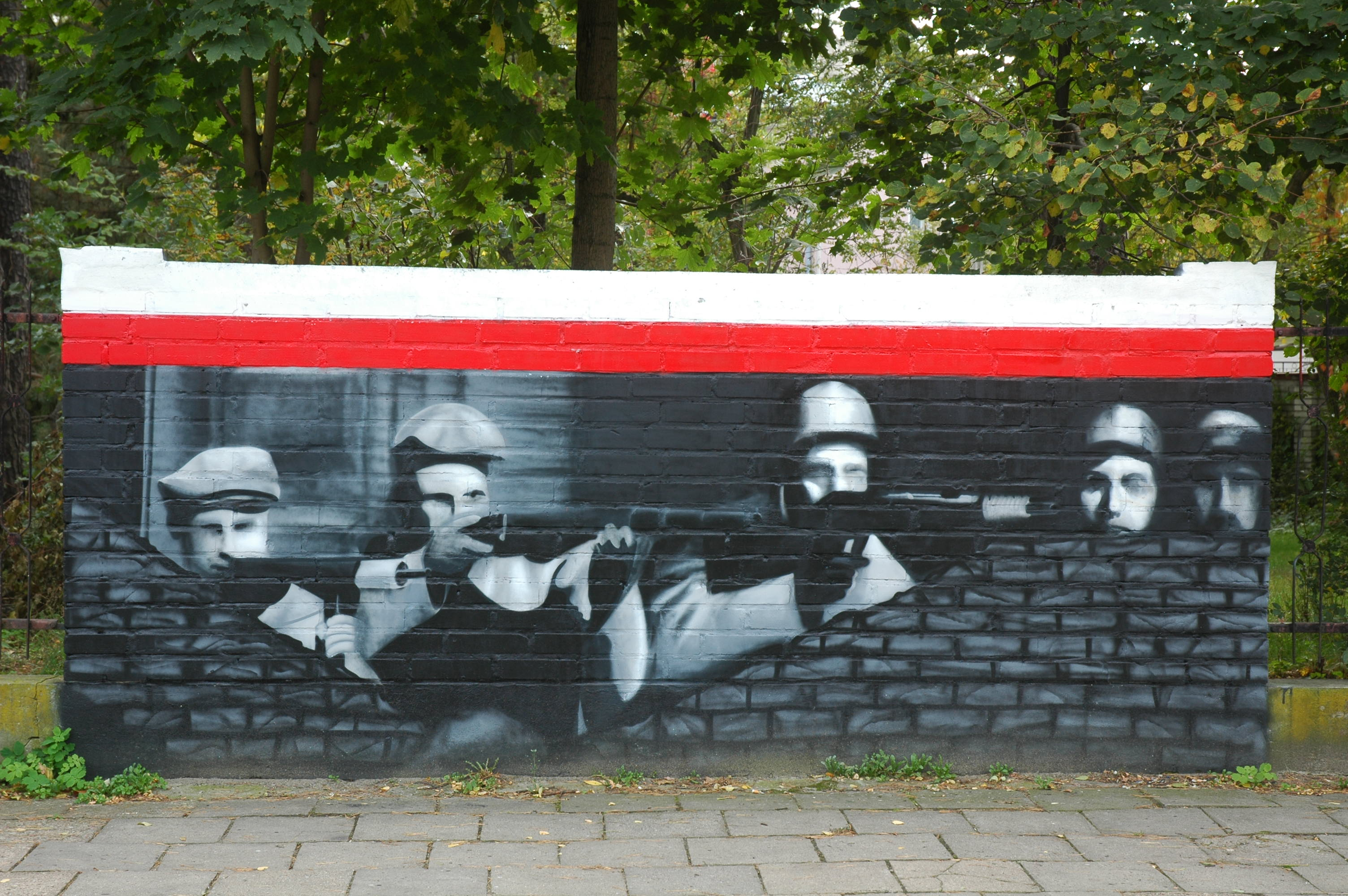
Mural powstańczy namalowany na betonowym murze przy posesji na rogu ulic Batorego i Siemiradzkiego

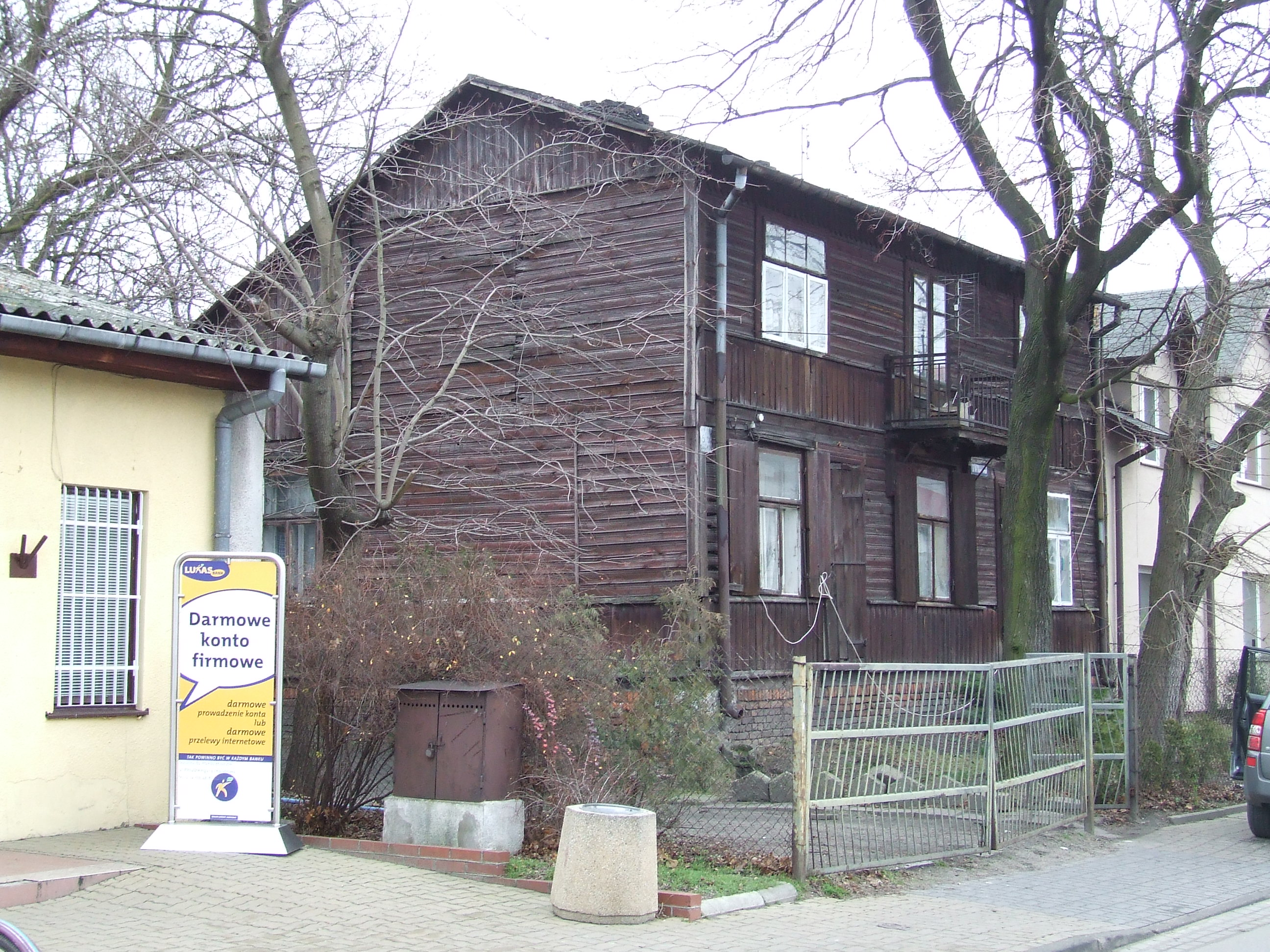
Stary dom w Legionowie

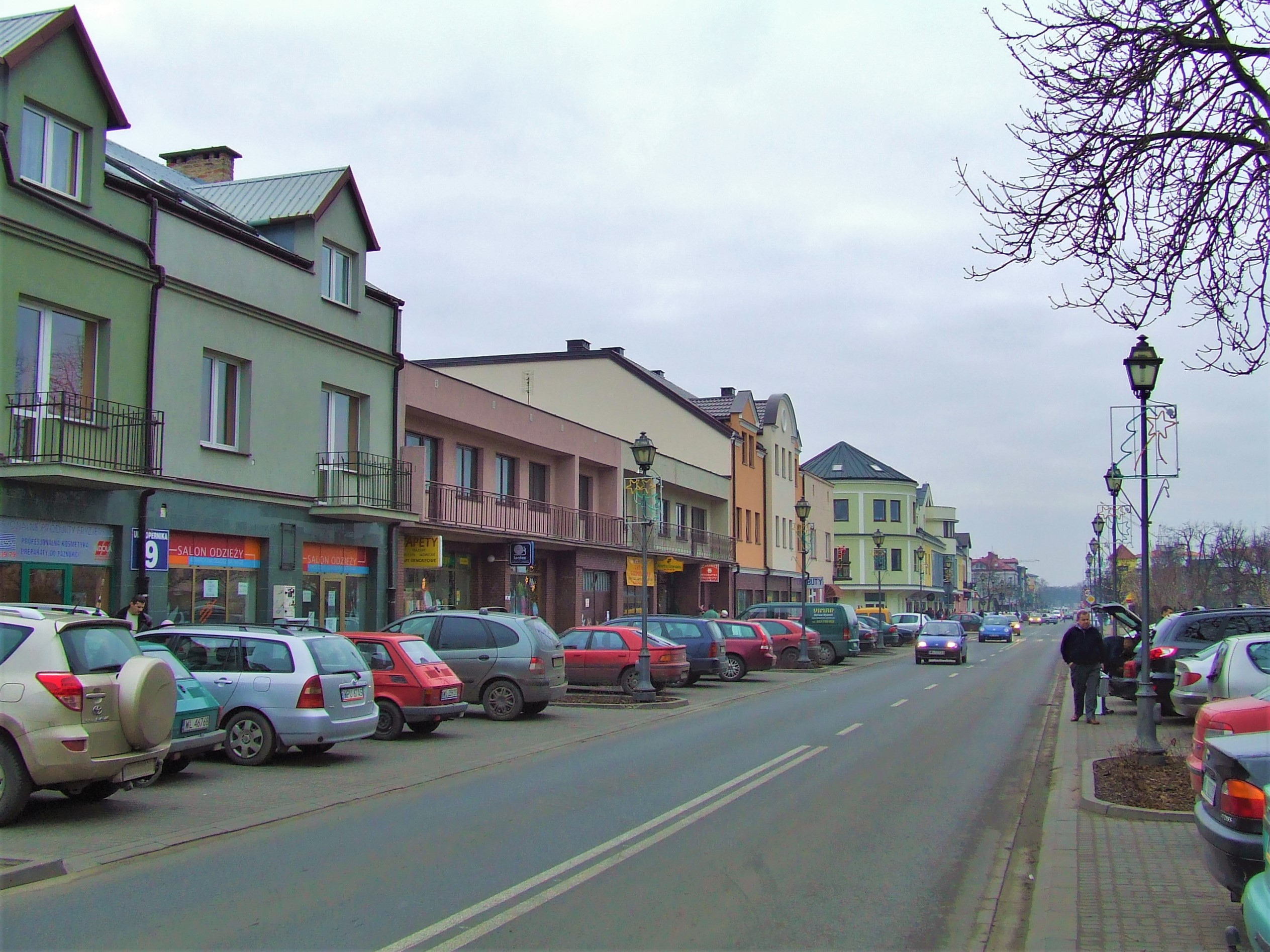
Ulica Piłsudskiego

Historia Legionowa rozpoczyna się w XIX w. W 1877 roku na terenie ówczesnych dóbr hr. Potockiego powstała stacja Kolei Nadwiślańskiej Jabłonna. W tym miejscu trasa kolei przecinała się z jedną z pierwszych dróg bitych na ziemiach Polski – Traktem Kowieńskim. W ciągu kolejnych kilku lat, przy stacji kolejowej, hrabia August Potocki założył letnisko zwane od jego imienia Gucinem (hrabiego potocznie nazywano Guciem). Dawne letnisko to teraz sam środek Legionowa pomiędzy ulicą Piłsudskiego a Warszawską. Z tego też okresu pochodzą inne nazwy związane z Legionowem: Bukowiec (wówczas gajówka), Kozłówka i Ludwisin (dwa folwarki). Teraz są to dzielnice miasta.
W 1892 roku także przy stacji, ale po drugiej stronie torów, powstał carski garnizon wojskowy. To on wyznaczał dalsze dzieje Legionowa. W 1898 roku w Jabłonnie powstał Oddział Balonowy Warszawskiego Rejonu Fortecznego. Zapoczątkowana przez Rosjan tradycja baloniarstwa przetrwała w Legionowie prawie do końca XX wieku. Legionowscy oficerowie na balonach „Kościuszko” i „Polonia II” czterokrotnie triumfowali w międzynarodowych zawodach o Puchar Gordona Bennetta.
W 1897 roku powstała Huta Szkła „Jabłonna”.
Jabłonna i Legionowo stały się jednymi z ważniejszych obszarów stacjonowania rosyjskich żołnierzy po 1 sierpnia 1914 (od rozpoczęcia I wojny światowej). Carski garnizon został zlikwidowany w 1915 roku, kiedy do osady wkroczyli Niemcy. 14 listopada 1918 roku po raz pierwszy od 27 lat w koszarach zamieszkała polska załoga. 3 maja 1919 roku oficjalnie nadano osadzie nazwę Legionowo.
W okresie międzywojennym miejscowość zaczęła rozkwitać. W lawinowym tempie rosła liczba mieszkańców, rozrastała się także sama osada. W połowie lat 20. XX w. hrabia Maurycy Stanisław Potocki rozparcelował znaczną część swojego majątku. W 1921 roku w Legionowie przebywał przyszły prezydent Francji Charles de Gaulle. W tym samym roku powstała pierwsza szkoła podstawowa na Piaskach (dziś w tym miejscu stoi przedszkole) oraz kaplica garnizonowa. Pod koniec lat 20. XX w. rozpoczęło funkcjonowanie wojskowo-naukowe Centrum Aerologiczne z Wojskowym Wydziałem Aerologicznym Państwowego Instytutu Meteorologicznego. PIM istnieje w Legionowie do dzisiaj. Od lat 20. do wybuchu wojny stacjonował w Legionowie 1. Dywizjon Pociągów Pancernych (jedna z dwóch jednostek tego typu w Polsce).
W połowie lat 30. XX w. przy ul. Jagiellońskiej 8 (obecnie nr 6) wybudowano dla wyznawców judaizmu synagogę
W latach 1930–1952 siedziba wiejskiej gminy Legionowo. W 1932 roku otwarto tu jedno z pierwszych w Polsce kin dźwiękowych. Teren dzisiejszego osiedla Piaski był wówczas poligonem z torami kolejowymi i ćwiczebnym mostem. W latach 30. XX w. na terenie Bukowca, który prawnie jeszcze nie należał do Legionowa, powstało osiedle zamieszkane głównie przez wojskowych oficerów i ich rodziny. Z okresu międzywojennego pochodzi wiele charakterystycznych dla Legionowa domów piętrowych z dużą ilością okien i dużym strychem. W dworku przy ul. Norwida 10 mieści się Miejski Ośrodek Kultury, w drewnianym domku przy ul. Warszawskiej 72 zorganizowana została galeria. Natomiast w Willi Bratki przy ul. Mickiewicza 23 znalazły swoje miejsce Zbiory Historyczne Miasta Legionowa. Budynek służy także Towarzystwu Przyjaciół Legionowa.
Wybuch II wojny światowej zakończył dynamiczny rozwój miasta. W Legionowie powstawały komórki Polskiego Związku Powstańczego. W domu przy ulicy Królowej Jadwigi 13 mieściła się radiostacja, punkt łącznikowy i komórka wywiadu (dom przy Cafe Marysieńka). W 1940 roku między ulicami Sobieskiego a Listopadową, na terenie zwanym Cegielnią Niemcy utworzyli getto dla ludności żydowskiej, w którym umieszczono między 2500 a 3000 osób. W ostatnich dniach lutego 1940 roku nieznani sprawcy zastrzelili niemieckiego burmistrza Legionowa Reinholda Marielke i jego żonę. W ramach odwetu Niemcy 24 lutego 1940 roku aresztowali w Henrykowie, Jabłonnie i Legionowie ponad 600 osób. 190 spośród z nich zostało 26 lutego 1940 roku rozstrzelanych w Palmirach. 4 października 1942 roku miała miejsce akcja likwidacji getta żydowskiego, w toku której zamordowano wielu Żydów.
1 sierpnia 1944 roku, w Legionowie, podobnie jak w innych rejonach Obwodu VII „Obroża” wybuchły krótkotrwałe walki wspierające powstanie warszawskie. Sztab powstańczy mieścił się w budynku przy ul. Jagiellońskiej 30. Oddziały powstańcze zajęły opuszczony przez Niemców budynek koszar oraz próbowały blokować szosę do Strugi, jednak w obliczu niemieckiej groźby spalenia Legionowa dowódca rejonu, pułkownik Kłoczkowski „Grosz” podjął decyzję o zakończeniu walk. W walce z okupantem brało udział bezpośrednio ponad 4 tys. mieszkańców Legionowa. Tyle samo zginęło w latach wojny. Po zaprzestaniu walk w Legionowie uczestnicy zajmowali się „szmuglem” żywności i uzbrojenia dla walczącej jeszcze Warszawy oraz opieką nad rannymi w walkach.
W okresie okupacji hitlerowskiej w odległości kilku kilometrów na północ od Legionowa przebiegała granica między Generalnym Gubernatorstwem a III Rzeszą (biegła od zachodu od Wisły, przez Skierdy, Trzciany, Krubin, Topolinę, a następnie wzdłuż rzeki Narwi).
28 października 1944 roku miasto zostało zajęte przez Armię Czerwoną
Na podstawie dekretu PKWN z 31 sierpnia 1944 roku zostały utworzone miejsca odosobnienia, więzienia i ośrodki pracy przymusowej dla „hitlerowskich zbrodniarzy oraz zdrajców narodu polskiego”. Obóz pracy nr 124 Ministerstwo Bezpieczeństwa Publicznego utworzyło w Legionowie.
W 1945 roku pierwszym po wojnie wójtem został Robert Krogulski, mieszkaniec Legionowa, były oficer carski i syndykalista. W 1947 roku Legionowo liczyło 9860 mieszkańców. W 1950 roku Zakłady Balonowe ponownie podjęły produkcję pod nazwą „Aviotex”. Po wojnie w Legionowie stacjonowały oddziały 1 Warszawskiej Dywizji Piechoty im. Tadeusza Kościuszki. 1 września 2011 roku została ostatecznie rozformowana wywodząca się z niej 1 Dywizja Zmechanizowana (1DZ). 17 marca 1947 roku nastąpiło rozwiązanie kawalerii polskiej połączone z ostatnią w mieście defiladą ułanów.
W latach 1952–1975 Legionowo należało do powiatu nowodworskiego. Na mocy rozporządzenia Rady Ministrów z 3 maja 1952 roku Legionowo otrzymało prawa miejskie. Siedem lat później założono Spółdzielnię Mieszkaniową, co zapoczątkowało rozwój budownictwa i wzrost liczby mieszkańców. W ten sposób powstawało nowe Legionowo. Z przedwojennego miasta-letniska zmieniało się w miasto-sypialnię. Powstały tutaj osiedla bloków z „wielkiej płyty”: Jagiellońska, Sobieskiego i Piaski. W 1987 roku liczba ludności przekroczyła 50 tys., co sprawiło, że Legionowo zostało wpisane do miast prezydenckich.
Miejski Ośrodek Kultury przy ul. Norwida 10
Willa została zbudowana prawdopodobnie w 1927 roku przez Stanisława i Marię Gajewskich. Willę w 1981 roku wykupiło i wyremontowało miasto Legionowo, po czym przekazało na placówkę Miejskiego Ośrodka Kultury.
Willa przy ul. Krasińskiego 50
Willa wybudowana w 1929 roku dla Flawiana Onyszko, to budynek parterowy z mieszkalnym poddaszem z trójkątnym szczytem i balkonem wspartym na kolumnach, była w latach 1989–2001 placówką Miejskiej Biblioteki. W tym domu mieści się Zarząd Główny Kombatantów Polskich.
Drewniany dom przy ul. Krasińskiego 26
Drewniany dom przy ul. Krasińskiego 26, zbudowany w okresie międzywojennym, w czasie okupacji i po wojnie pełnił funkcję szpitala.
Dom przy ul. Batorego 14
Przy ul. Batorego 14 znajduje się dom parterowy z mieszkalnym poddaszem, odeskowany z zewnątrz, z przeszklonymi werandami. Zbudowany został w 1926 roku przez Emilię i Antoniego Mossakowskich.
Willa „Kazinek” przy ul. Warszawskiej
Zbudowana w 1935 roku przez Kazimierza Kowalskiego. W 1944 roku stacjonowały w nim wojska radzieckie. Właściciel domu był inżynierem i saperem. W 1922 roku został odznaczony orderem Virtuti Militari V klasy.
Willa Raciążanka przy ul. Batorego
Charakterystyczny dom zbudowany przez rodzinę Górczyńskich. Dom był przejściowo posterunkiem Policji, sklepem z materiałami żelaznymi, mydlarnią i kawiarnią.
Dwupiętrowa kamienica przy ul. Kopernika 16
Dwupiętrowa kamienica zbudowana w 1930 roku przez Jerzego Petersburskiego – kompozytora m.in. „Tanga Milonga”. Mieściła się w nim szkoła handlowa gen. Bolesława Sierzpietowskiego, koedukacyjne gimnazjum Kupieckie Jerzego Siwińskiego, a we wrześniu 1939 roku szpital polowy. W czasie okupacji było tu tajne gimnazjum, a po wojnie liceum ogólnokształcące, następnie szkoła zawodowa.
Willa przy ul. Reymonta 1
Willa zbudowana w 1932 roku przez Józefa i Natalię Radwańskich. Jest to budynek parterowy z mieszkalnym poddaszem z przeszkloną werandą.

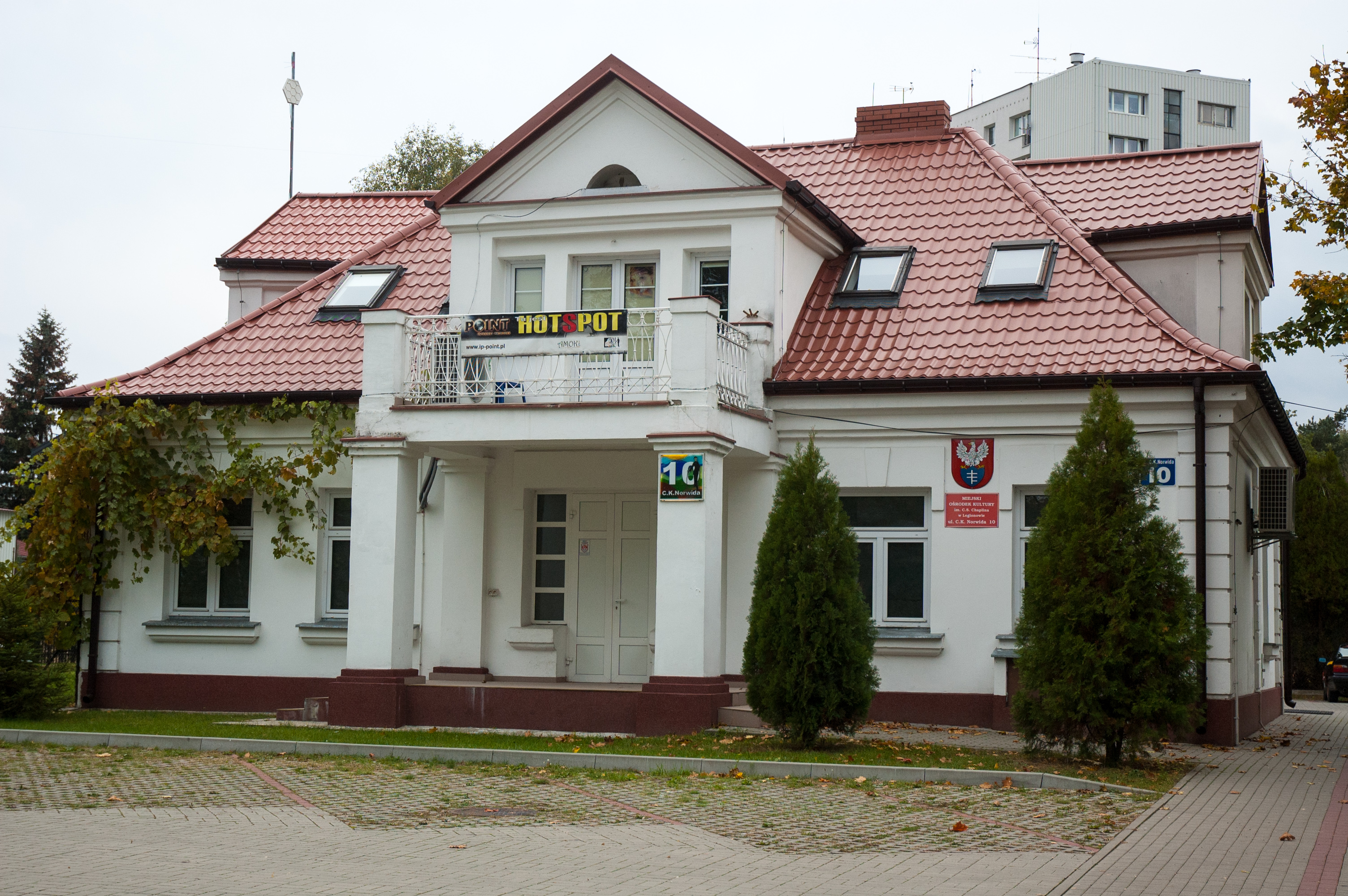
Miejski Ośrodek Kultury przy ul. Norwida 10
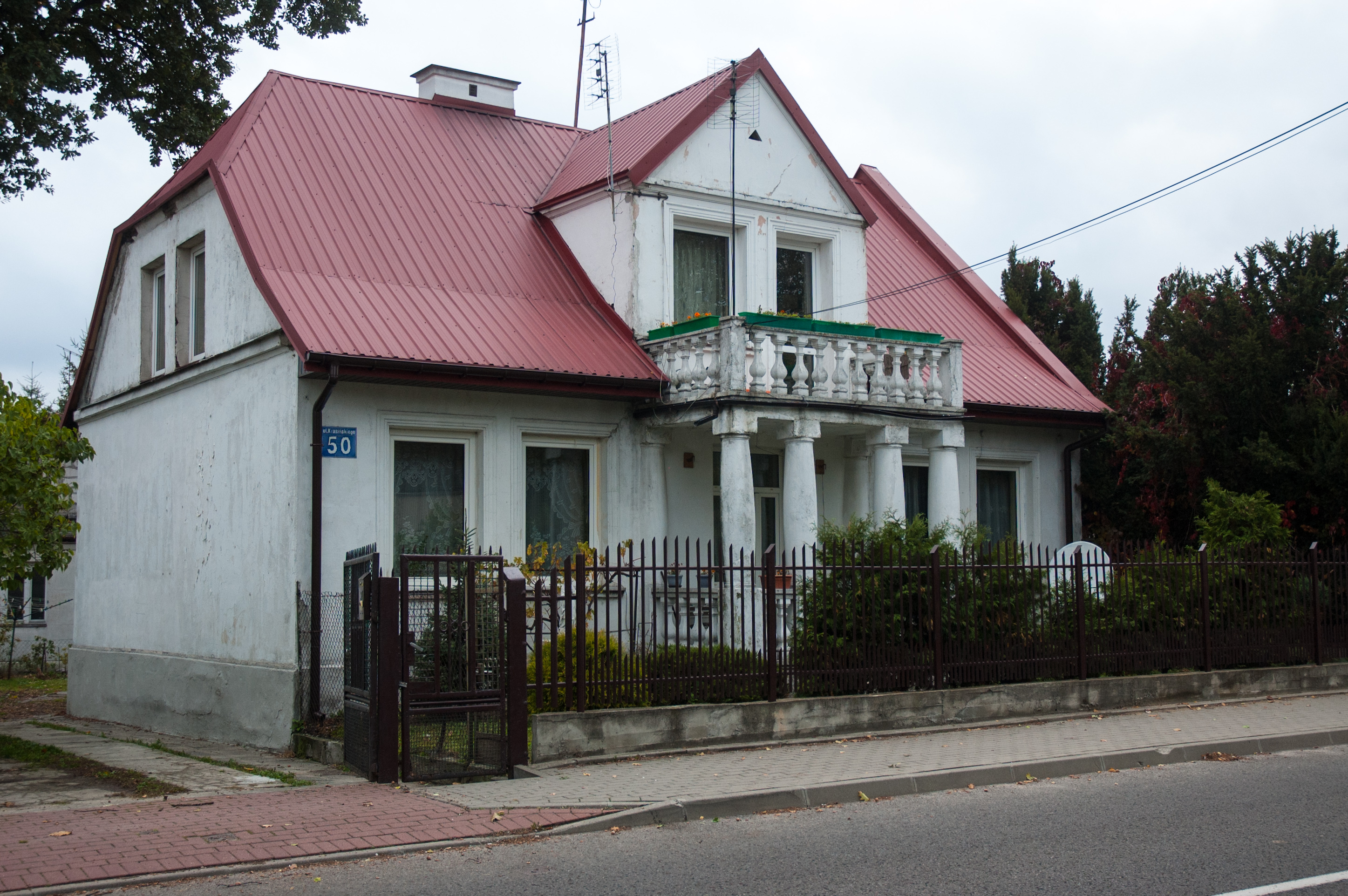
Willa przy ul. Krasińskiego 50
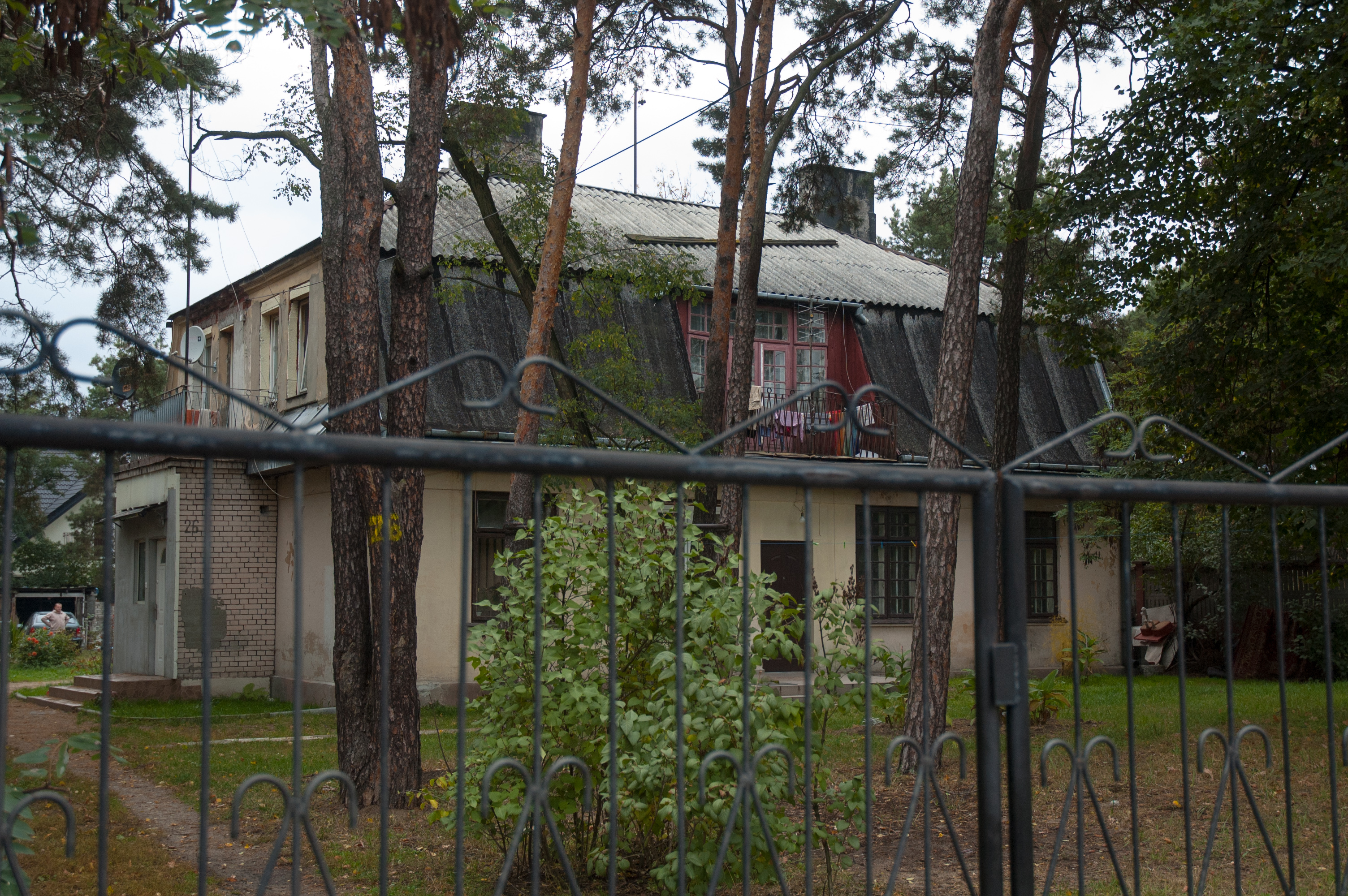
Drewniany dom przy ul. Krasińskiego 26
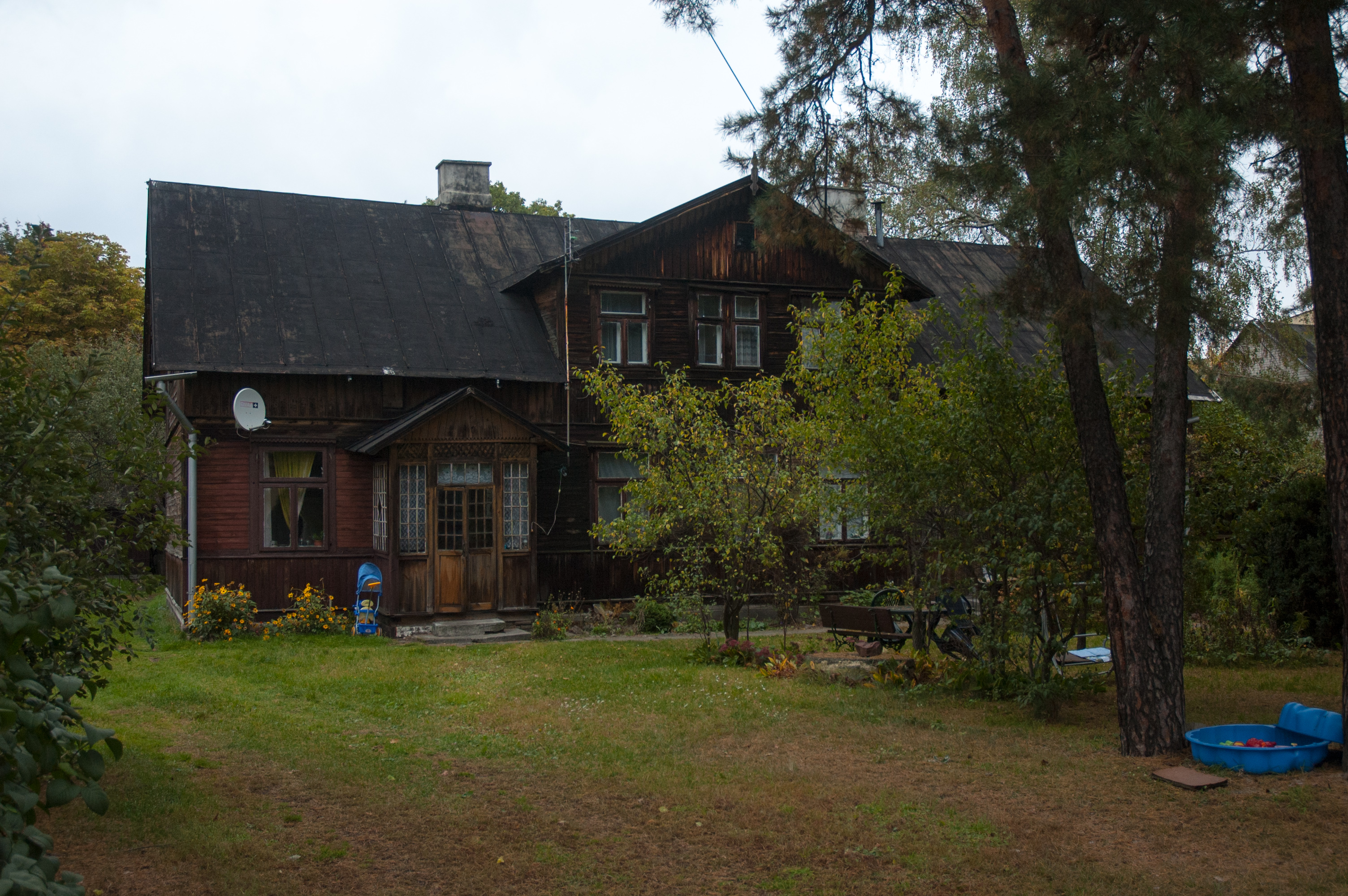
Dom przy ul. Batorego 14
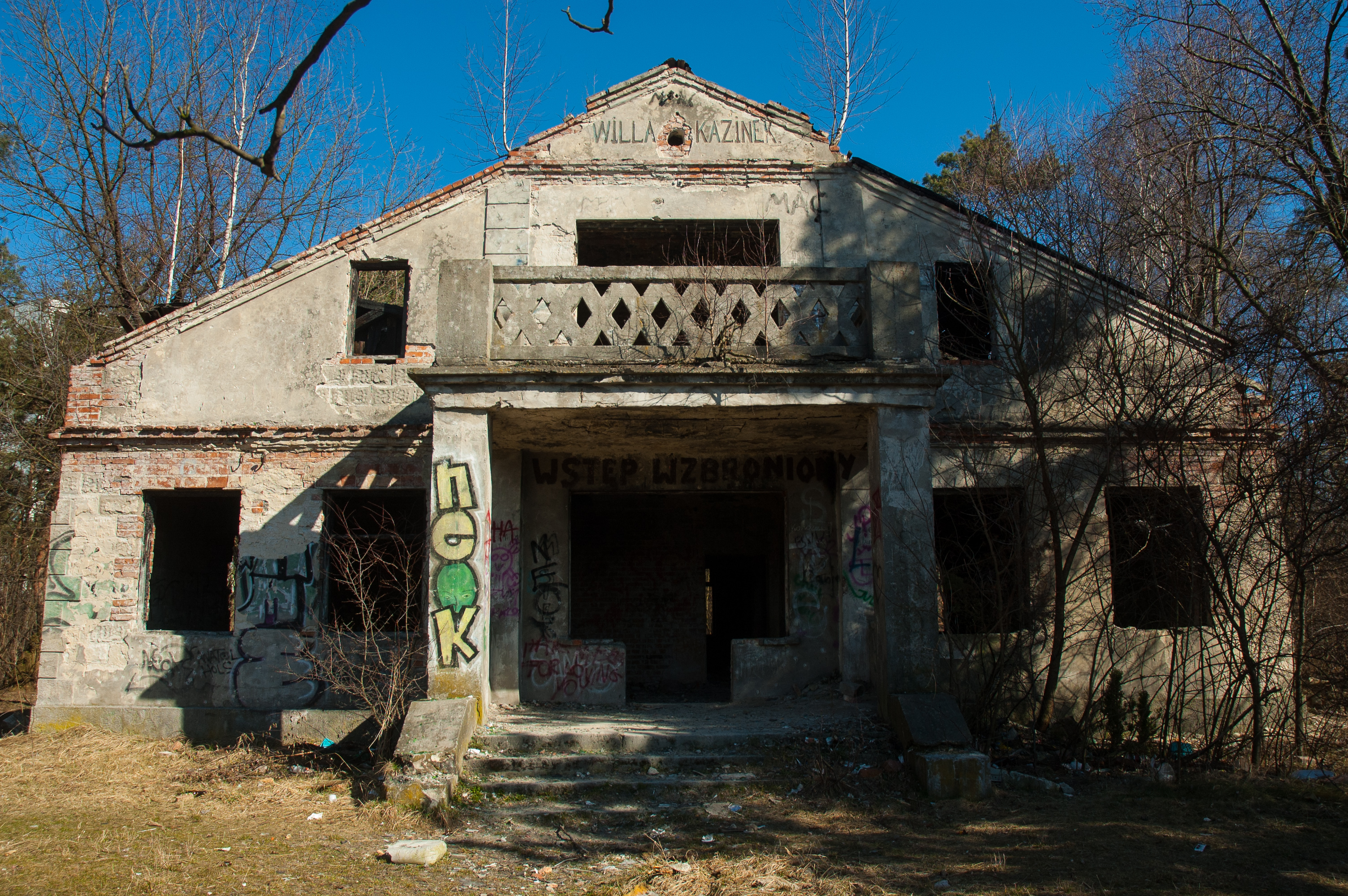
Willa Kazinek przy ul. Warszawskiej
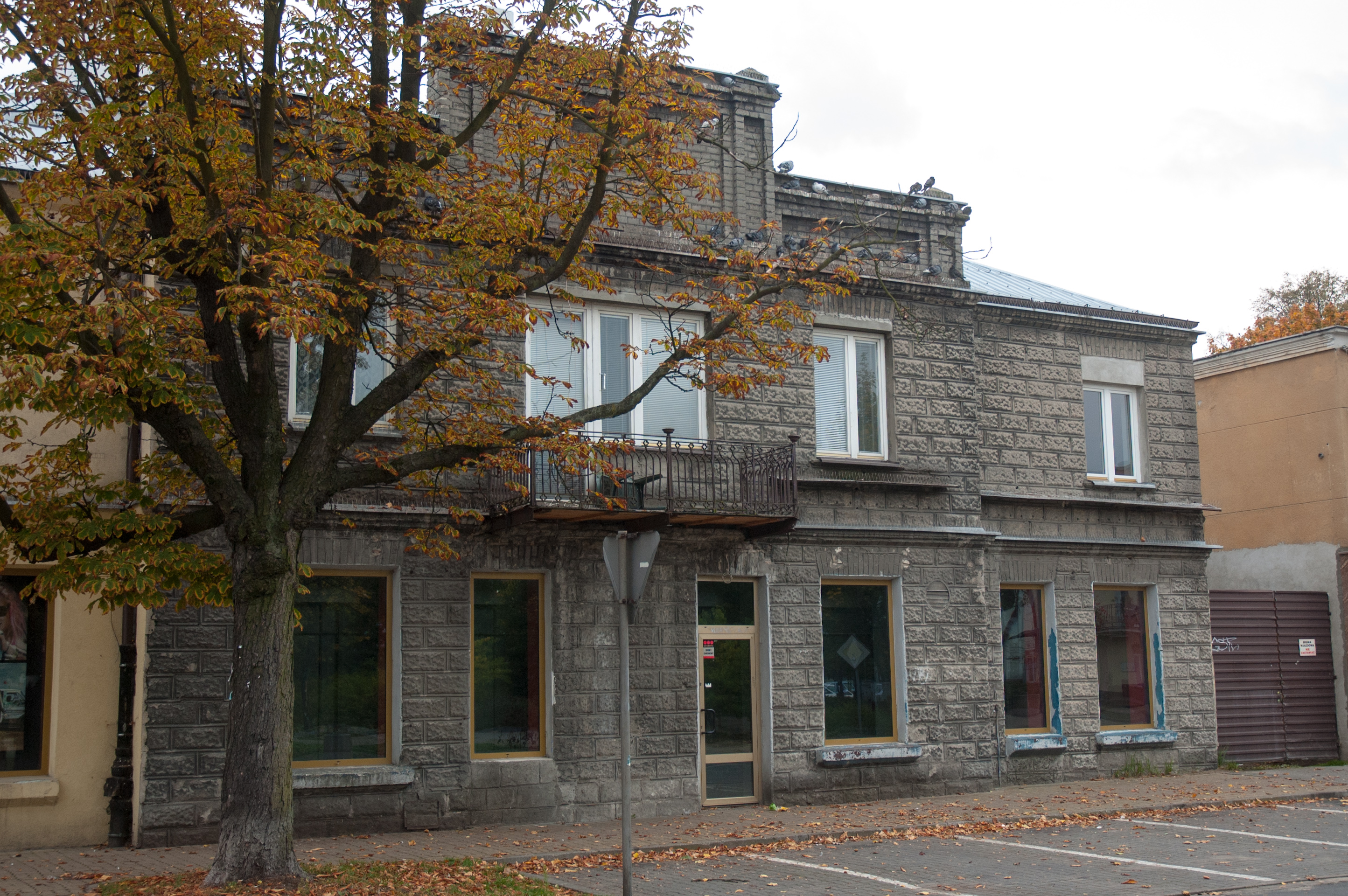
Willa Raciążanka przy ul. Batorego
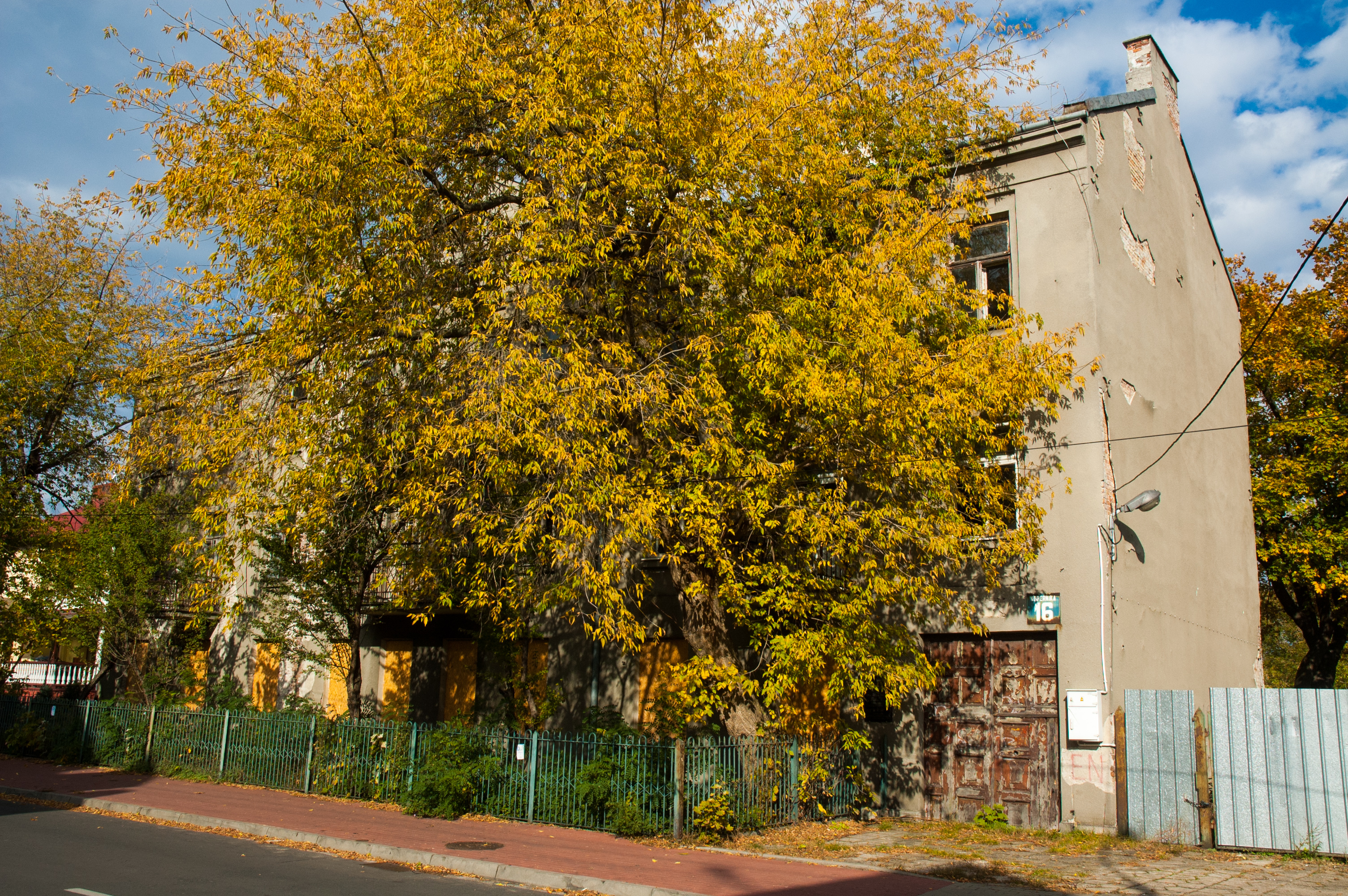
Dwupiętrowa kamienica przy ul. Kopernika 16
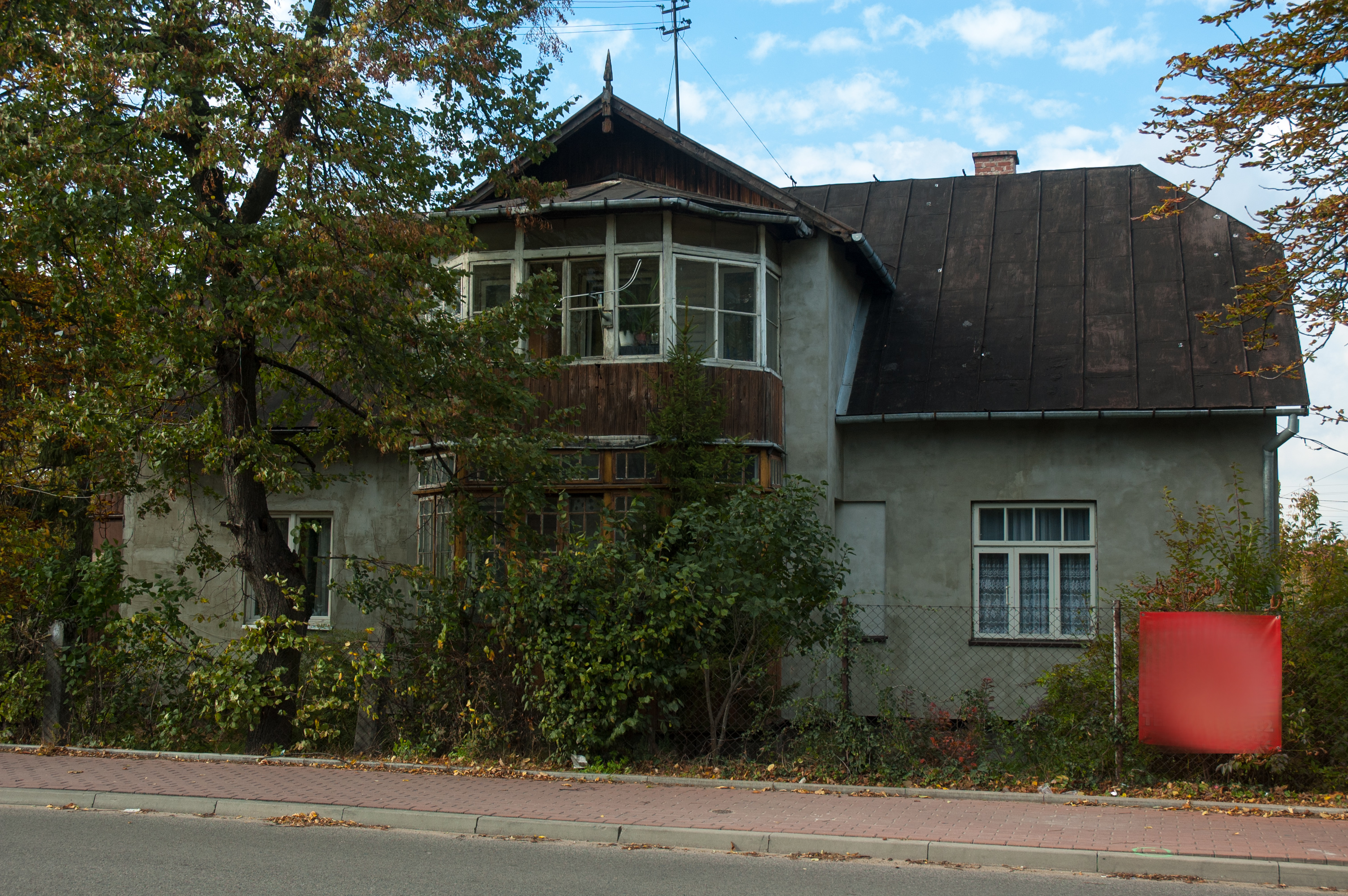
Willa przy ul. Reymonta 1

## Demografia
Legionowo jest szóstym pod względem liczby mieszkańców miastem województwa mazowieckiego (po Warszawie, Radomiu, Płocku, Siedlcach i Pruszkowie) oraz pierwszym w Polsce pod względem gęstości zaludnienia. Na 100 mężczyzn przypada 112 kobiet (dane z 2023 r.).

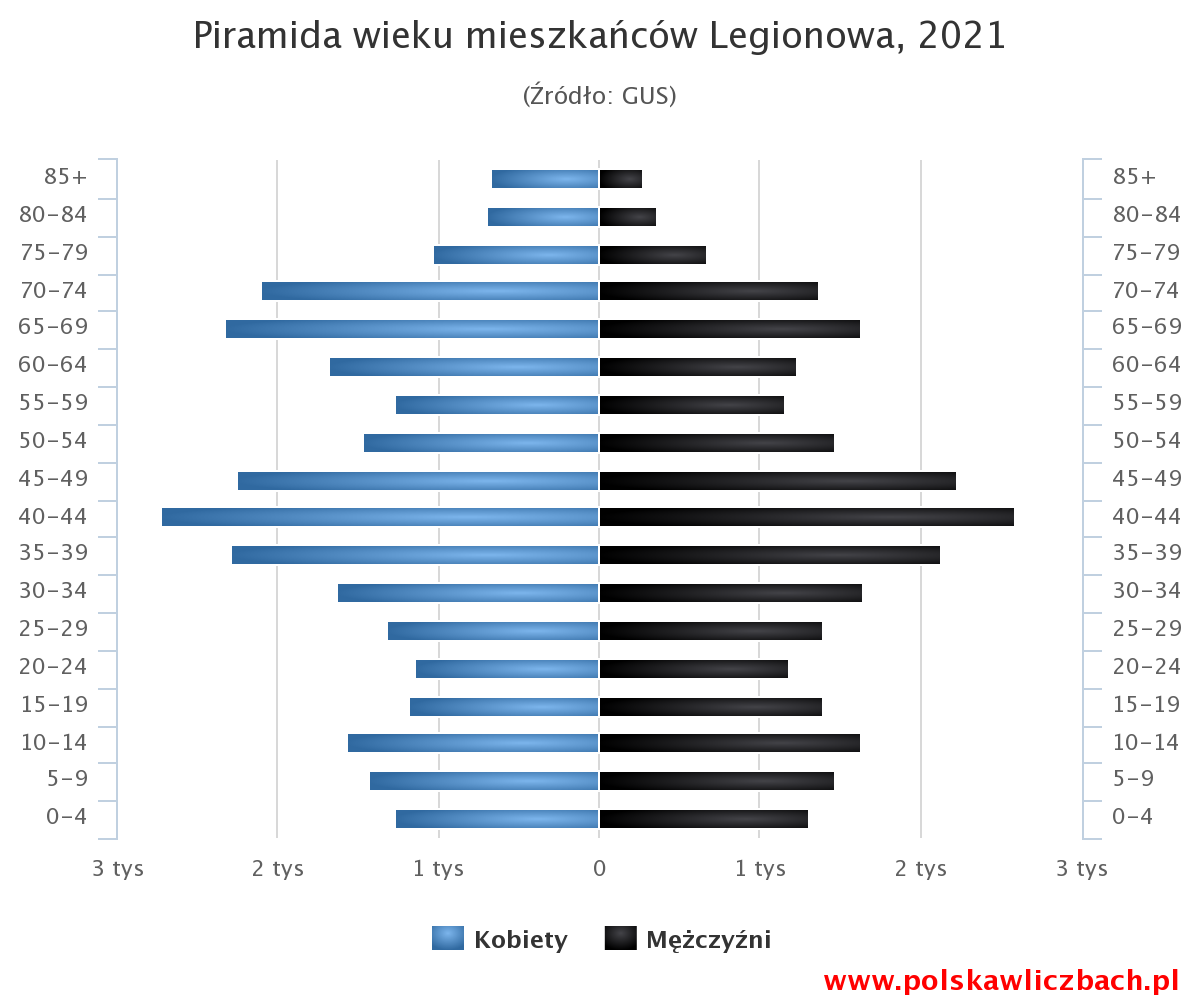
Piramida mieszkańców Legionowa, 2021

## Polityka

### Miasta partnerskie
| Miasto    | Pisownia oryginalna | Kraj     | Uwagi |
| --------- | ------------------- | -------- | ----- |
| Kowel     | Ковель              | Ukraina  |       |
| Sevlievo  | Севлиево            | Bułgaria |       |
| Jiujiang  | 九江                | Chiny    |       |
| Carnikava | Carnikava           | Łotwa    |       |
| Bordżomi  | ბორჯომი             | Gruzja   |       |

## Architektura

### Zabytki
Willa Orawka
Willa została zbudowana w 1928 roku dla Władysława Kołakowskiego według projektu Witolda Wyganowskiego. Jest to dom parterowy z mieszkalnym poddaszem. Nowi właściciele zamieszkują willę od lat 80. XX wieku.
Willa Bratki
Willa zbudowana w 1928 roku dla rodziny Millerów, przed wojną była siedzibą wójta gminy Jabłonna, w okresie okupacji funkcjonował tu szpital utworzony przez dr. Tadeusza Frydrychowicza. W latach 90. mieściła się porodówka. Od 2001 roku znajduje się tu Muzeum Historyczne.
Zespół willowo-parkowy “Kozłówka”
Składa się z willi murowano-drewnianej wzniesionej ok. 1885 roku i otaczającego ją parku krajobrazowego.
Budynek koszar
Drewniany budynek koszar wybudowany w stylu wielkoruskim. Wpisany do rejestru zabytków w 1999 roku. Znajduje się przy ulicy Zegrzyńskiej. Po wielu podpaleniach, rozebrany i odbudowany na terenie SP nr 8 w Legionowie. Aktualnie użytkowany jest jako muzeum.

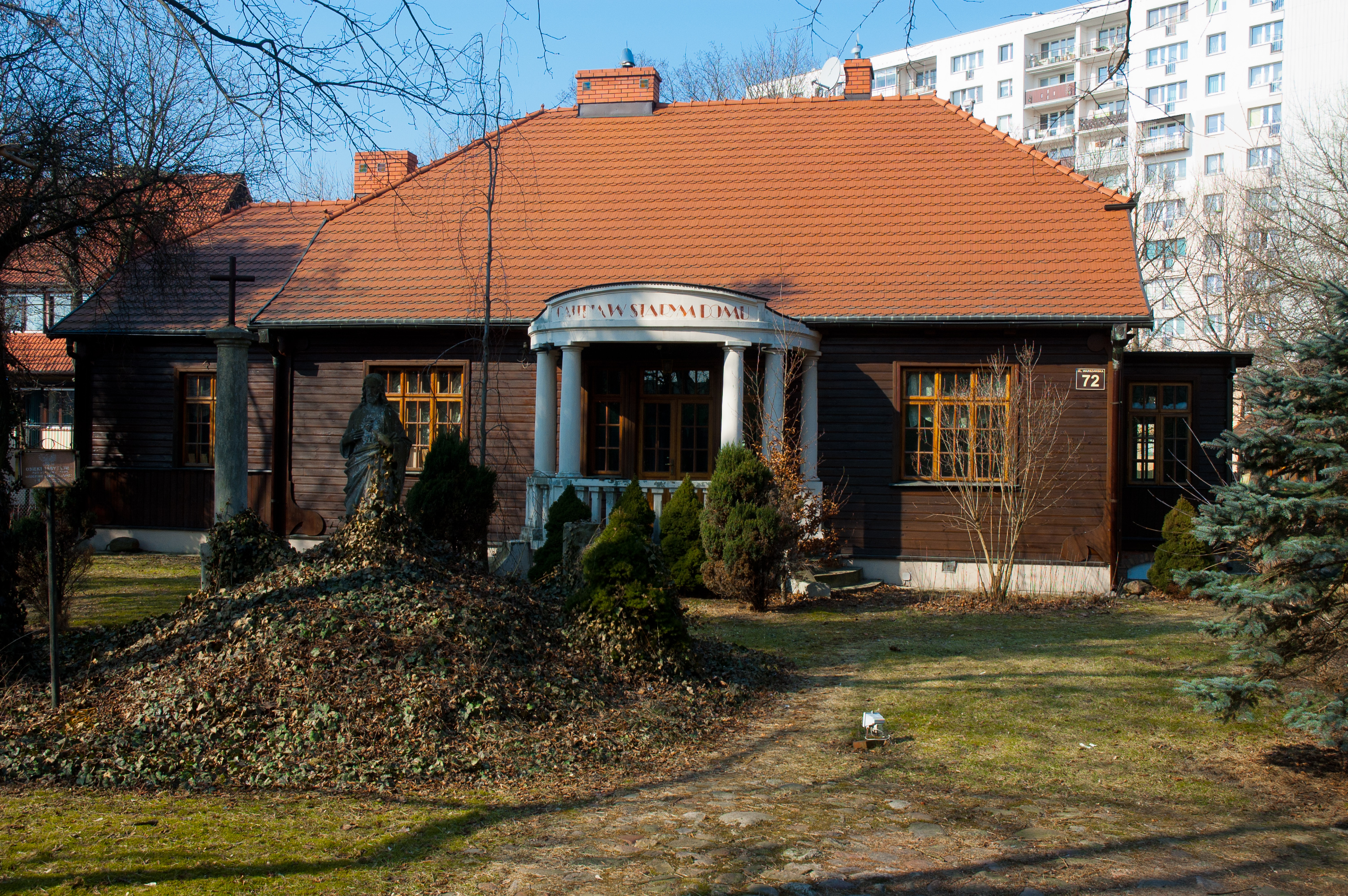
Willa murowano-drewniana przy ul. Warszawskiej 72
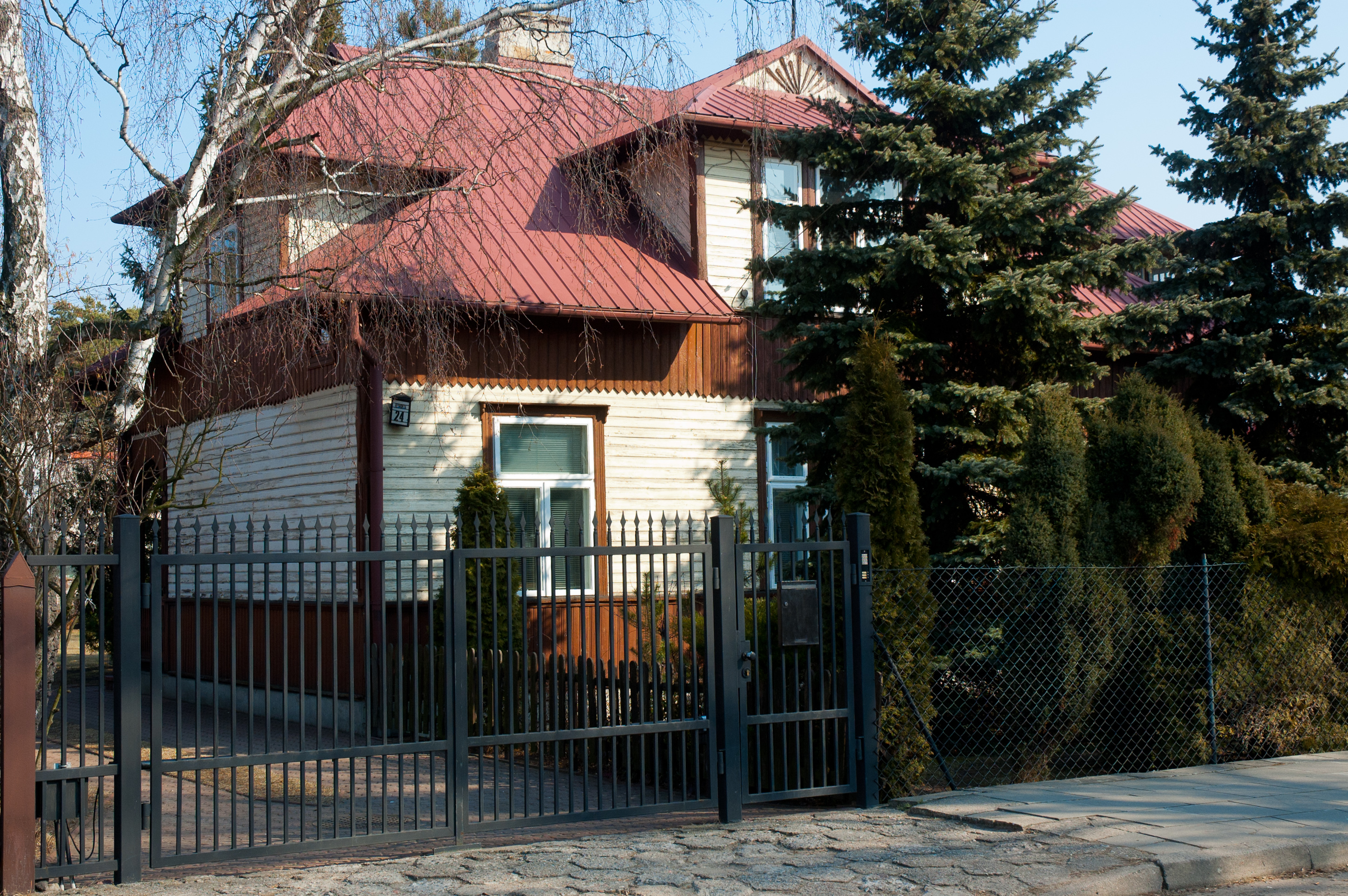
Drewniany dom przy ul. Reymonta 24
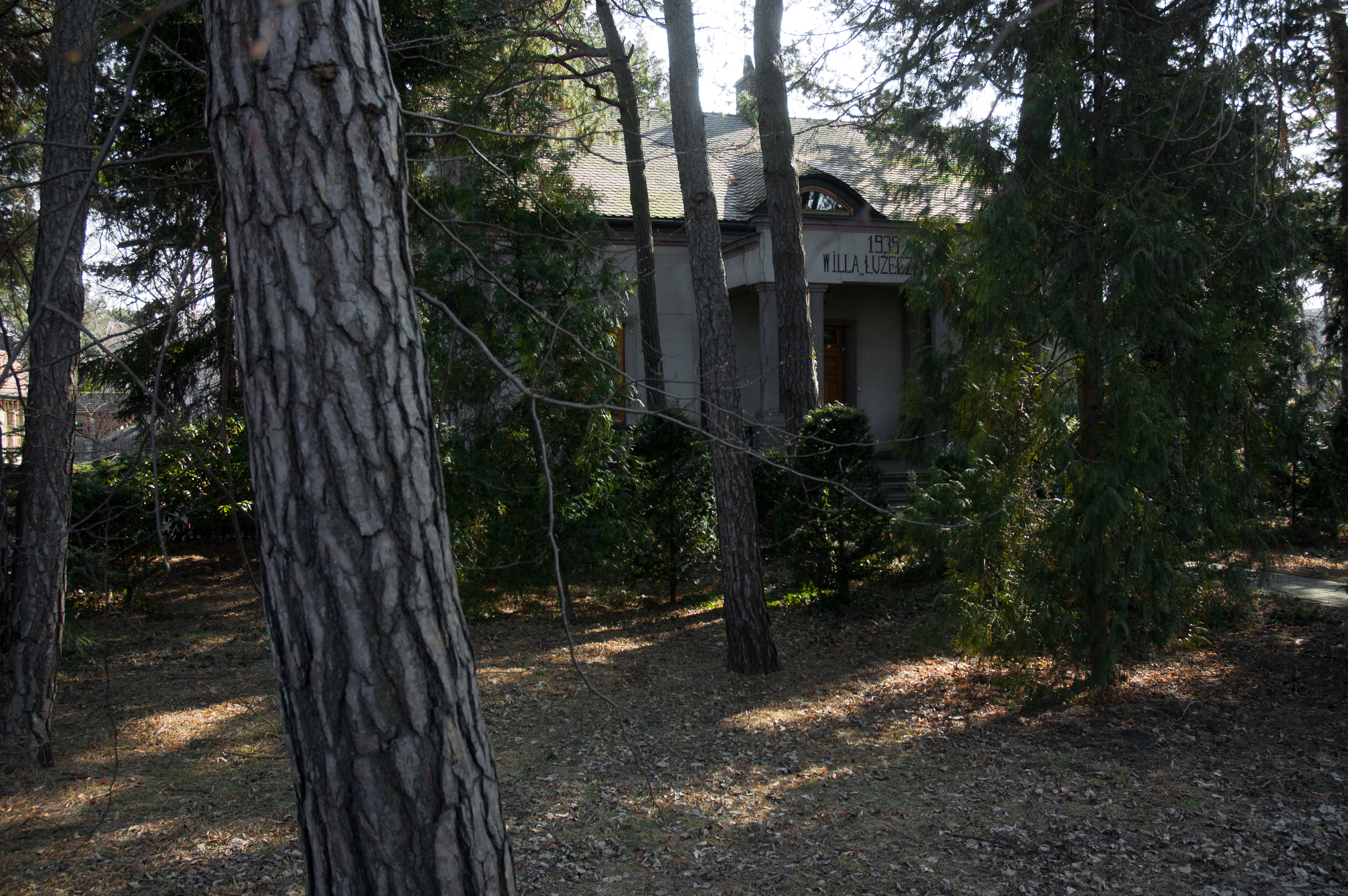
Willa Łużeczanka przy ul. Mickiewicza 3
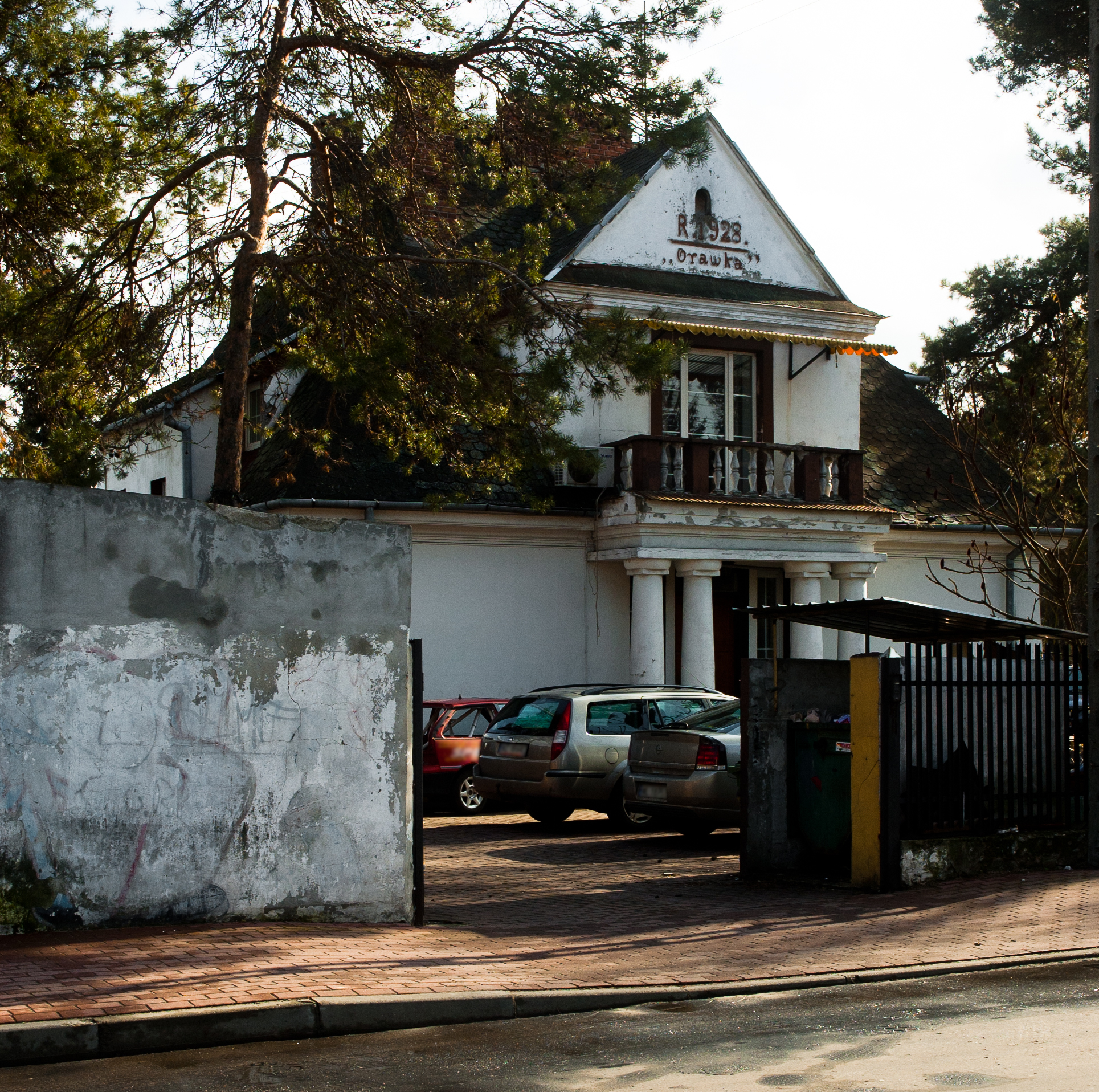
Willa „Orawka” przy ul. Jagiellońskiej 20
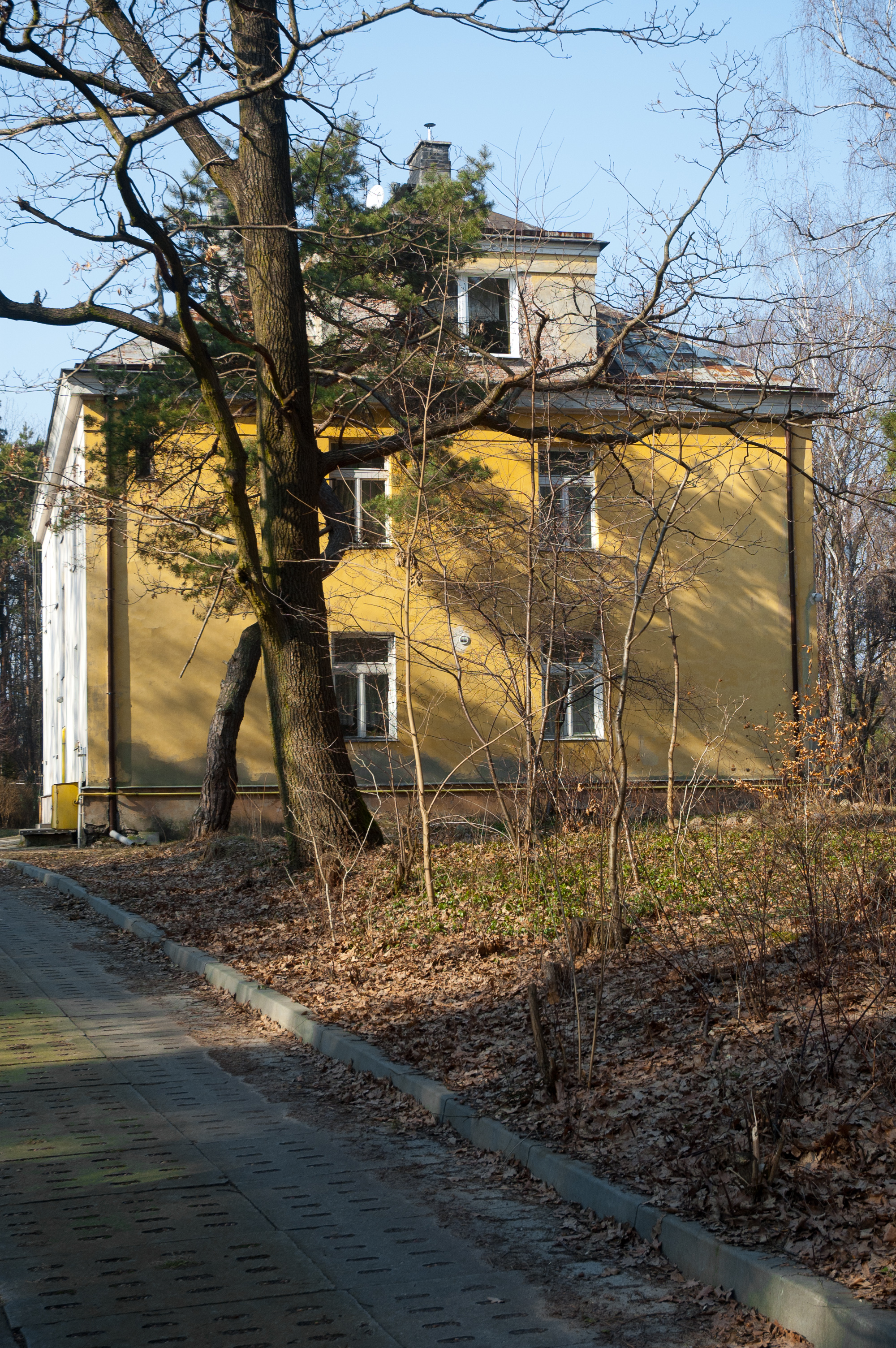
Dawne kasyno przy ul. Zegrzyńskiej 40
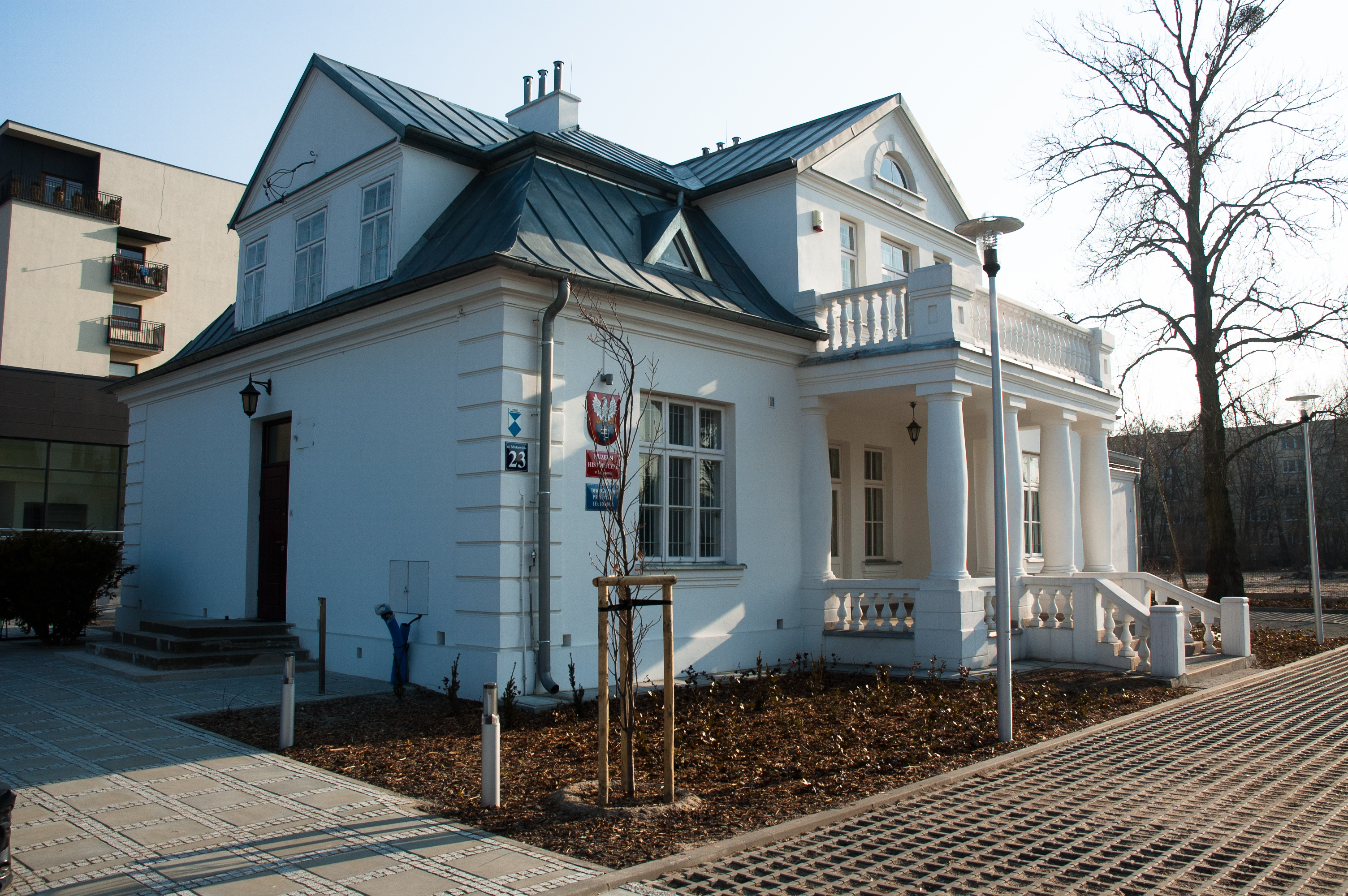
Muzeum historyczne w zabytkowej willi Bratki przy ul. Mickiewicza 23
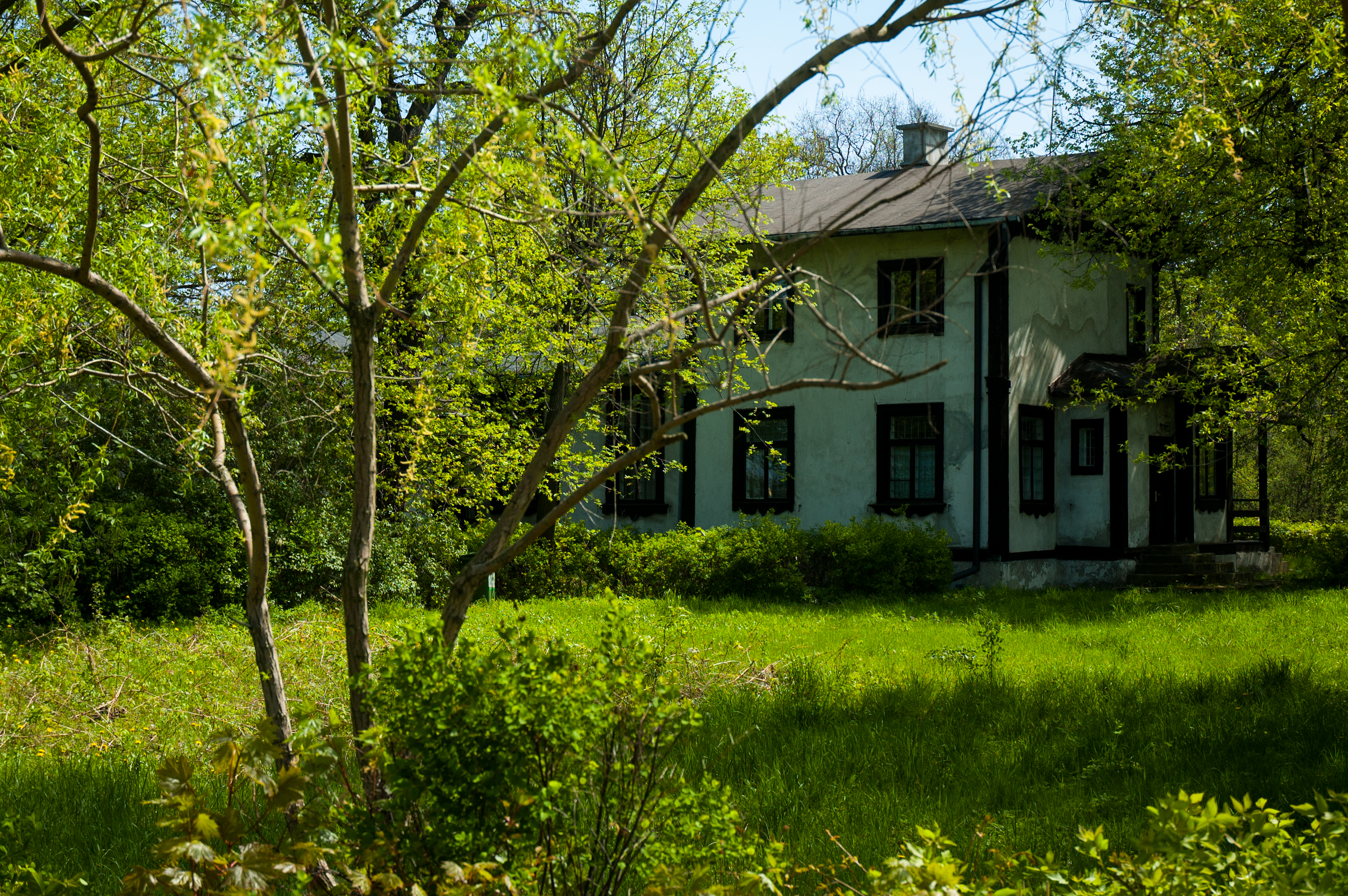
Zespół willowo-parkowy „Kozłówka” przy ul. Mieczysława Smereka 2

### Pomniki i tablice
Pomnik Polski Walczącej
Wcześniej w miejscu, gdzie teraz znajduje się pomnik Polski Walczącej, stał krzyż brzozowy z tablicą, na której umieszczono nazwiska poległych w walce mieszkańców Legionowa. Krzyż postawiony w latach sześćdziesiątych XX w., dziesięć lat później został usunięty. Obecny pomnik powstał z inicjatywy byłych żołnierzy I Rejonu VII Obwodu „Obroża” Armii Krajowej, został odsłonięty i poświęcony 22 maja 1994 r. a opiekują się nim uczniowie Szkoły Podstawowej nr 7 im. VII Obwodu „Obroża” Armii Krajowej.
Głaz pamięci harcerzy poległych 2 sierpnia 1944 r.
Głaz poświęcony pamięci harcerzy poległych 2 sierpnia 1944 r. W jego budowę zaangażowali się żołnierze AK I Rejonu VII Obwodu „Obroża” w Legionowie. Odsłonięcia pomnika w dniu 2 sierpnia 1986 r. dokonała matka jednego z poległych harcerzy, pani Jadwiga Zakrzewska oraz przewodniczący zarządu środowiska żołnierzy AK VII Obwodu „Obroża” kpt. Edward Dietrich. Pomnik poświęcił ks. kapelan Leszek Kołoniecki z kościoła garnizonowego w Legionowie.
Głaz w hołdzie dowódcy Romanowi Kłoczkowskiemu ps. Grosz
Głaz narzutowy umieszczony na postumencie żelbetowym. W części frontowej głazu umieszczono granitową tablicę. Pomnik odsłonięto 3 maja 1992 roku. Autorami projektu są: Edward Dietrich i mgr inż. arch. Bogusław Piątek. Głaz znajduje się na ogrodzonej metalowym ogrodzeniem działce, bez swobodnego dostępu do niego.
Głaz na alei Sybiraków na Osiedlu Piaski
Na betonowym fundamencie ułożono płytki kamienne. Podtrzymują one płytę z jasnego granitu. Na płycie umieszczono kamienny cokół, na którym zamocowano głaz granitowy. W części frontowej tego kamienia pamiątkowego osadzono metalową tablicę. 6 listopada 1994 roku jednej z ulic Osiedla Piaski w Legionowie (na terenie garnizonu) nadano nazwę aleja Sybiraków. Pomnik wraz z aleją został 8 listopada 1994 roku poświęcony ofiarom walk z caratem i komunizmem. Autorem projektu jest mjr Grzegorz Nowak.
Głaz upamiętniający generała Bolesława Roję
W 1919 roku na wniosek gen. Bolesława Roi, miasto otrzymało nazwę Legionowo. Głaz znajduje się na Bukowcu, przy ulicy gen. Bolesława Roi.
Głaz upamiętniający rodzinę Rykaczewskich
Hołd dla rodziny, która w okresie okupacji działała w konspiracji niepodległościowej. W latach późniejszych oddani pracy zawodowej i społecznej, szanowani obywatele Legionowa.
Pomnik upamiętniający podchorążych: Jerzego Dąbrowskiego ps. Lato i Stefana Majewskiego ps. Warta
Odsłonięcie pomnika odbyło się w 68 rocznicę wybuchu Powstania Warszawskiego na placu Tadeusza Kościuszki w miejscu, gdzie zostali pojmani przez Niemców 20 czerwca 1943 roku. Pięć dni później, 25 czerwca 1943 roku zostali rozstrzelani za „transport broni ze zrzutów alianckich”.
Tablica pamięci Wandy Tomczyńskiej, porucznika Armii Krajowej ps. „Ala”
Wanda Tomczyńska praktycznie już od pierwszych tygodni okupacji niemieckiej w 1939 r. podjęła działalność konspiracyjną w szeregach ZWZ-AK w Legionowie. Tablicę odsłonięto w drugą rocznicę śmierci por. Wandy Tomczyńskiej, 17 września 2000 roku.
Tablica pamięci Andrzeja Paszkowskiego, kapitana Armii Krajowej ps. „Dzik”, „Kord”
Andrzej Paszkowski, Honorowy Obywatel Miasta Legionowo. Tablicę odsłonięto 3 maja 2013 r., znajduje się przy rondzie u zbiegu ulic Tadeusza Kościuszki, Jana Matejki i Zygmunta Krasińskiego, które od 26 września 2012 r. nosi Jego imię.
Pomnik Poległym za wolność Polski 1939-1945
Na cmentarzu parafialnym przy alei Legionów utworzono w latach 50 XX wieku Kwaterę Wojenną w której spoczywają żołnierze Wojska Polskiego i Armii Krajowej oraz cywilne ofiary niemieckich-hitlerowskich mordów. Pomiędzy mogiłami wzniesiono wysoki pomnik, który odnowiono 1 września 2004 r. zdobiąc go granitowymi płytami.
Metalowy Krzyż w Kwaterze Zesłańców Sybiru
Z inicjatywy Koła Związku Sybiraków na cmentarzu parafialnym przy alei Legionów powstała Kwatera Zesłańców Sybiru. W ogrodzonej części nekropolii stanął metalowy krzyż będący symboliczną mogiłą tych, którzy nie wrócili ze zsyłki. Obok niego chowani są dawni Sybiracy z Legionowa i okolic.
Pomnik Marszałka Józefa Piłsudskiego
Pierwszy pomnik Pierwszego Marszałka Polski Józefa Piłsudskiego odsłonięto w Legionowie na skraju placu alarmowego koszar na Piaskach w 1931 r., dzięki staraniom pracowników Wojskowej Wytwórni Balonowej. Do dzisiaj po zniszczonym w czasie II wojny światowej pomniku zachowały się resztki betonowego cokołu oraz fragmenty tablicy, które odnaleziono w 2004 r. Fragmenty można zobaczyć na wystawie stałej w Filii „Piaski” Muzeum Historycznego w Legionowie. W 2016 r. odsłonięto nowy pomnik na skwerze przy Liceum im. Marii Konopnickiej naprzeciwko Ratusza.
Rzeźba Charliego Chaplina
W 2017 roku na rynku miejskim stanęła drewniana rzeźba przedstawiająca patrona Miejskiego Ośrodka Kultury, Charliego Chaplina. Projekt i jego realizację w całości sfinansował legionowski MOK.

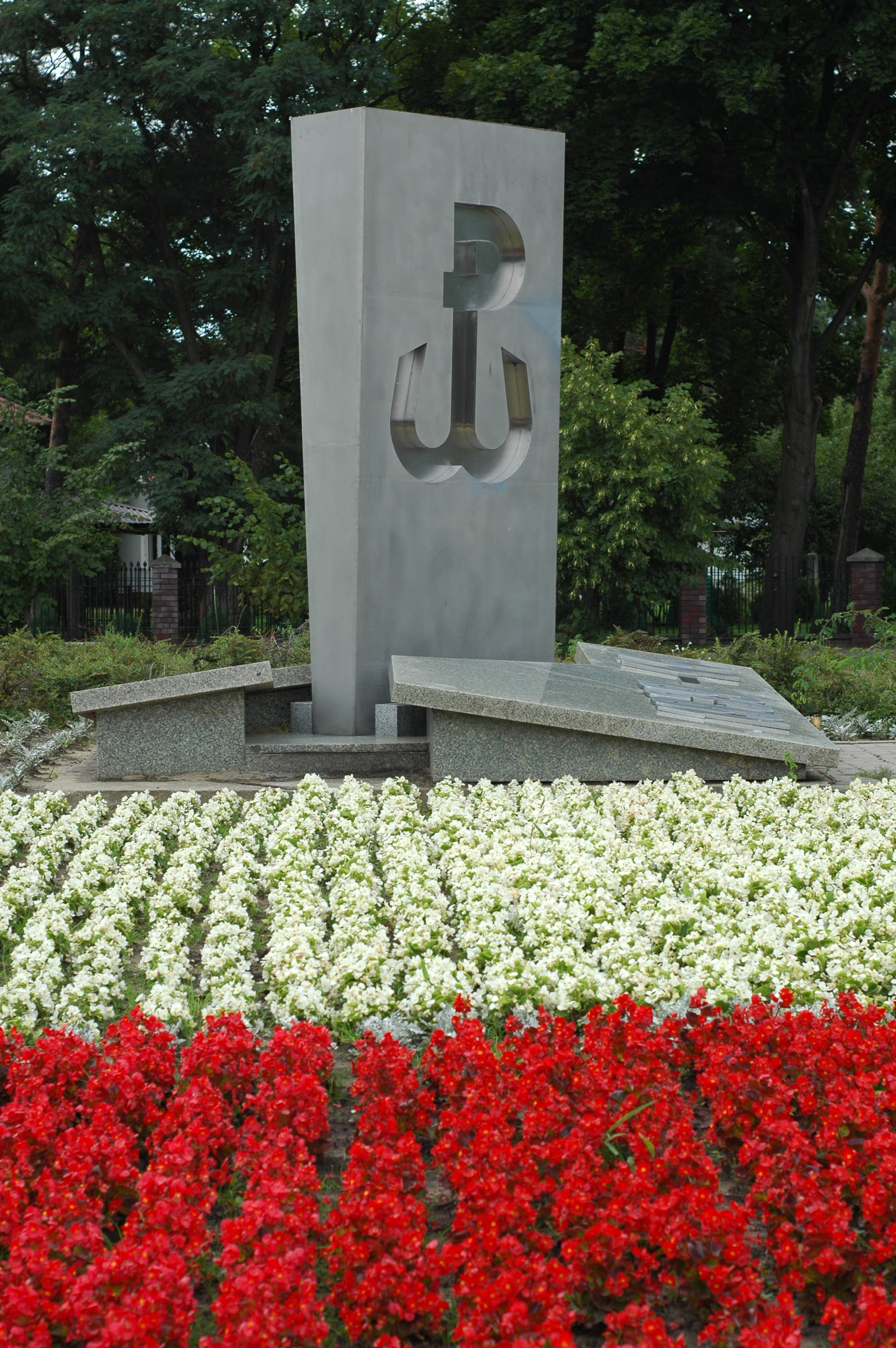
Pomnik Polski Walczącej
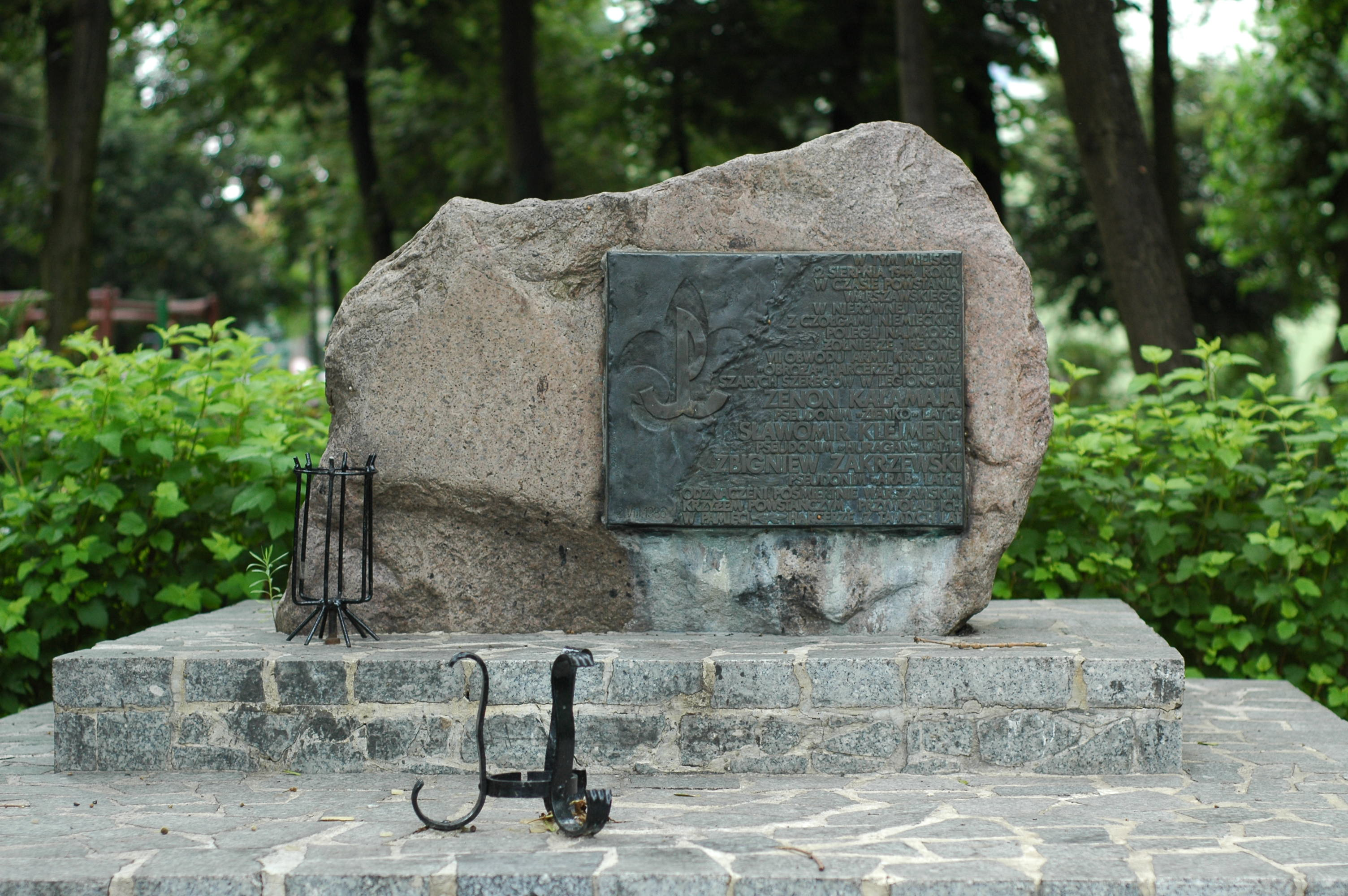
Głaz pamięci harcerzy poległych 2 sierpnia 1944 r.
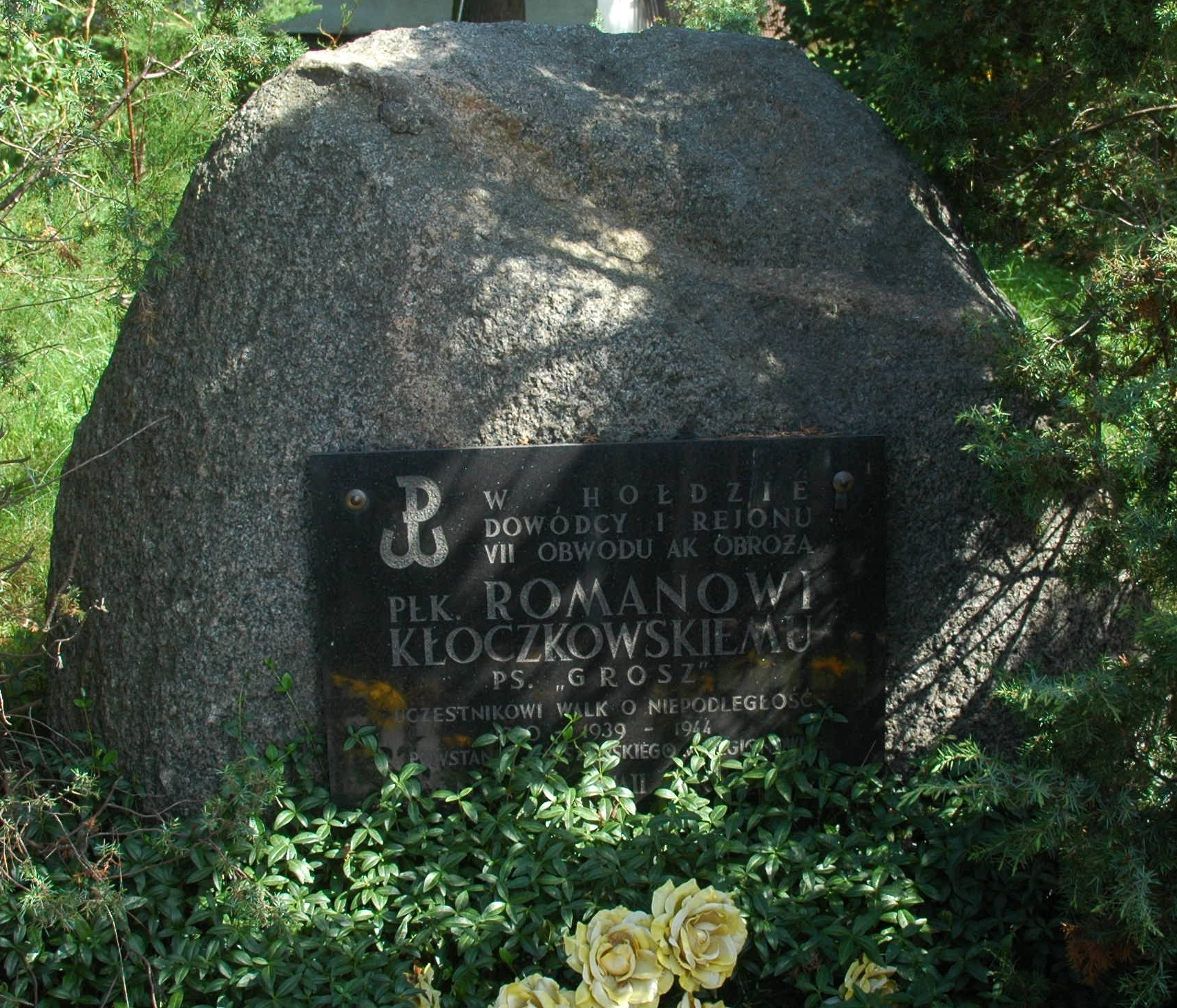
Głaz w hołdzie Dowódcy I rejonu VII obwodu AK Obroża płk. Romanowi Kłoczkowskiemu
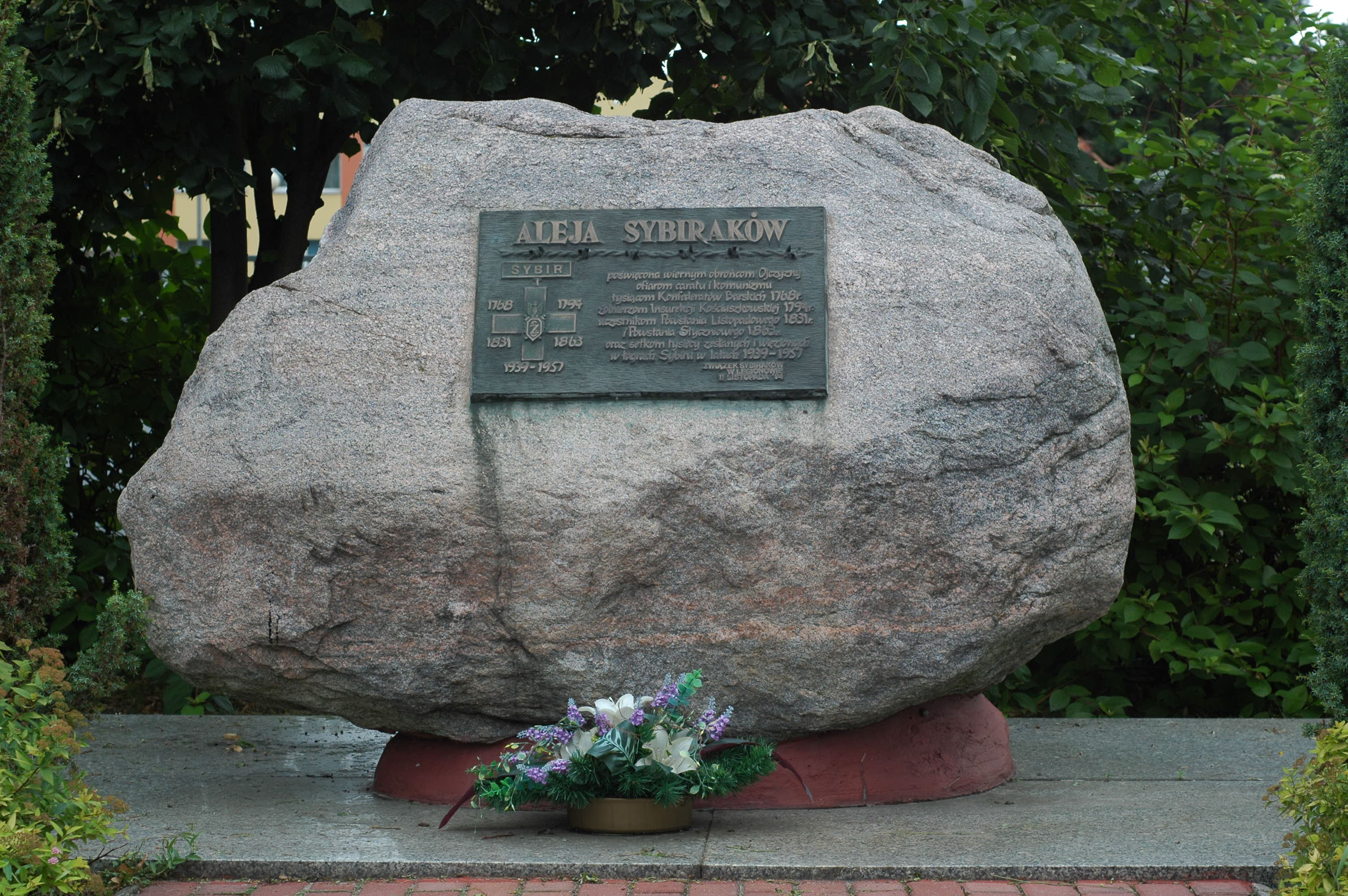
Głaz przy aleji Sybiraków na Osiedlu Piaski
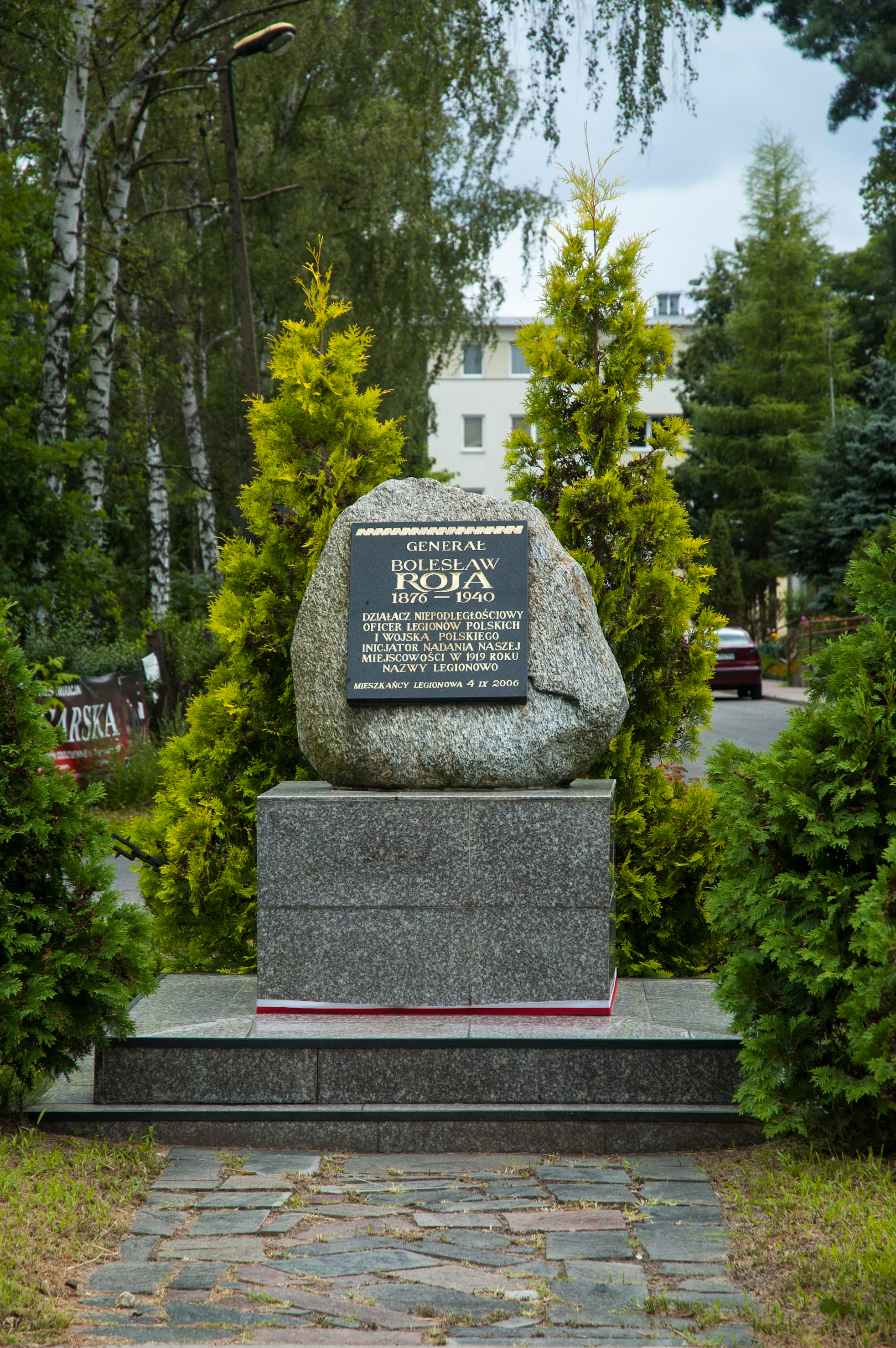
Głaz upamiętniający generała Bolesława Roję
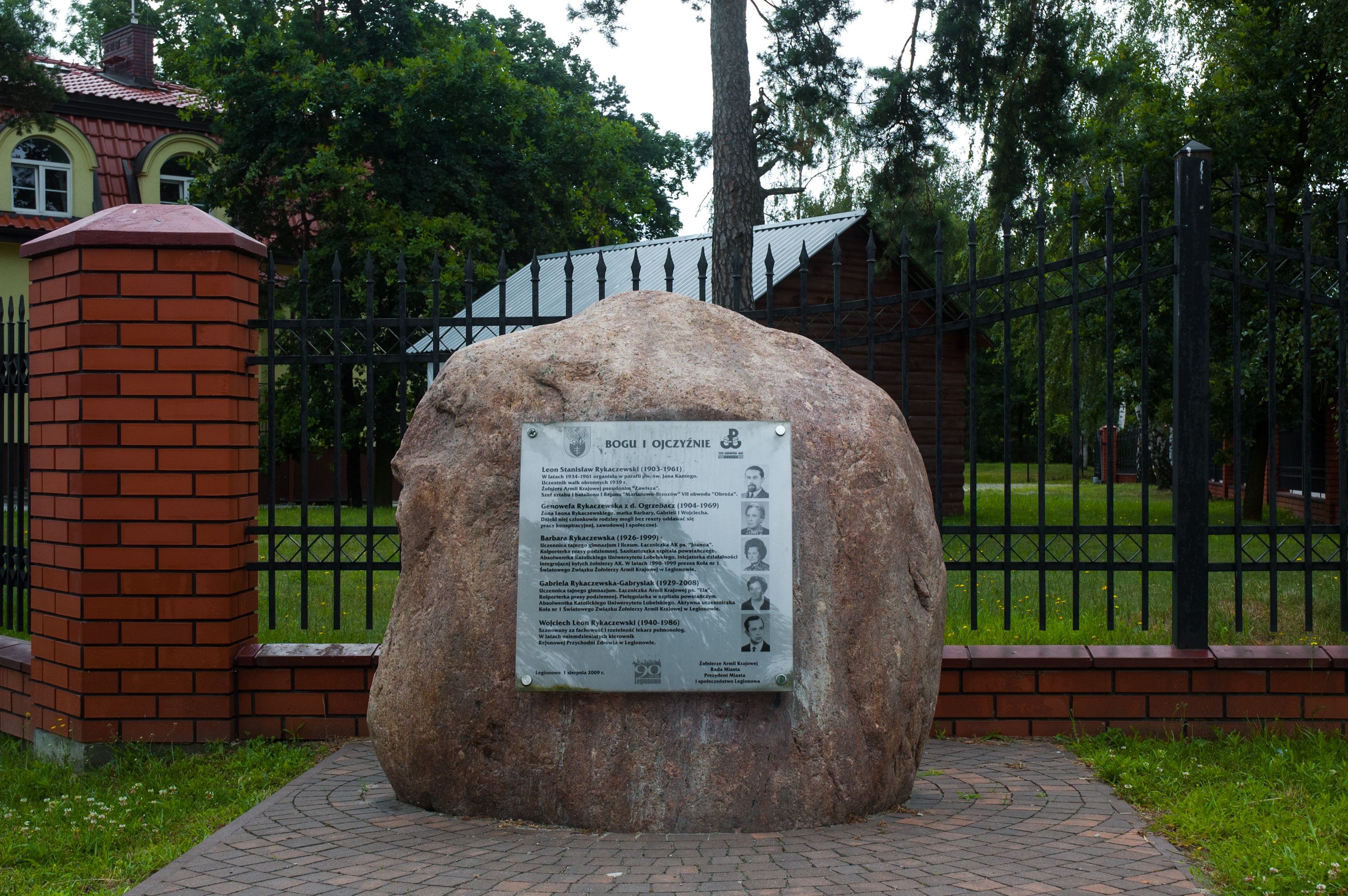
Głaz upamiętniający rodzinę Rykaczewskich
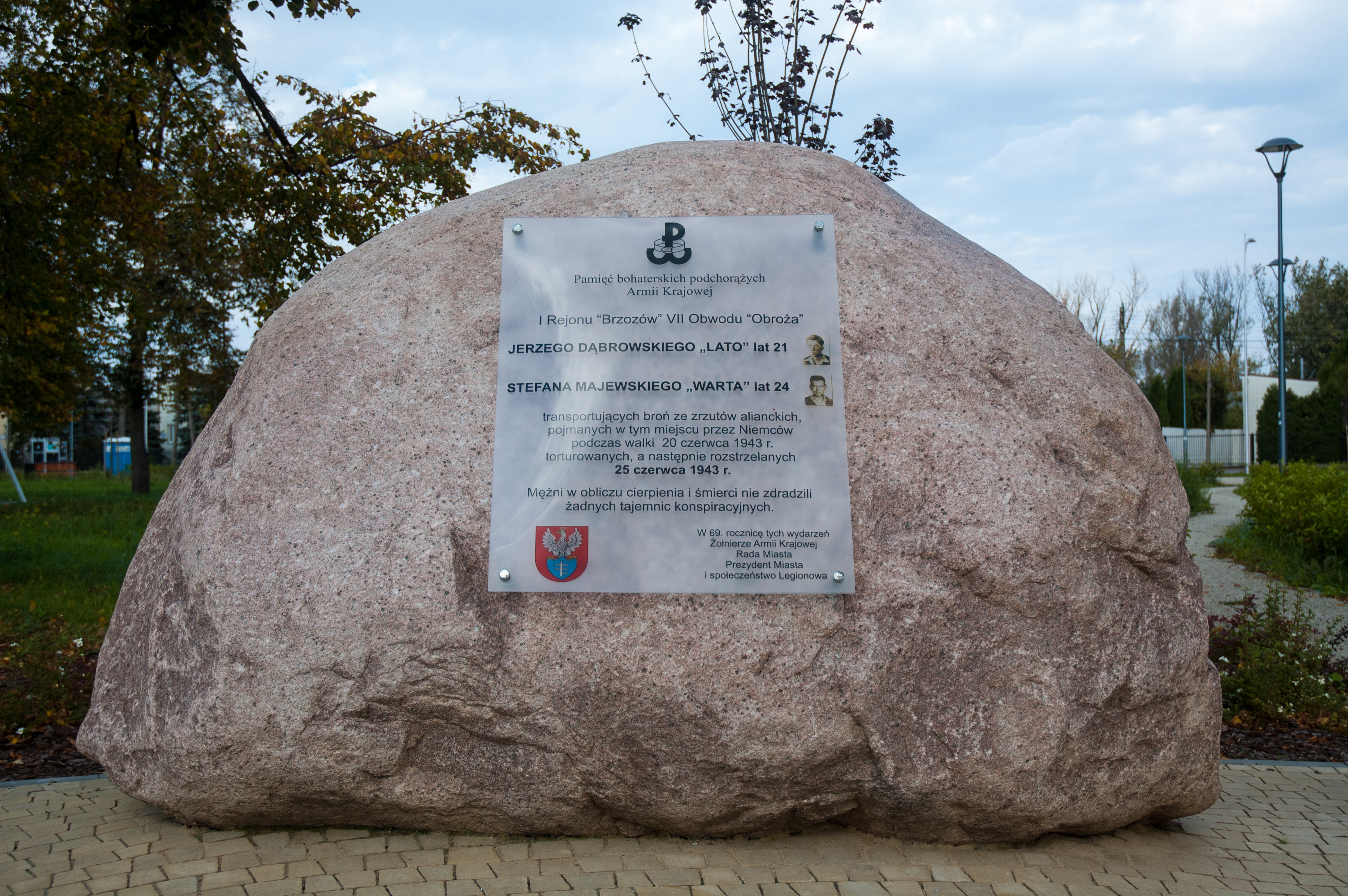
Pomnik upamiętniający Jerzego Dąbrowskiego ps. Lato i Stefana Majewskiego ps. Warta na placu Tadeusza Kościuszki
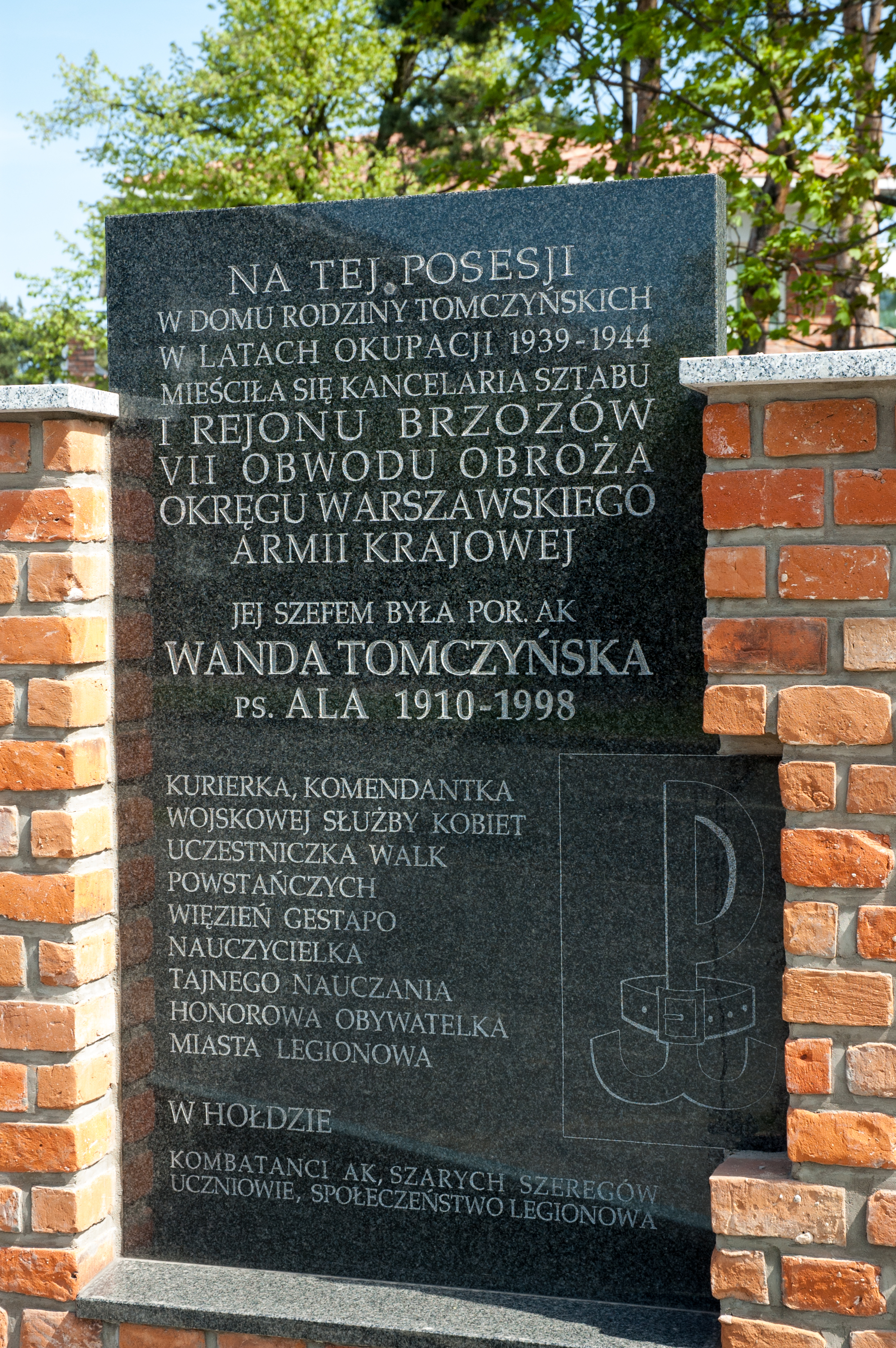
Tablica upamiętniająca Wandę Tomczyńską ps. Ala, por. Armii Krajowej
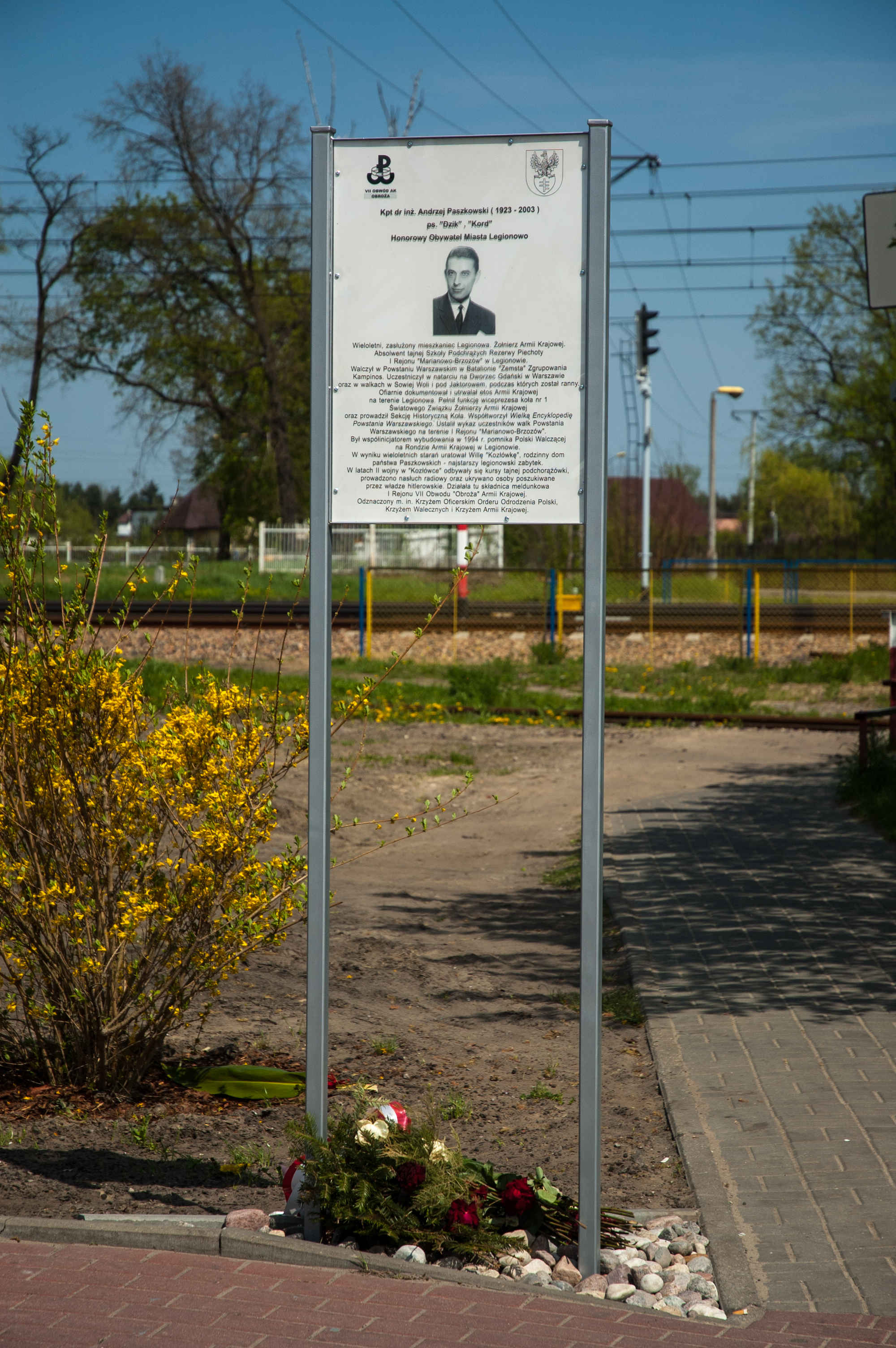
Kapitan Andrzej Paszkowski żołnierz Armii Krajowej – tablica upamiętniająca
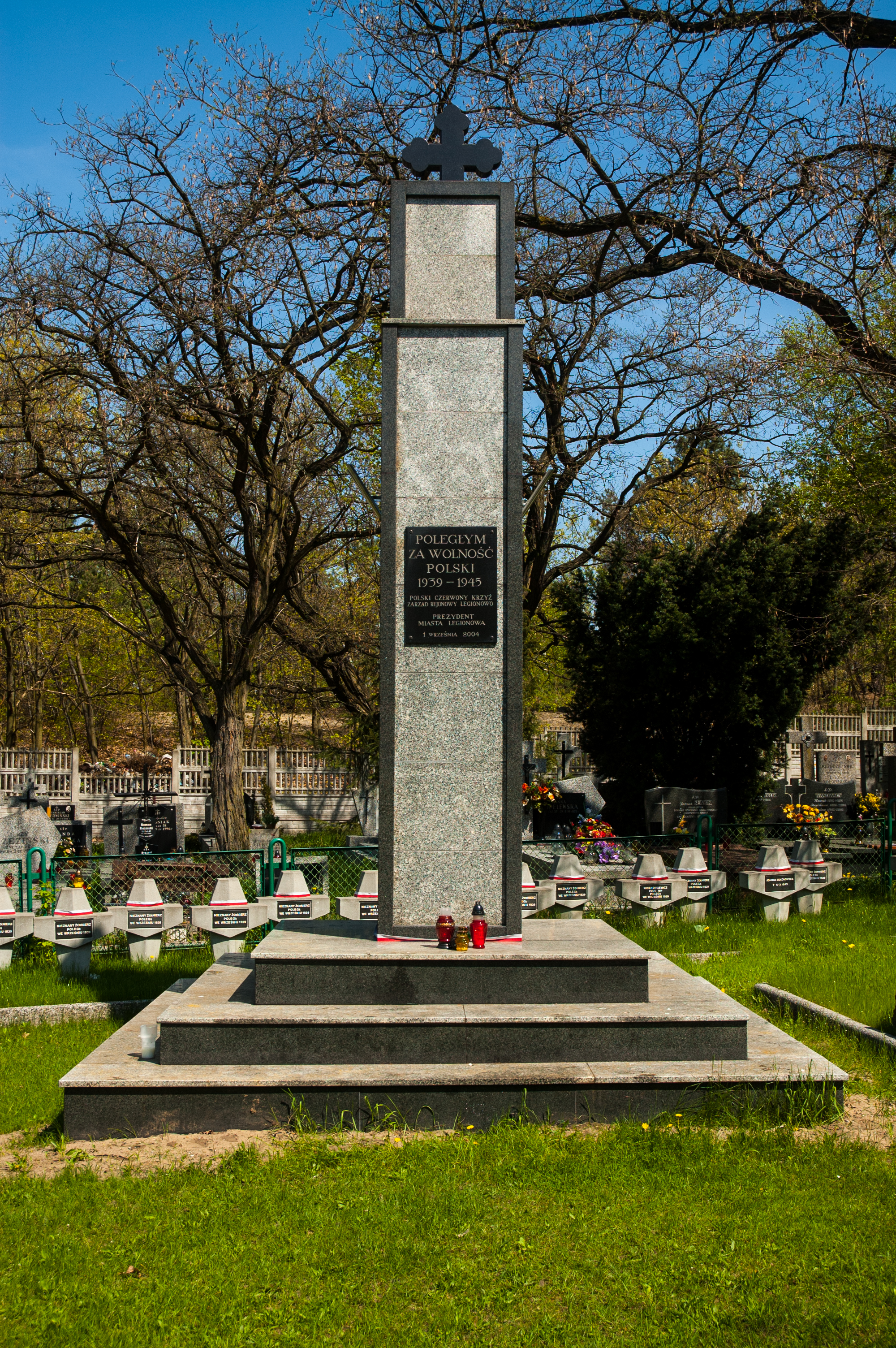
Pomnik Poległym za wolność Polski 1939-1945, w Kwaterze Wojennej na cmentarzu przy alei Legionów
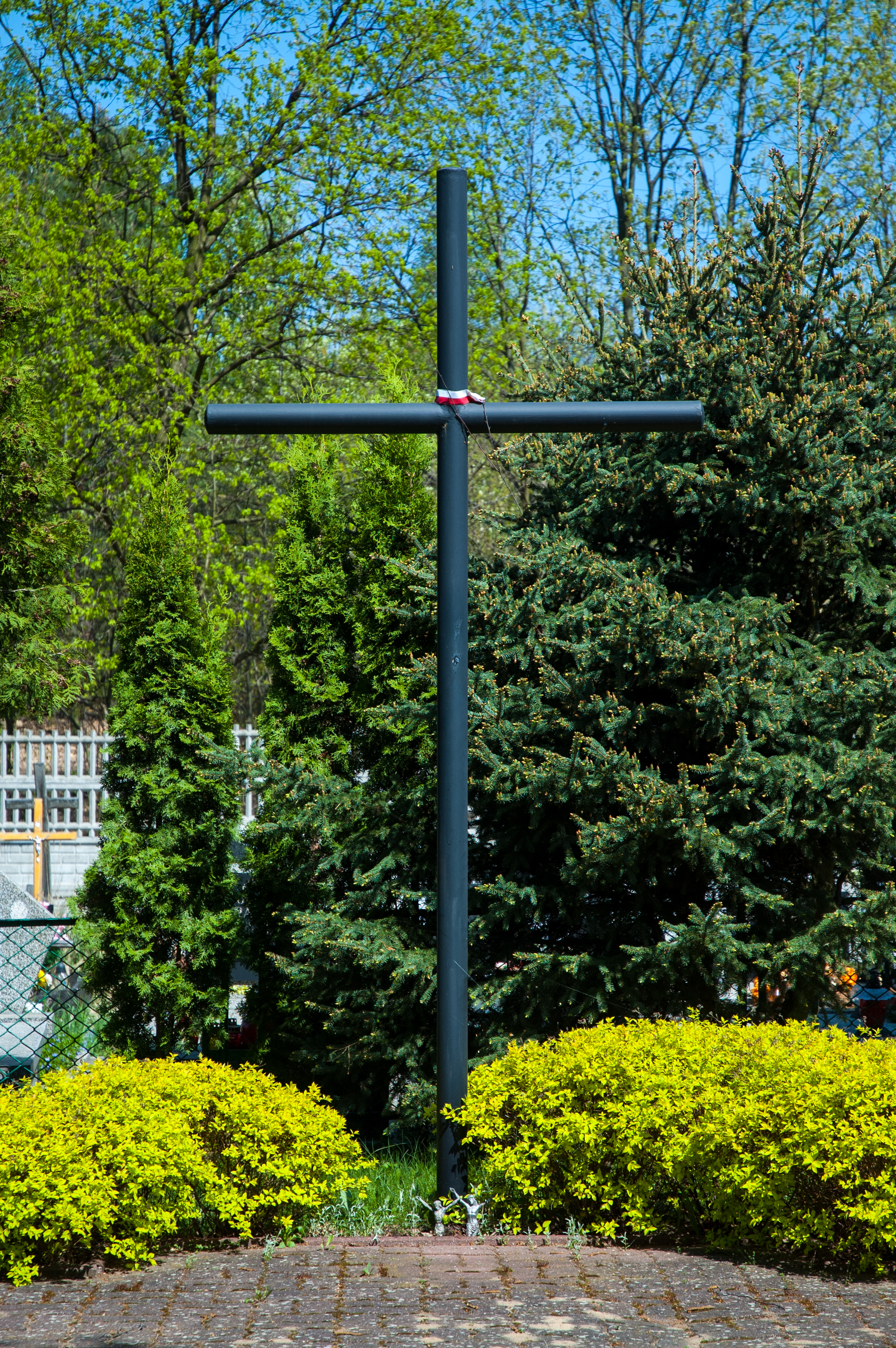
Metalowy Krzyż w Kwaterze Zesłańców Sybiru

## Gospodarka
W strukturze ekonomicznej miasta dominuje przemysł odzieżowy, spożywczy, metalowy, materiałów budowlanych, drzewny, chemiczny, zakłady artykułów technicznych i turystycznych, handel i usługi.

## Transport

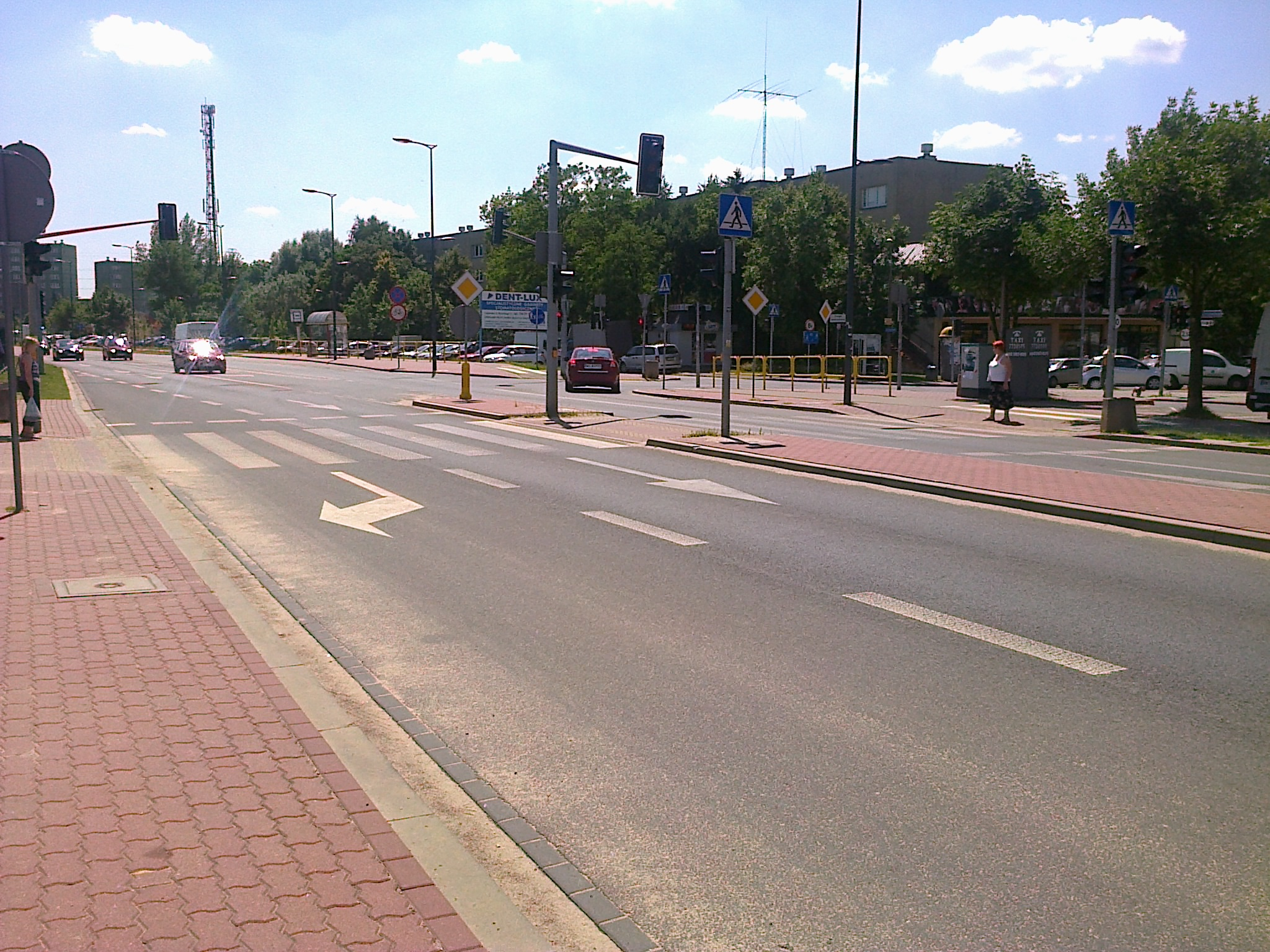
Ulica Sobieskiego przy skrzyżowaniu z Husarską

### Drogi
W mieście krzyżują się drogi krajowe i wojewódzkie:
- droga krajowa nr 61 kierunek Warszawa – Legionowo – Augustów
- droga wojewódzka nr 632 kierunek Marki – Legionowo – Płońsk

### Kolejowy

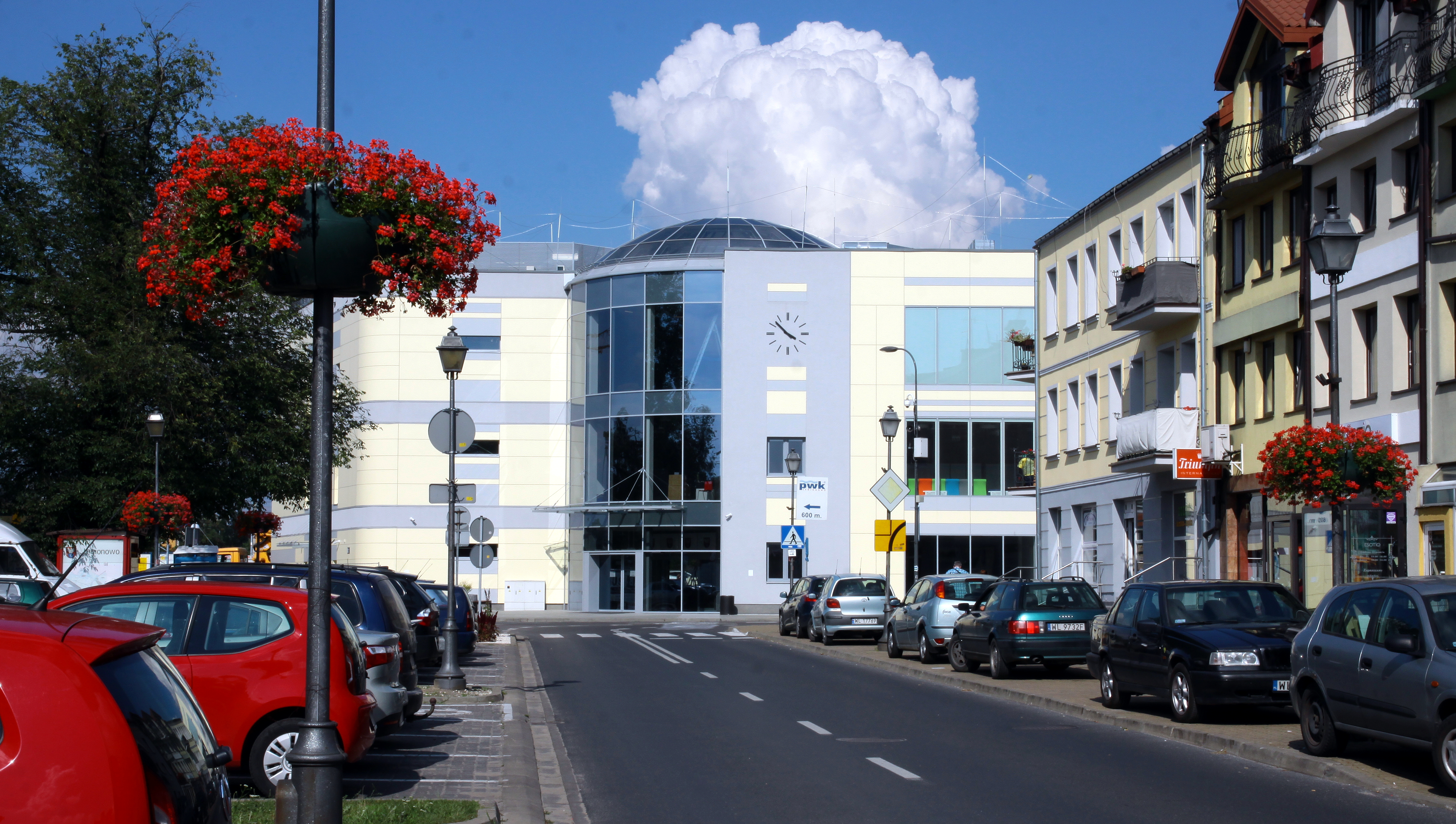
Dworzec PKP Legionowo

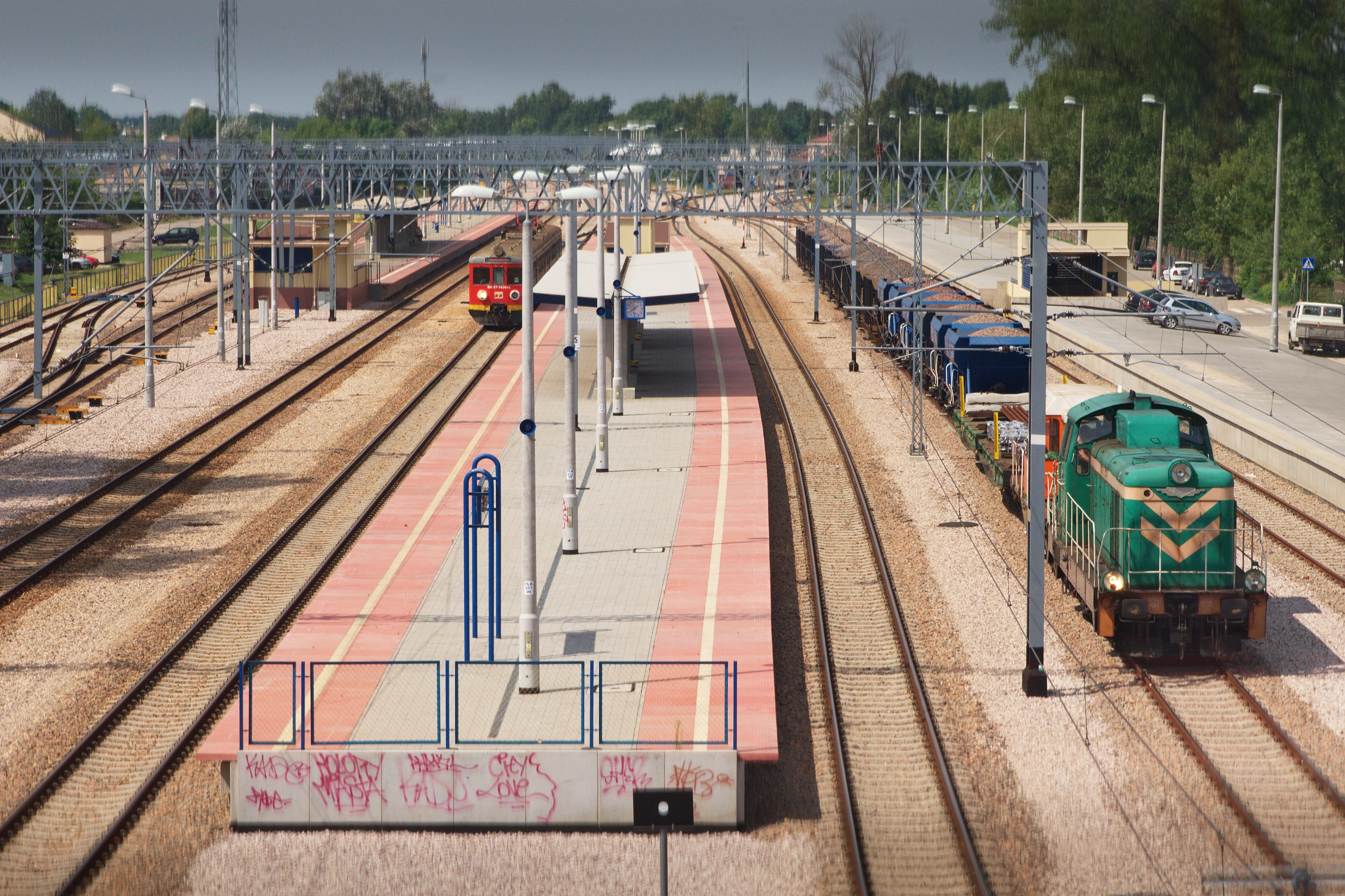
Stacja PKP Legionowo

Stacja kolejowa Legionowo znajduje się na trasie międzynarodowego korytarza transportowego E65: Zebrzydowice – Katowice – Warszawa – Gdańsk Gł. Od stacji Legionowo odchodzi linia kolejowa Legionowo – Tłuszcz. Na terenie miasta są 2 stacje kolejowe: Legionowo, Legionowo Piaski i jeden przystanek kolejowy: Legionowo Przystanek.
Po wielu latach małego zainteresowania, transport kolejowy zaczyna odgrywać rolę głównego środka transportu w dojazdach mieszkańców do stolicy. W latach 2007–2010 przeprowadzone zostały prace modernizacyjne odcinka kolejowego między Warszawą Wschodnią a Legionowem wraz z przebudową stacji kolejowej Legionowo, mające na celu podnieść prędkość szlakową a tym samym uatrakcyjnić ten środek transportu, tworząc szybkie połączenie między Legionowem a Śródmieściem Warszawy. W ramach tej inwestycji przebudowano kolejny odcinek: Legionowo – Chotomów. Wybudowano także Centrum Komunikacyjne, będące głównym miejscem przesiadkowym dla mieszkańców powiatu legionowskiego. Obejmuje dworzec kolejowy z lokalami usługowymi, dwa parkingi wielopoziomowe, perony autobusowe oraz ul. Szwajcarską.
Miasto posiada bezpośrednie połączenia kolejowe z wieloma miastami realizowane przez spółki kolejowe PKP Intercity i Koleje Mazowieckie:
- Legionowo – Gdynia – Kołobrzeg
- Legionowo – Warszawa – Kraków – Zakopane
- Legionowo – Działdowo – Olsztyn
- Legionowo – Nasielsk – Sierpc
- Legionowo – Warszawa Lotnisko Chopina (RL Modlin – Warszawa Lotnisko Chopina)

### Autobusowy

#### Darmowa Komunikacja Miejska Legionowo (DKM)[22]
Na terenie miasta oraz części gminy Nieporęt (linia D1) zorganizowane są darmowe połączenia autobusowe w ramach Darmowej Komunikacji Miejskiej Legionowo, która w całości finansowana jest z budżetu Miasta Legionowo:
- D1 relacji: Główna/Strużańska (gmina Nieporęt) – pętla Mickiewicza (Legionowo) w obu kierunkach
- D2 relacji: Osiedle Młodych – PKP Legionowo Centrum w obu kierunkach
- D3 relacji: Osiedle Młodych – Centrum Komunikacyjne – Osiedle Bukowiec w obu kierunkach
- D4 relacji: PKP Legionowo – Osiedle Bukowiec w obu kierunkach

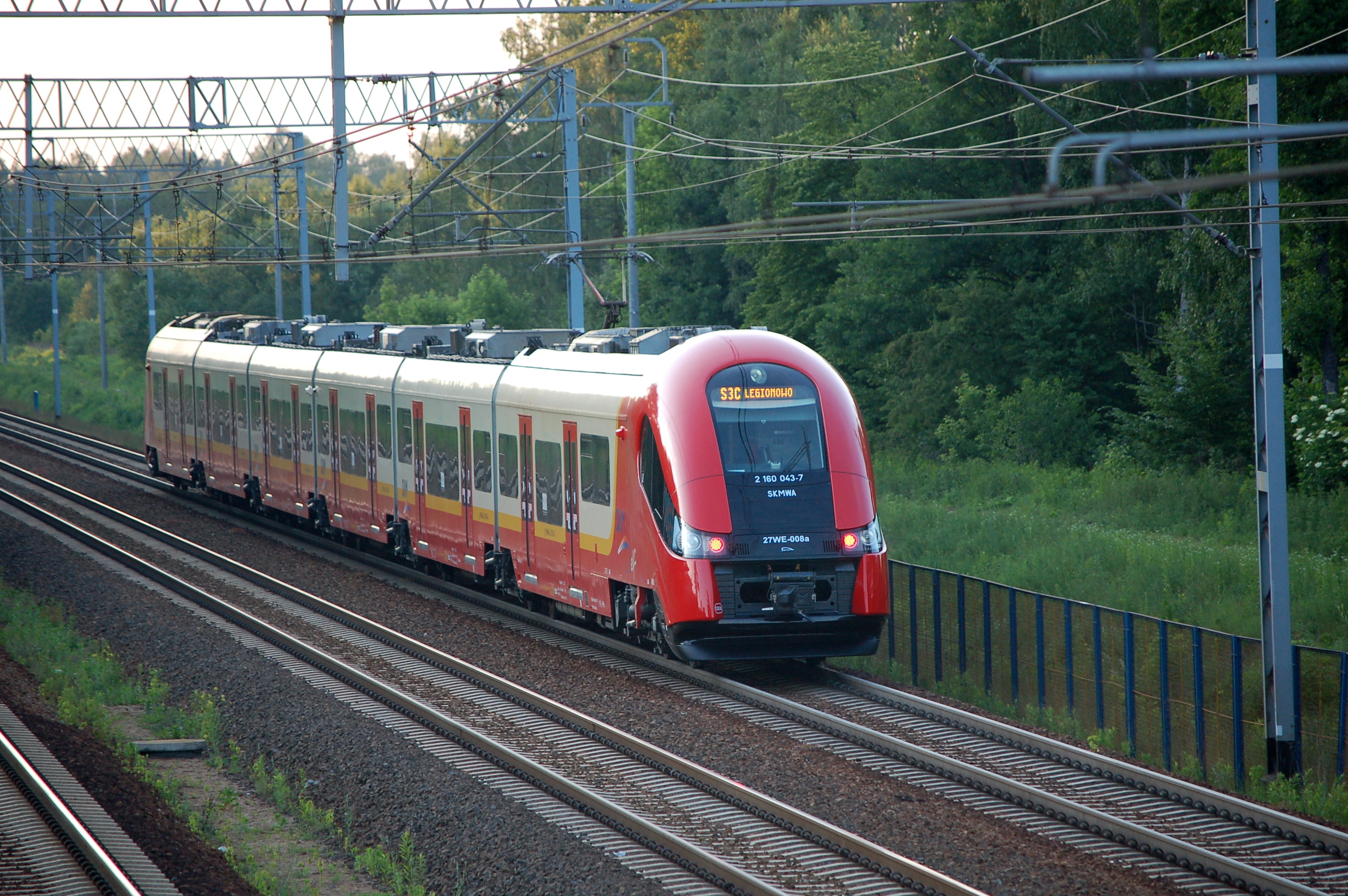
S3 – obsługa linii przez SKM 27WE w kierunku Legionowa

#### Komunikacja aglomeracji warszawskiej (ZTM)
W 2010 roku zostało uruchomione połączenie kolejowe linii S9 organizowane przez Zarząd Transportu Miejskiego w Warszawie na głównej trasie Warszawa Gdańska – Legionowo. W czerwcu 2012 została uruchomiona wariantowa linia S3 łącząca Legionowo z Lotniskiem Chopina w Warszawie. W sierpniu 2021 roku zawieszono kursowanie linii S9. W marcu 2023 uruchomiono linię S4 relacji Zegrze Południowe – Piaseczno, która zastąpiła zawieszoną linię S9. W marcu również uruchomiono linię S40, która obsługuje relację Radzymin – Piaseczno. Obecnie pociągi SKM z Legionowa kursują przez linię obwodową (Warszawa Gdańska) do Piaseczna oraz przez linię średnicową dalekobieżną (Warszawa Centralna) do stacji Warszawa Lotnisko Chopina. W pociągach SKM obowiązują wyłącznie bilety ZTM.
W ramach zawartego Porozumienia międzygminnego z ZTM organizowane są połączenia liniami autobusowymi:
- 723 (strefowa zwykła) na trasie: Żerań FSO – PKP Legionowo-Przystanek, wybrane kursy (zwłaszcza w godzinach szczytu) skrócone do pętli Mickiewicza
- 731 (strefowa zwykła) na trasie: Żerań FSO – Os. Młodych (Legionowo), wybrane kursy do pętli Starostwo Powiatowe (Legionowo-Łajski)
- 736 (strefowa zwykła) na trasie: Żerań FSO – Mickiewicza (Legionowo)
- N63 (nocna) na trasie: Dw. Centralny – Legionowo (Os. Jagiellońska)/Chotomów
- L-8 (linia strefowa uzupełniająca) na trasie: PKP Legionowo – Stanisławów Drugi – Wola Aleksandra – Kąty Węgierskie – Rembelszczyzna – Stanisławów Pierwszy – Izabelin – Aleksandrów – Nieporęt – Wólka Radzymińska – PKP Dąbkowizna. Linia kursuje w dni robocze.
- L-9 (linia strefowa uzupełniająca) na trasie: PKP Legionowo – Michałów-Reginów – Łajski – Wieliszew – Komornica-Szkoła (w czasie wakacji kursy skrócone do przystanku Wieliszew-Plaża)
- L10 (linia strefowa uzupełniająca) na trasie: PKP Legionowo – Michałów-Reginów – Łajski – Wieliszew – Wieliszew-Plaża
- L11 (linia strefowa uzupełniająca) na trasie: PKP Legionowo – Michałów-Reginów – Łajski – Wieliszew – Olszewnica Stara – Góra – Nowy Dwór Mazowiecki
- L34 (linia strefowa uzupełniająca) na trasie: Plac Kościuszki/Legionowo – PKP Legionowo – Chotomów – Dąbrowa Chotomowska – Olszewnica Stara – Olszewnica Nowa
- L41 (linia strefowa uzupełniająca) na trasie: Plac Kościuszki/Legionowo – PKP Legionowo – Jabłonna – Rajszew – Skierdy – Suchocin – Boża Wola – Nowy Dwór Mazowiecki

W autobusach 723, 731, 736 i N63 honorowane są wszystkie bilety ujęte w taryfie ZTM. W autobusach linii L-8, L-9, L10, L11, L33, L34 i L41 honorowane są bilety ZTM od dobowego wzwyż. W/w linie „L” funkcjonują na zlecenie gmin ościennych tj. Nieporętu, Wieliszewa, Jabłonny i Nowego Dworu Mazowieckiego (Legionowo jest tylko punktem docelowym tras linii).

#### Komunikacja autobusowa (poza taryfą ZTM i DKM)
Na terenie Legionowa funkcjonują także inni przewoźnicy autobusowi:
- Lokalna Komunikacja Autobusowa gminy Serock
- Polonus, Bus-Kom PKS Sp. z o.o. realizujący połączenia „przelotowe” w relacji m.in. Warszawa – Pułtusk – Olsztyn, Kętrzyn, Szczytno

### Lotniczy
Legionowo leży około 20 km od lotniska Warszawa-Modlin i około 35 km od lotniska Chopina w Warszawie. Te dwa porty lotnicze łączy linia kolejowa Kolei Mazowieckich (RL), która przebiega przez Legionowo zatrzymując się na stacji PKP Legionowo i przystanku Legionowo Przystanek. Czas przejazdu od PKP Legionowo do PKP Modlin zajmuje około 15 minut, skąd autobusem bezpośrednio do lotniska dojedziemy w ok. 10 min.

## Oświata i nauka

### Przedszkola
- Przedszkole Miejskie nr 1
- Przedszkole Miejskie nr 2 w Zespole Szkolno-Przedszkolnym nr 2
- Przedszkole Miejskie nr 3 im. Koszałka Opałka
- Przedszkole Miejskie Integracyjne nr 5 im. Misia Uszatka
- Przedszkole Miejskie nr 6 „Tęczowa Szóstka”
- Przedszkole Miejskie nr 7
- Przedszkole Miejskie nr 9
- Przedszkole Miejskie nr 10
- Przedszkole Miejskie nr 11
- Przedszkole Miejskie nr 12 im. Króla Maciusia I
- Przedszkole Miejskie nr 14 w Zespole Szkolno-Przedszkolnym
- Przedszkole Niepubliczne „Przy Lesie”
- Niepubliczne Przedszkole „Chatka Puchatka”
- Niepubliczne Przedszkole „Bajkowy Dom”[27]
- Niepubliczne Przedszkole „Mini Einstein”

### Szkoły podstawowe
- Szkoła Podstawowa nr 1 w Legionowie im. Mikołaja Kopernika
- Szkoła Podstawowa nr 2 w Legionowie im. Kornela Makuszyńskiego w Zespole Szkolno-Przedszkolnym nr 2
- Szkoła Podstawowa nr 3 w Legionowie
- Szkoła Podstawowa nr 7 w Legionowie im. VII Obwodu „Obroża” AK
- Szkoła Podstawowa nr 8 w Legionowie im. 1. Warszawskiej Dywizji Piechoty (w ramach Zespołu Szkół w Legionowie)
- Szkoła Podstawowa nr 4 w Legionowie im. Legionów Polskich 1914 – 1918 w Zespole Szkolno-Przedszkolnym
- Niepubliczna Szkoła Podstawowa im. Jana Pawła II
- Społeczna Szkoła Podstawowa nr 35 im. Noblistów Polskich

### Byłe gimnazja
Gimnazja istniejące przed 2018 r., zamienione w szkoły podstawowe
Publiczne:
- Gimnazjum nr 1 (przy Szkole Podstawowej nr 1)
- Gimnazjum nr 2 (w ramach Zespołu Szkół Ogólnokształcących nr 2 w Legionowie)
- Gimnazjum nr 3 w Legionowie im. Janusza Kusocińskiego
- Gimnazjum nr 4 im. Aleksandra Kamińskiego (w ramach Zespołu Szkół w Legionowie)
- Gimnazjum nr 5 w Zespole Szkolno-Przedszkolnym nr 2
- Gimnazjum nr 6 (przy Szkole Podstawowej nr 4)
- Gimnazjum z Oddziałami Dwujęzycznymi w Legionowie (Budynek LO im. Marii Konopnickiej)

Niepubliczne:
- Niepubliczne Europejskie Gimnazjum Językowe w Legionowie
- Salezjańskie Gimnazjum im. św. Jana Bosko w Legionowie

### Szkoły ponadpodstawowe
- I Liceum Ogólnokształcące im. Marii Konopnickiej w Legionowie
- II Liceum Ogólnokształcące (w ramach ZSO nr 2 w Legionowie im. Jana III Sobieskiego)
- Powiatowy Zespół Szkół Ponadpodstawowych im. Jerzego Siwińskiego w Legionowie

Niepubliczne:
- Salezjańskie Liceum Ogólnokształcące im. św. Jana Bosko w Legionowie

### Inne placówki
- Centrum Szkolenia Policji w Legionowie
- Powiatowy Zespół Szkół i Placówek Specjalnych w Legionowie
- Żłobek Miejski
- Legionowski Uniwersytet Trzeciego Wieku[28]

## Religia

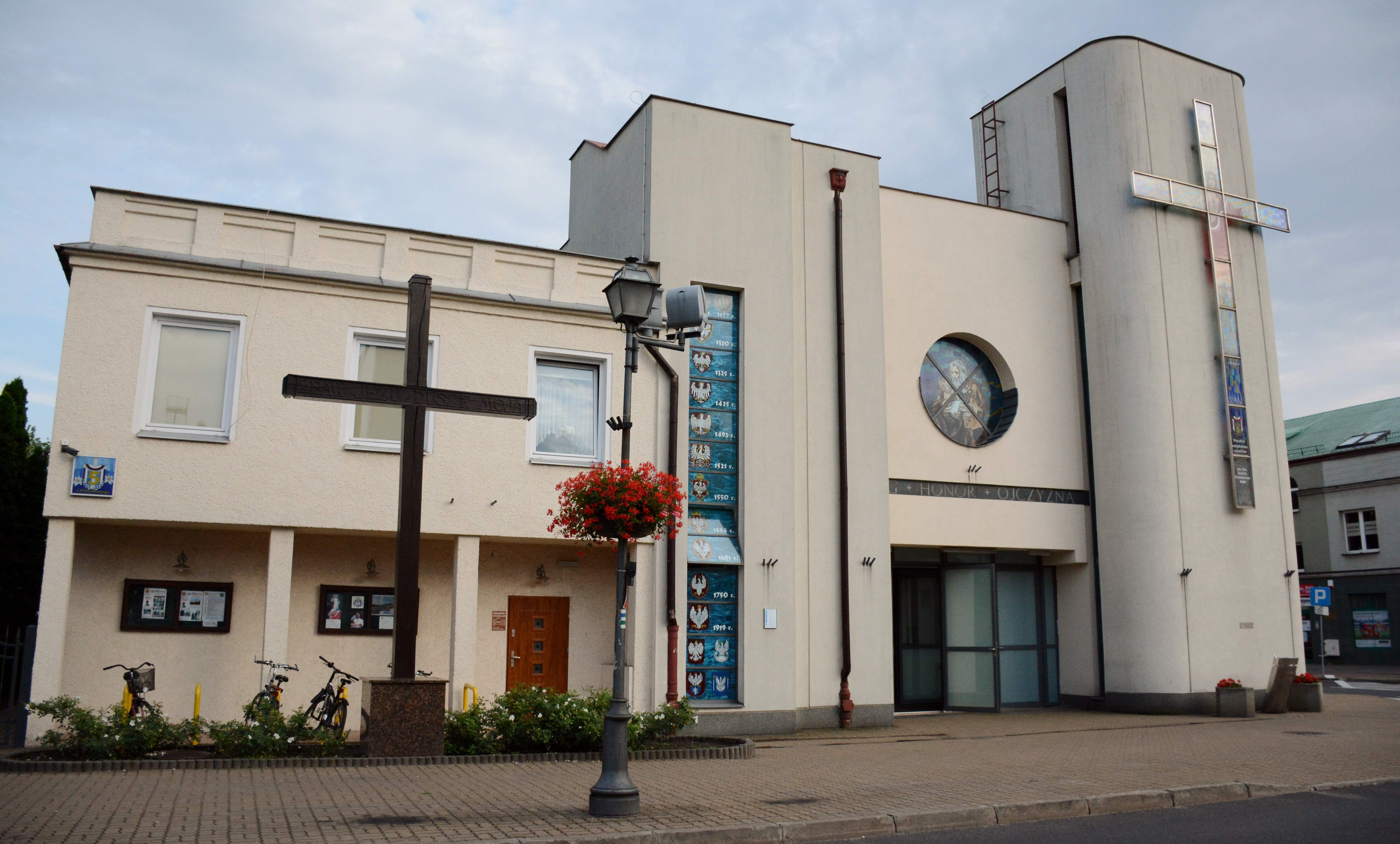
Kościół św. Józefa Oblubieńca Najświętszej Maryi Panny w Legionowie

### Katolicyzm
- Kościół greckokatolicki:
  - ośrodek duszpasterski w Legionowie, nabożeństwa prowadzone są w rzymskokatolickiej parafii św. Jana Kantego[29]
- Kościół rzymskokatolicki – na terenie Legionowa znajduje się pięć parafii Kościoła rzymskokatolickiego w dekanacie legionowskim[30]: 
  - parafia Najświętszego Ciała i Krwi Chrystusa
  - parafia cywilno-wojskowa św. Józefa Oblubieńca NMP
  - parafia Miłosierdzia Bożego
  - parafia św. Jana Kantego
  - parafia Matki Bożej Fatimskiej
- Kościół Starokatolicki Mariawitów – wierni należą do parafii Matki Boskiej Nieustającej Pomocy w Warszawie.

### Protestantyzm
- Kościół Chrześcijan Baptystów w RP – placówka w Legionowie[31][32]
- Kościół Chrześcijan Dnia Sobotniego – zbór w Legionowie[33]

### Restoracjonizm
- Świadkowie Jehowy należą do trzech zborów: Legionowo-Bukowiec, Legionowo-Osiedle, Legionowo-Sobieskiego (w tym grupa rosyjskojęzyczna), z Salą Królestwa[34].

### Cmentarze
- Cmentarz parafialny przy al. Legionów
- Cmentarz żydowski (niedostępny dla publiczności, zniszczony, częściowo zabudowany)

### Kapliczki, krzyże i figurki świętych

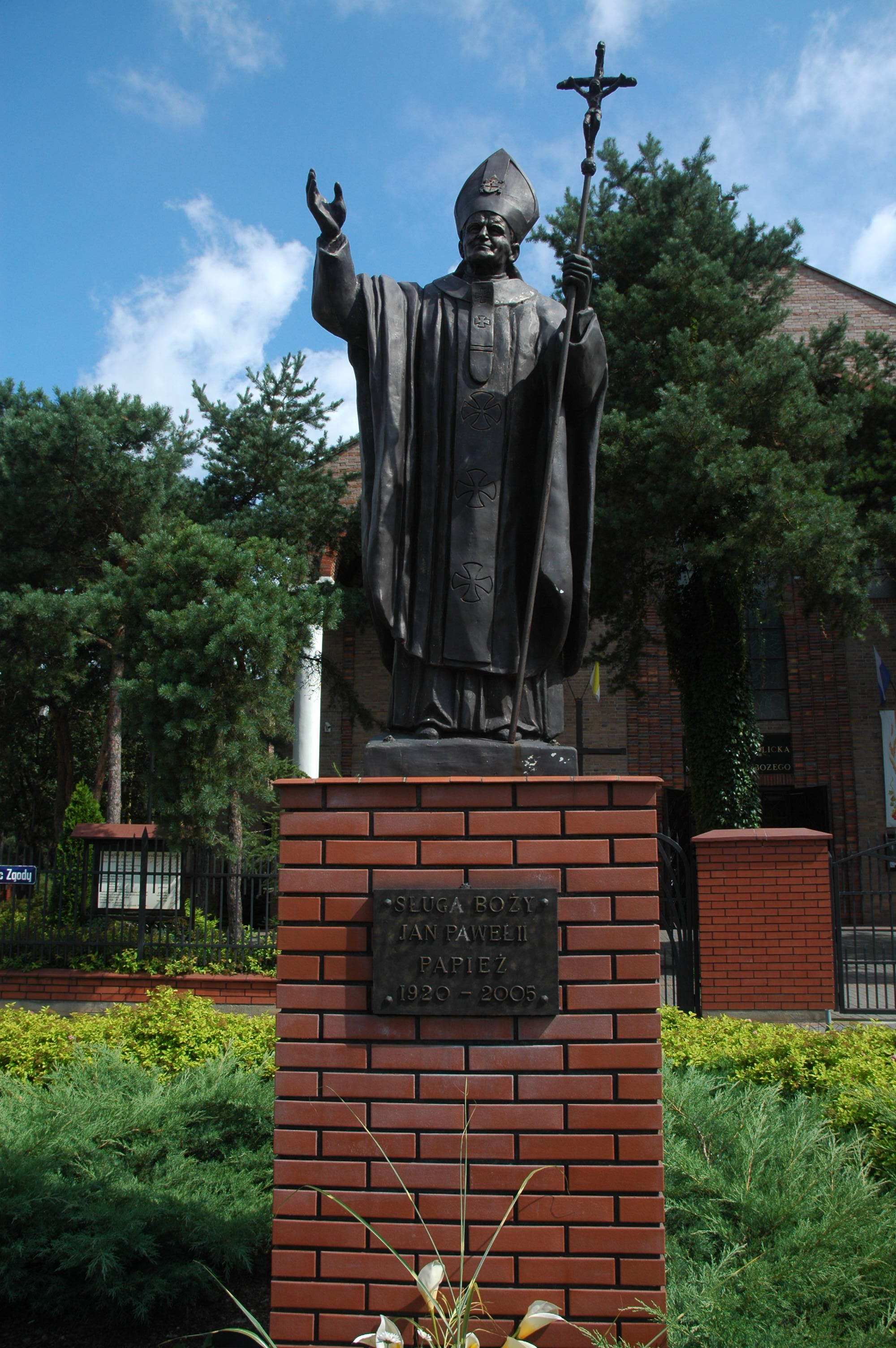
Pomnik Papieża Jana Pawła II przy Kościele Miłosierdzia Bożego w Legionowie
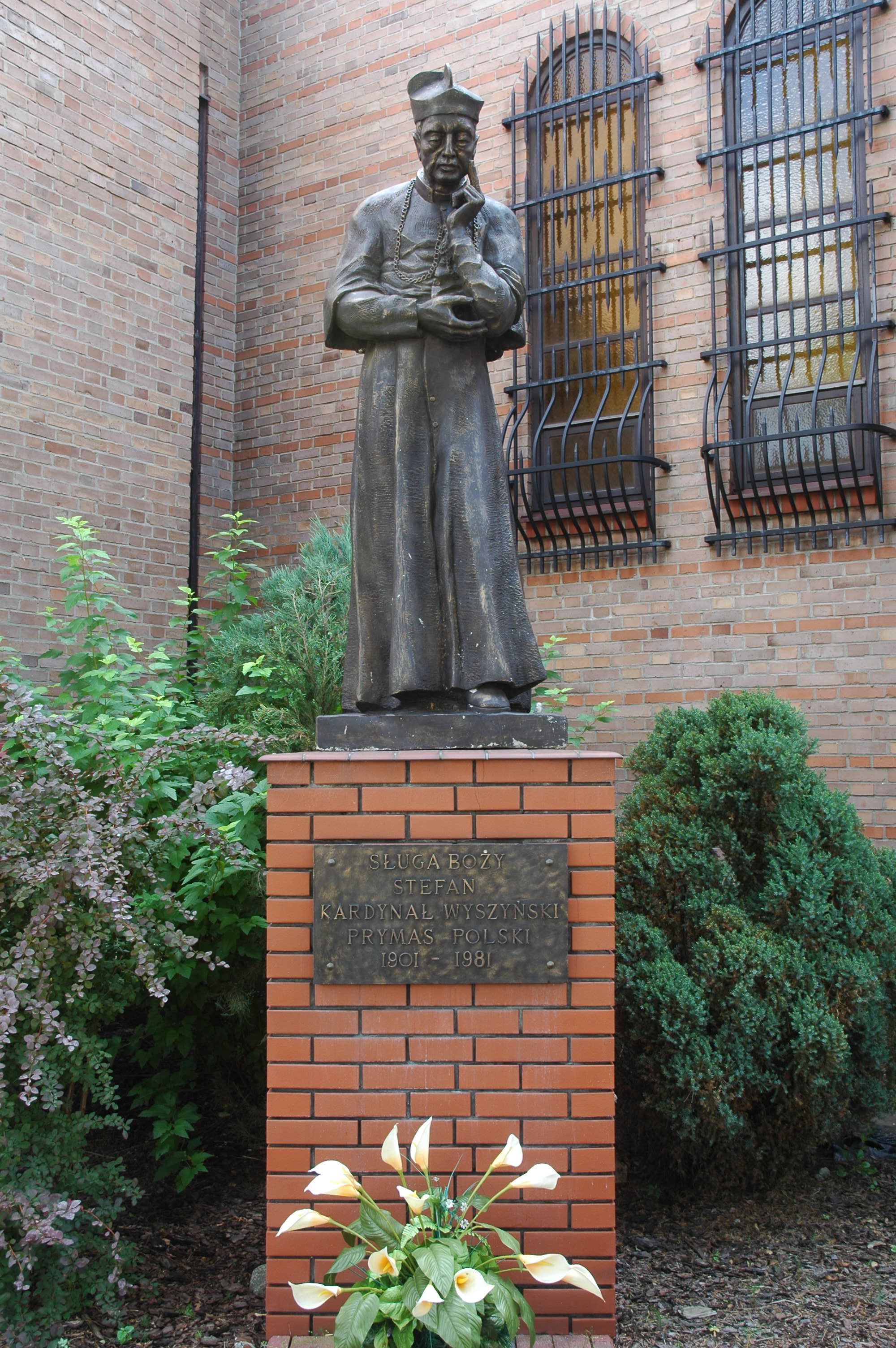
Pomnik Kardynała Stefana Wyszyńskiego (patrona miasta) znajduje się przy Kościele Miłosierdzia Bożego w Legionowie.
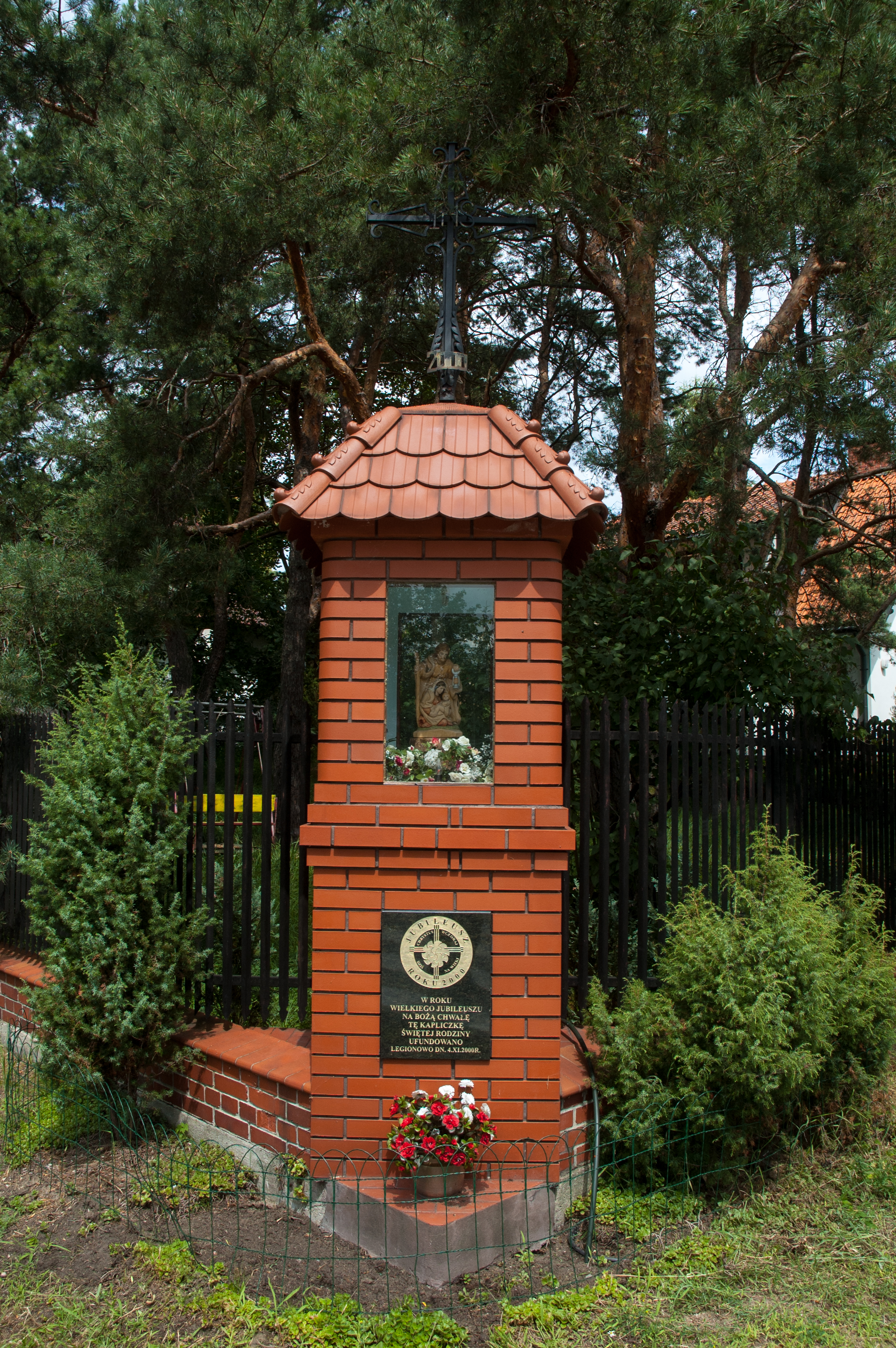
Przydrożna kapliczka Rodziny Świętej znajduje się na rogu ulic Słonecznej i Stanisława Wigury.
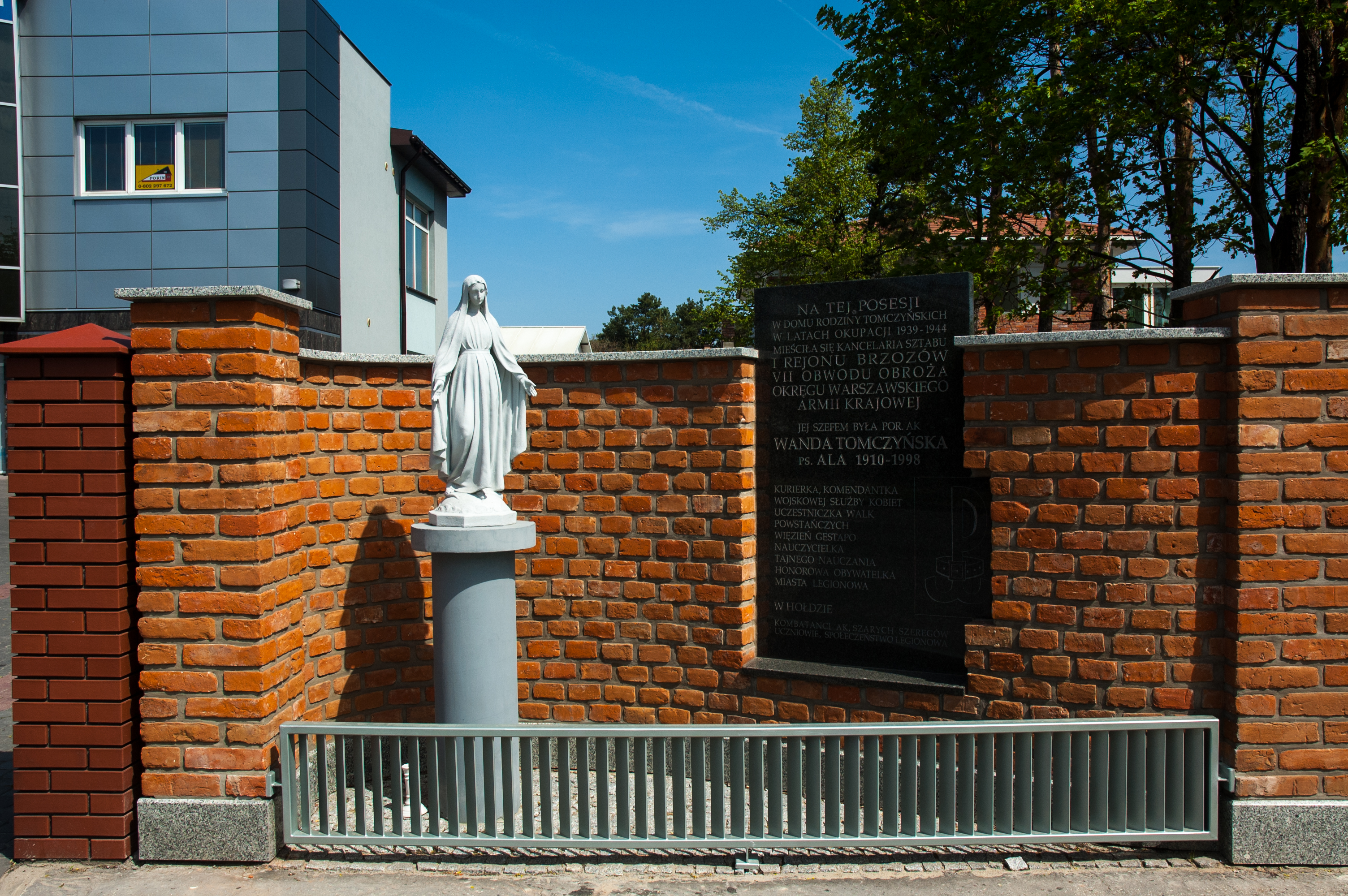
Miejsce pamięci przy ulicy Jagiellońskiej 30 wraz z tablicą upamiętniającą Wandę Tomczyńską, honorowego obywatela miasta Legionowo
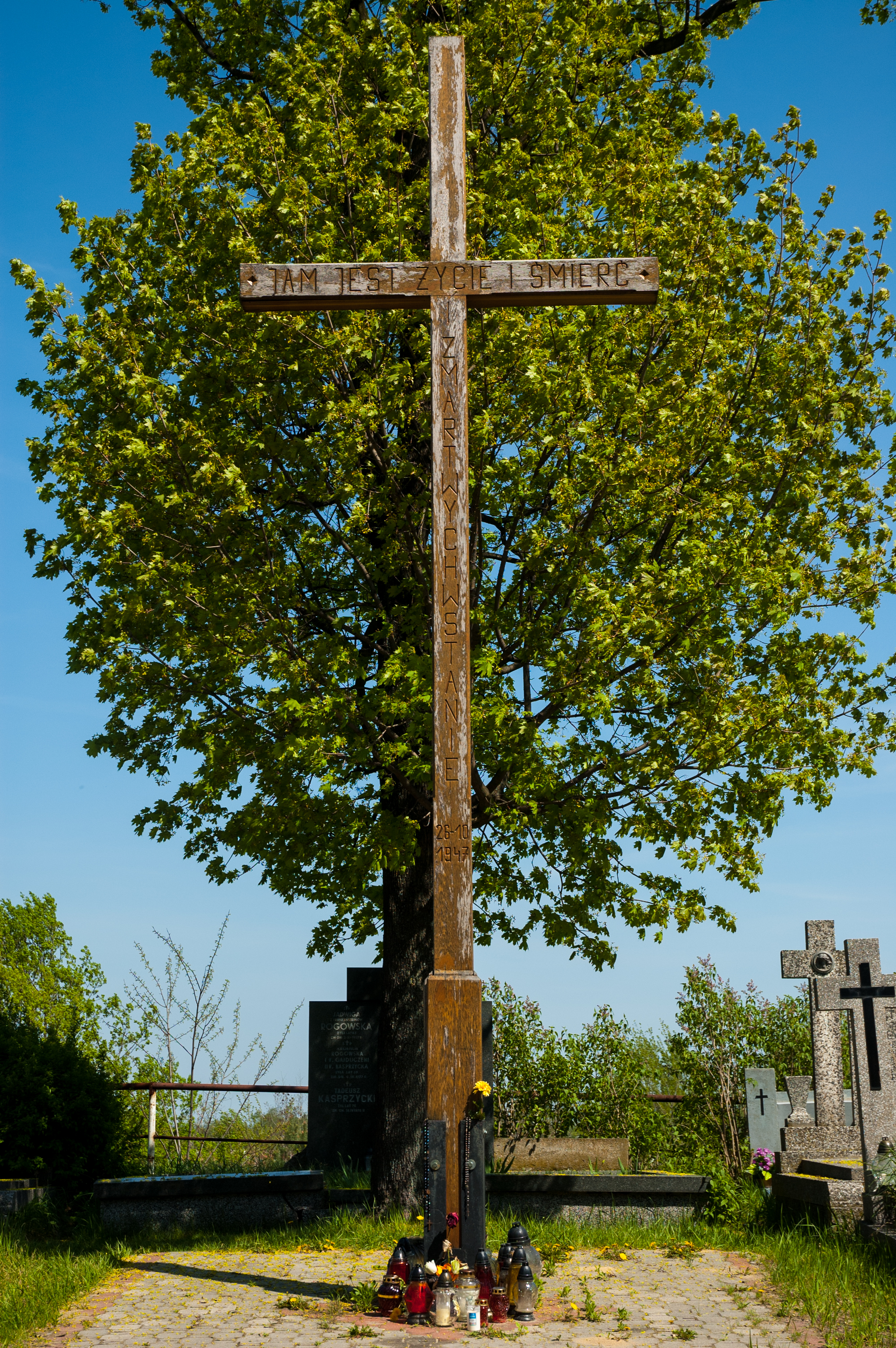
Krzyż na cmentarzu przy Alei Legionów
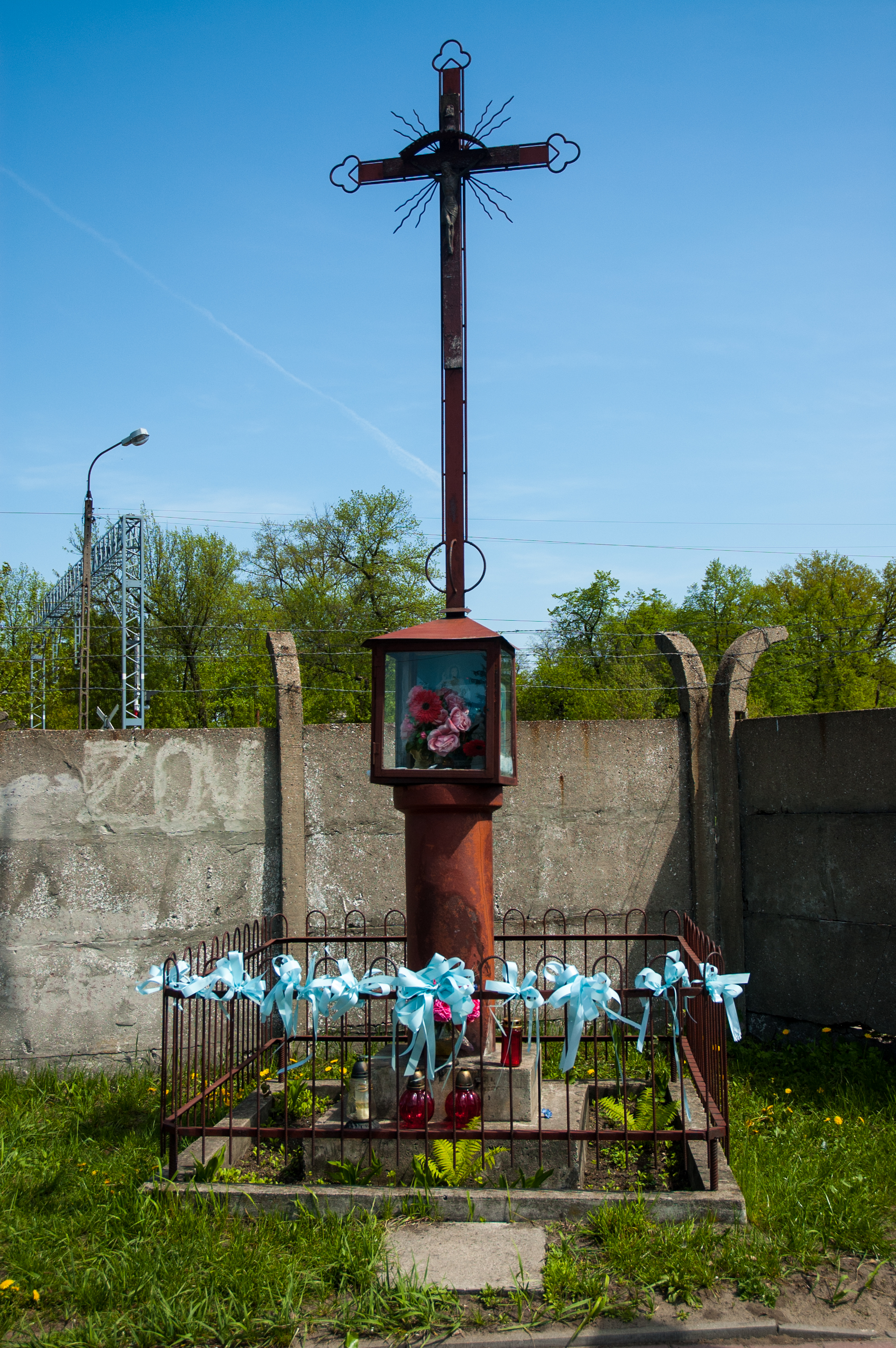
Krzyż z kapliczką przy rondzie im. Andrzeja Paszkowskiego
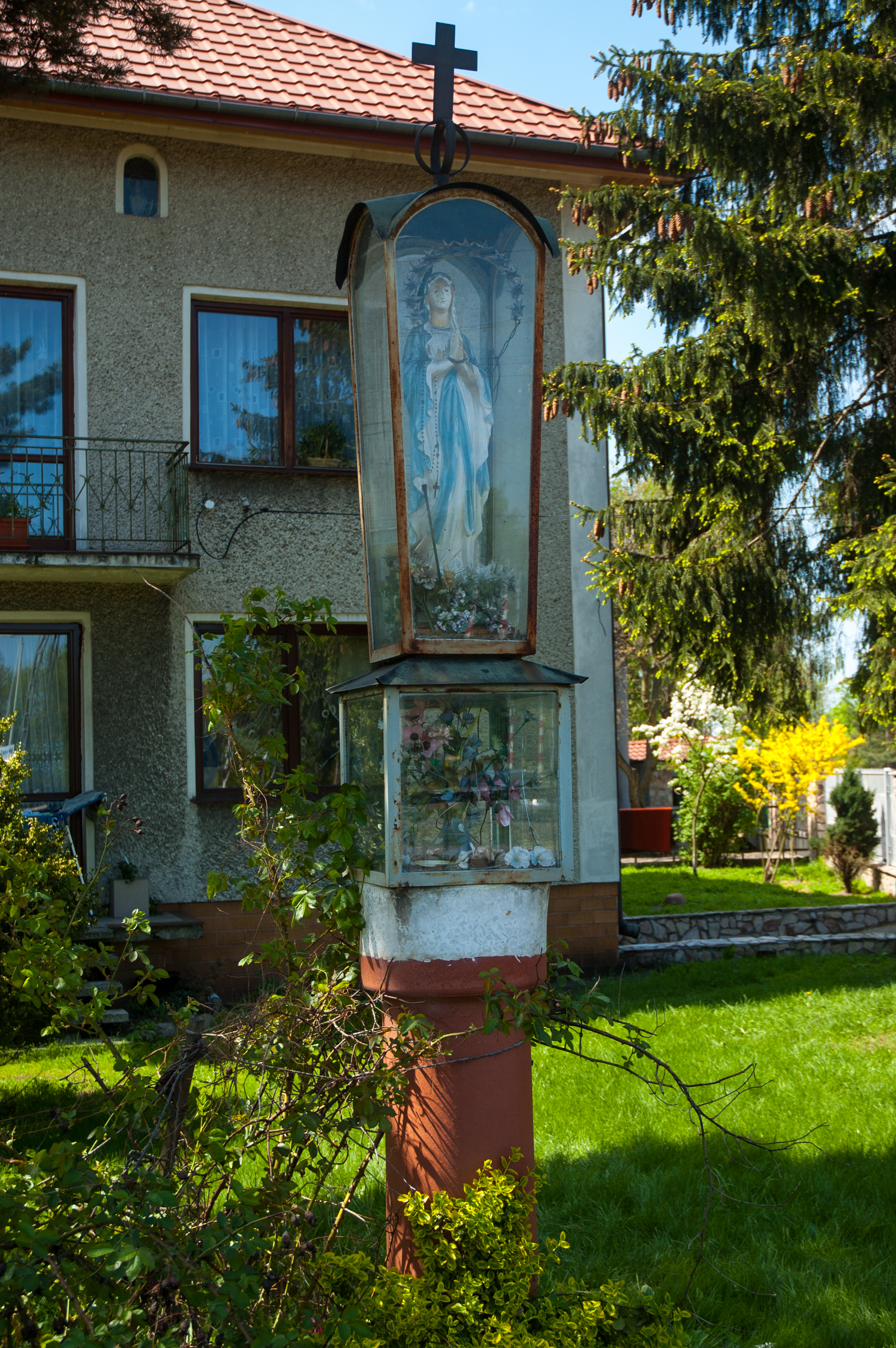
Kapliczka na posesji przy ulicy Jana Matejki
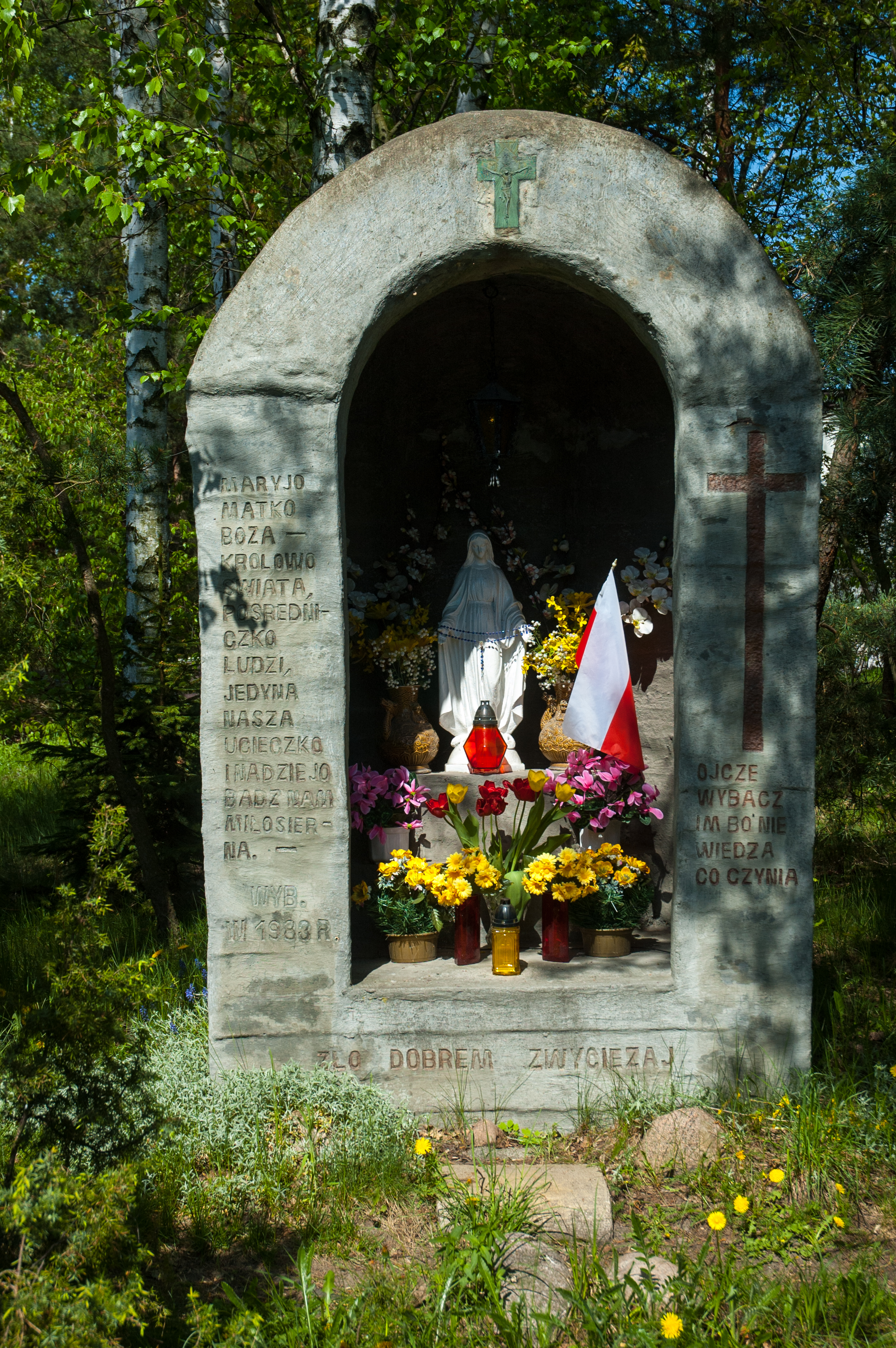
Kapliczka na posesji przy ulicy Pomorskiej
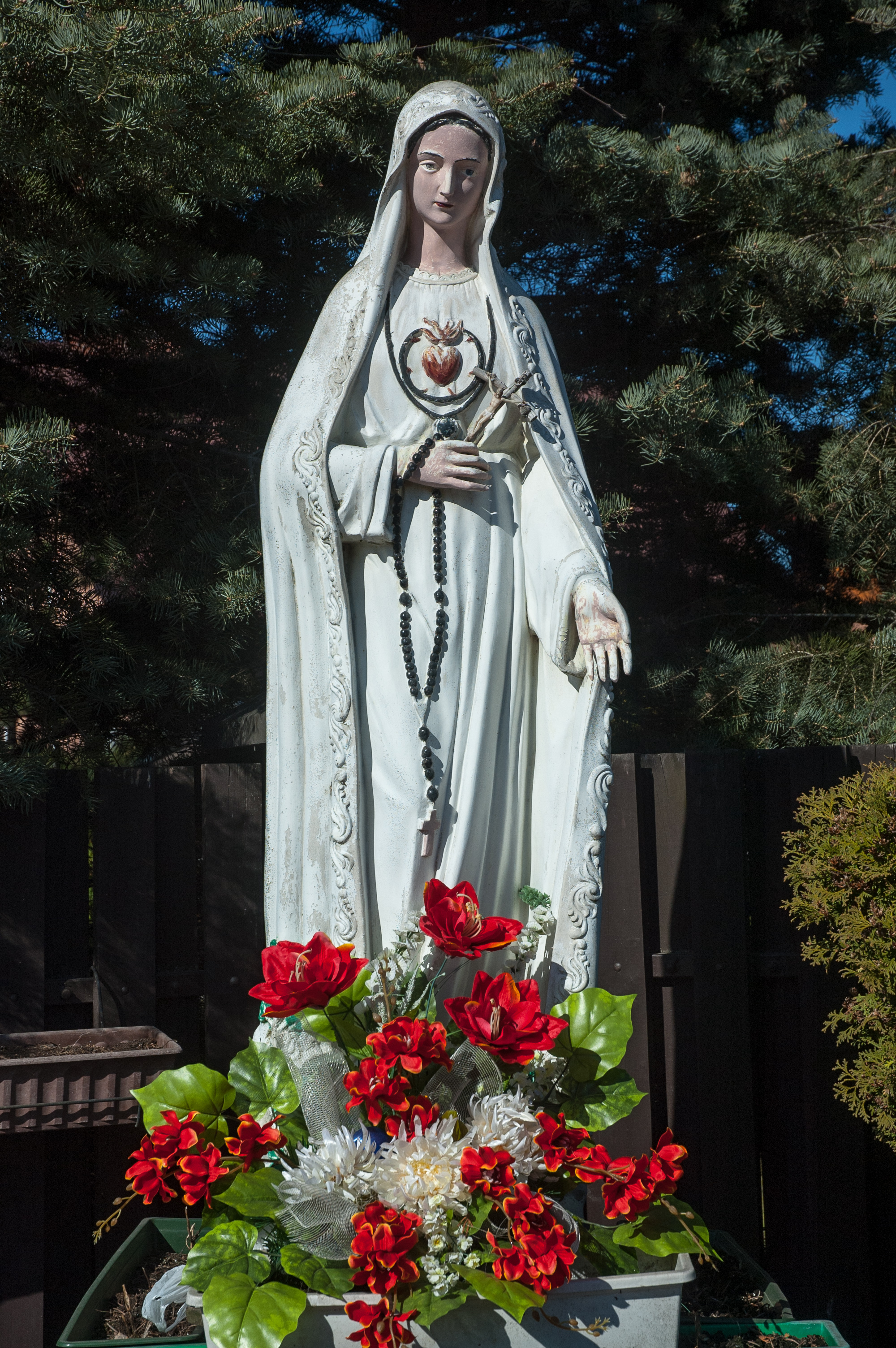
Figurka Matki Boskiej na rogu ulic Jaśminowej i Suwalnej

## Sport
- Klub Ultimate Frisbee Dysko Polot Legionowo – klub ultimate frisbee w dywizjach open oraz koedukacyjnej
- KPR RC Legionowo – Klub Piłki Ręcznej RC Legionowo. W sezonie 2013/2014 zajął 12. miejsce w Superlidze.
- Legionovia Legionowo – klub siatkówki kobiet, posiadający utytułowane sekcje juniorskie (m.in. dziesięciokrotny Mistrz Polski w kategoriach juniorek, kadetek i młodziczek). W sezonie 2011/2012 uzyskał awans do ekstraklasy. Najlepszy wynik w historii sekcji seniorskiej to czwarte miejsce w LSK, udział w półfinale Pucharu Polski i awans do europejskiego Pucharu CEV (2020).
- Legionovia Legionowo – klub piłkarski
- LKS Lotos Jabłonna – (sekcja taekwondo ITF). Utytułowany klub taekwondo ITF mający w swoich szeregach wielu medalistów mistrzostw Polski, Europy i Świata. W tym klubie karierę sportową zaczynał m.in. Łukasz ,,Juras" Jurkowski, zwycięzca pierwszego turnieju KSW, obecnie komentator sportowy.
- Legionowski Klub Kyokushin Karate – w klubie tym trenują medaliści mistrzostw Polski i Europy.
- UKS „Delfin” Legionowo – klub pływacki. Wielokrotni medaliści Mistrzostw Polski rokrocznie od 1998 roku. Wychowanek Dawid Szulich jest pierwszym olimpijczykiem Legionowa.
- Kumgang Akademia Sportów Walki - klub sportowy posiadający sekcje boksu, kickboxingu i Taekwondo Olimpijskiego (WTF)
- Warszawa Centrum Walki – klub Taekwondo WTF (World Taekwondo Federation). Sekcja legionowska z siedzibą główną w Warszawie, na Śródmieściu, przy ulicy Ludnej. Klub posiadający medalistów Mistrzostw Polski.
- LKSW Tajfun Legionowo – klub sportów walki posiadający sekcje boksu, kickboxingu, muay thai, bjj, taekwondo ITF oraz MMA
- LZS CSP – sekcja sportowa judo i boksu działająca przy Centrum Szkolenia Policji
- Sandow Legionowo – klub kulturystyki i fitness, którego zawodnicy zajmują czołowe miejsca na zawodach ogólnopolskich
- KS Legion Legionowo – koszykówka mężczyzn, treningi wszystkich grup wiekowych, pierwsza drużyna gra obecnie w III lidze, w klubie działa również sekcja szachów sportowych.
- Trash Crew – klub hulajnogowy, treningi wyczynowej jazdy na hulajnodze dla młodych osób.
- W Legionowie działają dwa baseny w tym m.in. centrum rekreacyjne Wodne Piaski

## Ważniejsze obiekty
- Ratusz miejski

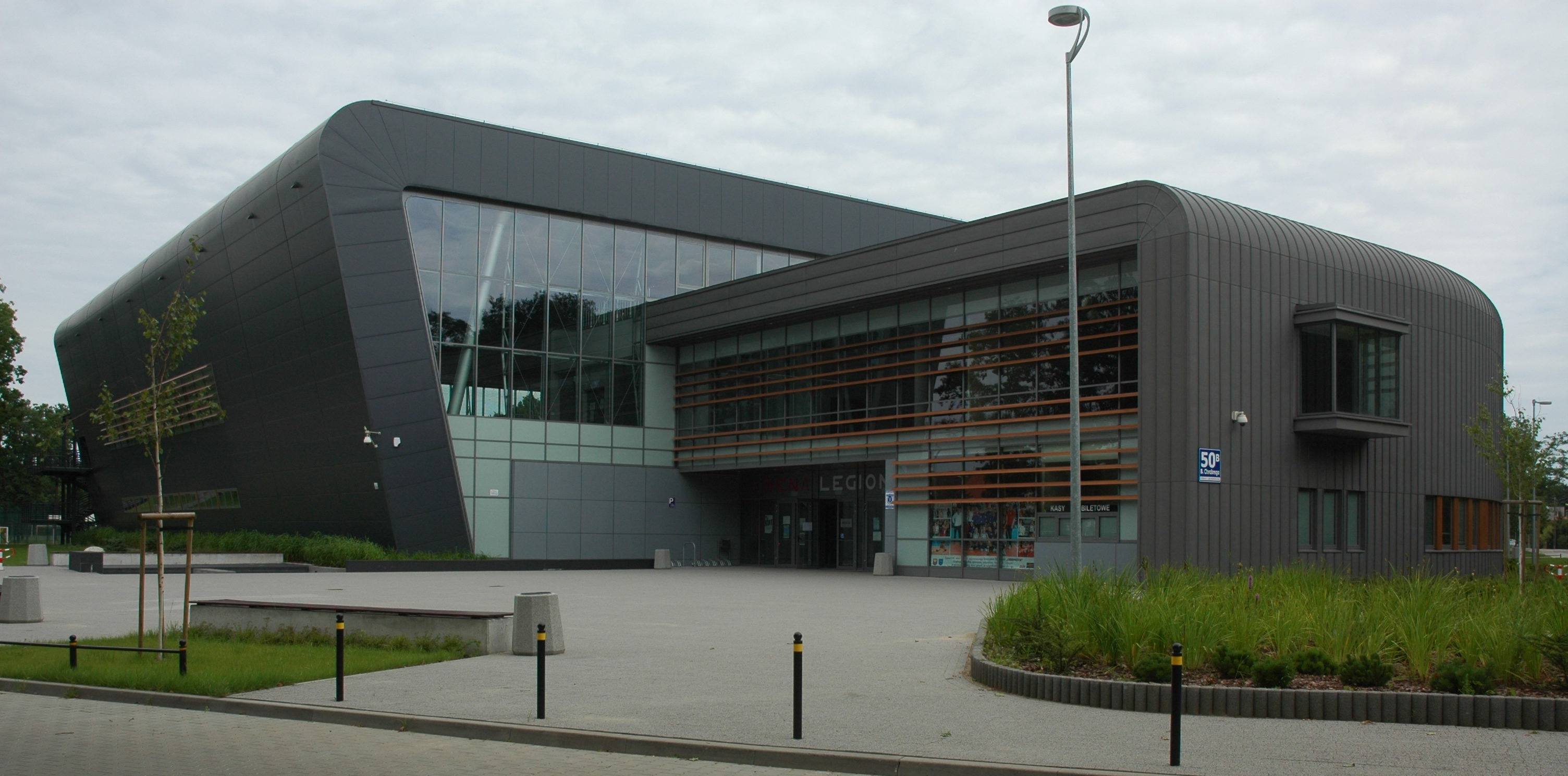
Arena Legionowo

- Miejska Biblioteka Publiczna (Poczytalnia)
- Centrum Szkolenia Policji w Legionowie
- Stadion Miejski
- Arena Legionowo – jedna z najnowocześniejszych hal widowiskowo-sportowych w Polsce
- Rynek Miejski wraz ze źródłem wody oligoceńskiej i fontanną.

## Obiekty w budowie
- System ścieżek rowerowych z wypożyczalniami rowerów będący inicjatywą Młodzieżowej Rady Miasta, system ma obejmować teren całego powiatu legionowskiego.

## Osoby związane z Legionowem

### Honorowi obywatele
Źródło: oficjalna strona Urzędu Miasta Legionowo
- Edward Dietrich (1910–2005) – tytuł nadano 26.07.1995 r.
- Wanda Tomczyńska (1910–1998) – tytuł nadano 26.07.1995 r.
- Ludwik Schmidt (1916–2008) – tytuł nadano 30.07.1997 r.
- ks. Jan Mrugacz (1915–2002) – tytuł nadano 29.04.1998 r.
- Andrzej Paszkowski (1923–2003) – tytuł nadano 21.07.1999 r.
- Lucjan Spletsteser (1929–2017) – tytuł nadano 02.10.2002 r.
- Bronisława Romanowska-Mazur (1926–2018) – tytuł nadano 25.06.2003 r.
- Teofila Bojkowska (1920–2011) – tytuł nadano 30.08.2008 r.
- Zygmunt Pryszmont (1925–2019 r.) – tytuł nadano 30.08.2008 r.
- Artur Żmijewski – tytuł nadano 30.05.2009 r.
- Ryszard Kaczorowski (1919–2010) – tytuł nadano 30.05.2010 r.
- Alina (1907–1993) i Czesław (1904–1996) Centkiewiczowie – tytuł nadano 26.09.2012 r.
- Cezariusz Kalinowski (1931–2022[36]) – tytuł nadano 27.01.2021 r.

## Pozostałe informacje
- Najstarszy budynek Legionowa to dawny dworek myśliwski (sprzed Kolei Nadwiślańskiej), a później folwark Kozłówka – po wielu latach wyremontowany.
- Główna ulica Legionowa nosi nazwę Piłsudskiego od 1934 roku, wcześniej nazywała się Królewska, a w okresie PRL nazywała się też PZPR.
- W Legionowie funkcjonuje klub Taekwondo ITF LKS Lotos Jabłonna, którego zawodnicy wielokrotnie zdobywali medale mistrzostw Polski, Europy i Świata.
- 22 czerwca 1935 roku w Legionowie zanotowano najwyższą sumę opadów w ciągu jednej minuty – 8,1 mm.